# 宇宙戦隊キュウレンジャー
『宇宙戦隊キュウレンジャー』（うちゅうせんたいキュウレンジャー）は、2017年2月12日から2018年2月4日まで、テレビ朝日系列で全48話が放送された、東映制作の特撮テレビドラマ、および作中で主人公たちが変身するヒーローの名称。
放送時間は2017年9月24日放送分（第31話）まで毎週日曜7時30分から8時、同年10月1日放送分（第32話）より同9時30分から10時（いずれもJST）に変更された。
キャッチコピーは「9人の究極の救世主」「1人1人がスーパースター、9人揃ってオールスター」。

## 概要
スーパー戦隊シリーズの第41作品目。キャッチコピーにもあるように、基本メンバーが9人で構成されているのが特徴である。

## あらすじ
時は、遙か彼方の未来―宇宙は泣いていた。
宇宙を形成する88の星座系は侵略者宇宙幕府ジャークマターに支配されている。だが、希望は絶たれたわけではない。宇宙には一つの伝説が伝えられている。「宇宙が心無き者の手に陥り、人々が涙するとき、9人の究極の救世主が現れ、宇宙を救う」。その名は宇宙戦隊キュウレンジャー。

## 登場人物

### 宇宙戦隊キュウレンジャー
宇宙幕府ジャークマターから宇宙を守るために結成された、リベリオン所属チーム。初期メンバーはシリーズ初となる9人であり、人間型だけではなく獣人型の宇宙人やアンドロイドといった多種多様な面々で構成されている。また、各々の信条と特性を表わした別名もある。後述するとおり、毎回の戦闘には必ずしもメンバー全員が参加するわけではない。また並行して別の任務を遂行するなど、一部のメンバーが別行動を取ることもあるため、回によっては戦闘時以外でもメンバーが全て揃わない場合もある。
メンバーの大半は、変身前の状態では統一されたデザインのキュウレンジャージャケットを着用している（ただし体格的に着用できないチャンプは右肩に羽織っており、バランスはボディの胸と左肩をリペイントし、襟部やラインマーキングの形状もジャケットと似たデザインにしている）。
名乗り口上は「究極の救世主！宇宙戦隊キュウレンジャー！」「お前（ら）の運、試してやるぜ！」。

#### 9人の基本メンバー
物語開始時点でのメンバーはチャンプ・ハミィ・スパーダとスパイとして別行動していたスティンガーの4人。物語の最序盤では、残る5人のメンバーを捜し出すのもストーリーの主軸の一つとなっている。
ラッキー
本作品の主人公。
シシ座系の惑星カイエン出身のヒューマノイド型宇宙人の宇宙の冒険者。幼少期に惑星カイエンで大きな事件が起こった際に両親とはぐれ、故郷の星を離れてコジシ座系の惑星ルースで爺やに育てられた。
非常に型破りで、どんなピンチでもチャンスだと前向きに捉える超ポジティブな性格。義理人情に篤く正義感も強く、ズバ抜けた行動力を見せる。宇宙一の強運の持ち主を自称しており、戦闘時も彼に味方するアクシデントが起きることが多い。一人称は「俺」で口癖は「よっしゃ、ラッキー!!」。
宇宙の果てを目指し旅する途上で、乗っていた宇宙スクーター・ラッキー号が故障して惑星クロトスに不時着。偶然そこで戦っていたハミィたちに感銘を受け、自らもキュウレンジャーとなることを決意する。さっそくハミィたちが所有していたセイザブラスターを勝手に持ち出し、キュータマを探すために宇宙に飛び出すが、マシンがまたも故障して惑星ジャグジャグに不時着する。そこでジャークマターの襲撃に遭い、突撃してきたモアイダーにしがみついたことで宇宙空間に放り出されてしまう。体が凍り付く中、それでもキュウレンジャーになるという強い意志を捨てなかったことでシシキュータマが出現し、戦士として覚醒する。
キュウレンジャーの一員となってからは、「運試し」と称してキュウレンジャーのメンバー探しを行っている。しかし、アルゴ船復活のため3つのキュータマを探索する作戦を前にして、ラジオの占いで聴いた「今日の運勢が最悪なのは『シシ座系出身の人』」という言葉が現実になったかのように立て続けに不運に見舞われるようになり、前述の幼少期のアンラッキーな出来事を思い出す。さらにイカーゲンからトモキュータマを奪還するための出撃メンバーを選抜する際、初めてキューレットの抽選で外れたことで、すっかり戦意と自信を喪失。イカーゲンとの決戦で11人のメンバー全員での出撃が必要となった時にも一人だけ出撃を拒否する。しかし、ショウの説得とガルの叱咤激励を受け迷いを吹っ切り戦線に復帰した。
ツルギに対しては、当初自分たちや仲間を軽視するような態度に強く反発していた。その強さを認める一方で、彼を仲間としては認めておらず「言いなりにはならない」と発言していた。しかしショウの指摘で彼が本当はこれ以上仲間を失いたくないという思いから一人で戦おうとしていたことに気付き、「俺はツルギの敵を全て倒す戦う盾になる」「新しい伝説を一緒に作ろう」と宣言し、彼を仲間と認めた。
333年前へと遡り、オライオンや仲間たちと共にフクショーグンたちを倒すが、ドン・アルマゲの攻撃で致命傷を負う。だが、ツルギの持つホウオウキュータマの力により奇跡の生還を果たし、オライオンからシシ座とオリオン座の2つの星座系の血が流れていることと彼の子孫であることを告げられ、シシレッドオリオンへと変身しドン・アルマゲを倒す。
Space.36では、惑星カイエンの王・アスランの実子であると共にカイエンの王子であることが判明した。そして、カイエンを支配していたククルーガを倒した後、亡き父の王位を継いで新たなシシ座系の王となった。
最終決戦後にはガルとともに人助けの旅に出ている。最終決戦から2年後の時点ではガルとともに再びチキュウに向かおうとしていたが、途中でまたも宇宙スクーターが故障しスパーダの店の前に墜落している。
- メインライターの毛利亘宏は以前に宇宙飛行士の毛利衛から聞いた「宇宙飛行士には強運とポジティブシンキングが必要」という話を元に、ラッキーの性格を設定した。メイン監督の柴﨑貴行は、すべてのことをラッキーと捉えるポジティブなキャラクターとしたのは、本人が気づかないうちに幸運が起こるのは映像化するのは難しく受動的で明るいキャラクターにもならないと考えたためであるとも述べている。また、ラッキーを無知な田舎者として描き、様々な質問をさせることで、視聴者に向けた世界観の説明を行う必然性を持たせている。運の良さは、毎回の出撃で選ばれる理由付けにもなっている。一方で、ラッキー自身を揺さぶる展開を1クールごとに繰り返し、幸運だけでは越えることのできない父との対峙を経て、それでもラッキーを貫くという成長を描いている。

シシレッド
ラッキーが変身する戦士。名乗り口上は「スーパースター」。
高い運動能力を活かした大胆でダイナミックな戦い方を得意とする。また強運によりアクシデントをも味方にする。
- 変身後のデザインはプレックスの山本輝が担当した。

ペガサスシシレッド
Space.6から登場。シシレッドがペガサスアーマー（ペガさん）を装着した強化形態。名乗り口上は「ダンシングスター」。
非常に激しいダンサブルな動きで攻撃するペガさんを乗りこなすために、ラッキーは彼とともにダンスの特訓を積んで制御した。
- 前作『動物戦隊ジュウオウジャー』のジュウオウゴリラが好評であったことから、本作品でもレッドのフォームチェンジが取り入れられた。
- 撮影用スーツは、胸プロテクターを差し替えている。

タイヨウシシレッド
Space.17から登場。シシレッドがヒカリキュータマ・タイヨウモードの持つ太陽の力で変身した超強化形態の一つ。名乗り口上は「シャイニングスター」。
変身するとハイテンションな性格になり、その太陽の光を照らすことでテンビンゴールドもテンションがアゲアゲとなり強化される。
- 撮影用スーツは、マスクの後頭部側を新造している。当初はカチューシャ状のパーツをマスクに装着する案があったが、強度的な不安があったことから没となった。

シシレッドムーン
Space.17から登場。シシレッドがヒカリキュータマ・ツキモードの持つ月の力で変身した超強化形態の一つ。名乗り口上は「ムーディースター」。
変身するとムーディーな性格になり、その月光の力でオオカミブルーもムーディーな雰囲気となり強化される。なおその際、シシレッドムーン・オオカミブルー共に紳士のような言動に変化する。
- 撮影用スーツは、マスクの後頭部側を新造している。当初はカチューシャ状のパーツをマスクに装着する案があったが、強度的な不安があったことから没となった。

シシレッドオリオン
Space.30から登場。ラッキーがサイコーキュータマを使い変身した最強形態。名乗り口上は「ミラクルスター」。変身時は低く落ち着いた口調に変化する。
スーツの色が白へと変わり、背中にマントが追加されており、マスクの額部分はシシとオリオンが向かい合ったデザインとなっている。また、キューバックルはリュウバックルと同様の金色の物へと変化している。
空間の支配能力やワームホールによる超高速移動を主軸に戦う。伸縮自在なサイコーマントや自身を含めたキュウレンジャー12人分の星座の戦力・武器をアポートさせて操ることが出来、キューザウェポンは仲間に貸し与えることも可能。
- 配色は、2人目のレッドであるホウオウソルジャーが既に存在していたため、メタリックレッドなど赤の発展形ではなく1人だけ目立つ白となった。
- 撮影用スーツの胸プロテクターは、他のメンバーのようにファスナーがなく一体型となっている。

スティンガー
銀河系最強と謳われるサソリ座系惑星ニードル出身のヒューマノイド型宇宙人の男性。クールで口数の少ない素性不明の戦士で、孤高の一匹狼。
正体が露見するまではサソリ座の民の布の下にキュウレンジャージャケットを着用していたが、イカーゲンとマーダッコとの初対面時に布を脱ぎ捨て、それ以降はジャケットのみを着用している。
蠍のような伸縮自在の尾が生えており、変身前後を問わず尾の先の毒針から相手に神経毒を注入することができる。神経毒は機械生命体にも効果があるが、一定時間経過すると効果が切れる。同じ手段で解毒も可能。
また手先が器用で、小太郎が作った自身以外のキュウレンジャーメンバー10人分のぬいぐるみやラッキーのシシ座系の王の長衣を縫っている。
キュウレンジャーに選ばれる以前は、ジャークマターに寝返った兄のスコルピオを追って放浪していた。その過程で出会ったショウ・ロンポーをジャークマターの仲間と勘違いして襲い返り討ちにされるが、自身の力を認めたショウからスカウトを受ける。それからはキュウレンジャーのメンバー第1号として活動し、ショウの指示でスパイとなりジャークマターに潜入。その事情をショウが忘れていたこともあり、後に加わったメンバーには長らく存在を知らされていなかった。
Space.3では惑星ニードルでジャークマターの一員を装い、初めて会ったラッキーたちと敵対。キュウレンジャーと闘う姿を見たエリードロンに誘われ、彼の部下として行動する。Space.5でチキュウを訪れると佐久間小太郎と次郎を人質に取り、キュウレンジャーたちに8人分のチェンジキュータマを渡すよう要求する。その後、佐久間兄弟を殺害しようとしたエリードロンを阻止すると正体を明かし、スパイとしての活動を終えてキュウレンジャーの仲間に戻った。
チャンプからはアントン博士を殺した疑いをかけられていた。しかし本当の犯人は彼の兄・スコルピオであり、スティンガーが博士を解毒しようとしたところをチャンプに目撃されていただけだった。スティンガーはこの件に関し「兄の罪は自分の罪だ」と語っている。
所持品のペンデュラムは幼いころにスコルピオから貰った形見でその兄を討つことを行動目的としていたが、小太郎とチャンプに「本当はスコルピオのことを信じている」という気持ちを見抜かれ、スコルピオに恨みを持つチャンプと共に過去に決別することを誓い、Space.13にて彼と共に再びチームを離れて単独行動を取るようになった。
普段はクールだが、周囲に気を配る優しさも併せ持ち、小太郎のことを気にかけており、後に彼がコグマスカイブルーになった後も厳しい態度を取っていた。小太郎がスコルピオのように力に飲み込まれて悪に墜ちることを危惧しており、彼に「弟に誇れる兄になれ」と諭している。
チキュウにサソリ座系のカローが襲来したことを聞き、それがスコルピオではないかと直感。ビッグモライマーズに侵入した際に変わり果てた姿のスコルピオと邂逅する。そのときスコルピオが語った同胞を裏切った理由を信じるが、後にそれがジャークマター打倒の鍵となるアルゴ船についての情報を聞き出そうとスコルピオが仕組んだ罠だと知る。自分を騙したスコルピオに激昂して攻撃するも、容易くあしらわれてしまう。そして、信頼していた兄に二度も裏切られたこと、さらにその兄が、血の繋がった家族であろうと情け容赦無く抹殺し、強大な力を得ようとする冷酷な性格に豹変したことに絶望する。そしてスコルピオに倒されることを受け入れるが、そのときチャンプが身代わりとなって彼を庇い、大破してしまう。その後その責任を感じスコルピオへの復讐に向かおうとするも、自身の甘さが今回の事態を招いてしまったことや怒りで冷静さを失っていることをショウに指摘され、新たな命令としてチャンプをリベリオン本部に送り届けるための護衛を任される。チャンプの移送は何事もなかったものの、小太郎が見ていられないほど憔悴しきっていた。チャンプが復活して以降は彼のことを「相棒」と呼んでおり、ヤギュウジュウベエの一件の際にはガルと共に彼に暴走のリスクがあることを知るが、その際に「暴走した時は俺が止めてやる」と宣言している。
スコルピオのことを「兄貴」と呼んでおり、彼の本心を知って絶望した際は「スコルピオ」と呼び捨てにしていたが、彼との最終決戦では再び「兄貴」と呼んでいる。
スコルピオの思惑に絶望したのち、リュウコツキュータマを入手したスコルピオの元へアルゴ船復活のための残り2つのキュータマを携えて赴き、自分一人で兄と決着を付けようとする。自らの命を代償に戦闘能力を飛躍的に向上させるサソリ座の秘術アンタレスをもって対抗するも敵わず、逆に兄の猛毒で自我を失い、支配下に置かれてしまう。しかし小太郎の尽力で正気を取り戻し、仲間たちと共に兄と対峙し、決着をつける。その後メンバーに自身の身勝手な行動で迷惑をかけたことを詫びている。そして、スコルピオの墓標には自身が使用していた槍を突き立てた。
最終決戦後には、リベリオンの総司令となったショウに代わりキュウレンジャーの司令官となっている。
- プロデューサーの望月卓は、スティンガーについてラッキーと対をなす裏のリーダーというイメージであると述べており、その対比を示す陰の要素として敵として登場すると設定された。スパイという設定は、メインライターの毛利亘宏によって後から加えられた。
- 演じる岸洋佑は、序盤ではスティンガーの立ち位置が二転三転し、監督ごとに見せたい箇所も異なっていたため役柄を掴むことが難しく、キャラクターが破綻しないようまとめることに苦労したと述べている。しかし、序盤のクールな態度は色々なことを隠しているがゆえであったことがわかると「人間臭いやつ」だと解釈し、最終的なキャラクター性の変化は好きだと述べている。
- 尻尾のデザインはK-SuKeが担当。岸は、尾のプロップは装着に手間がかかり、アクションで自身に刺さってしまうこともあるほか、完全に破壊してしまったことも何度かあり、最後まで苦労させられたと述懐している。

サソリオレンジ
スティンガーが変身する戦士。名乗り口上は「ポイズンスター」。
高い戦闘スキルを持ち、キュースピアを始めとして様々な武器を使いこなすことができる。また、変身前と同様に尻尾の毒針も使用する。
- デザインはプレックスの山本輝が担当した。テレビシリーズとしては『バトルフィーバーJ』のバトルコサック以来のオレンジの初期メンバーである。プレックスの三觜翼は、『烈車戦隊トッキュウジャー』のトッキュウ6号でオレンジが使われていた実績から採用されたと述べている。

サソリオレンジイッカクジュウアーム
#Vシネマを参照。

ガル
オオカミ座系出身。狼顔の獣人型宇宙人の男性。瞳が赤と青のオッドアイになっている。一人称は「俺」で、時折広島弁のような言葉で話し、語尾に「ガル」を付ける独特な口調で喋る。
ジャークマターによって故郷の惑星と仲間の一族を失いながらも見せしめとして生かされ、惑星ジャグジャグの一軒家で難民として生活していた。仲間を失った精神的ダメージによって委縮していたため戦いには消極的だったが、ラッキーと拳を交わしたことやキュウレンジャーの戦いぶりを見たことで闘争本能が呼び覚まされ奮起。以前から所持していたオオカミキュータマに認められ変身を果たした。仲間になって以降、メンバーの中でもラッキーには特に絶大な信頼を寄せており、ラッキーがアンラッキー続きで落ち込んだ際には「俺の心に火をつけたお前には、戦い続ける義務がある」と檄を飛ばしている。また人をすぐに信じてしまうなど疑うことを知らない少し抜けたところがあり、ヤギュウジュウベエが現れた際には、メンバーの中で1人だけ彼の他人の空似で「チャンプのロボレス仲間」という言葉を信じ、正体を明かすまで彼がチャンプだとは気付かなかった。
義理人情に厚い性格で、性格が真反対であるバランスのことが気に食わなかったが、シャイドスとの戦いでお互いを理解しあうようになった。また、チャンプのことを「チャンプの旦那」と呼んでおり、上記のヤギュウジュウベエの一件の際に彼に暴走のリスクがあることをスティンガーと共に知る。
シーザーとは、ラッキーを大事に思うもの同士として意思疎通できるほど仲良くなっており、サザンクロスへ突入した際にも謎の仮面戦士の正体がアスラン王であることを知らされるが、その攻撃を受け重傷を負う。
最終決戦後にはラッキーとともに人助けの旅に出ている。
- デザインは久正人が担当。久は当初、4足歩行からのイメージで脚を逆関節にすることを提案し、採用には至らなかったもののサルエルパンツで脚の形状を隠し、かかとを黒くすることで爪先立ちしているように見せるなど工夫している。また、「青い犬」という要素は『特捜戦隊デカレンジャー』のドギー・クルーガーと被るため、目の周囲を黒くして下げ眉にしたり、前を向いた耳や野蛮な戦闘民族のようなトライバル模様などドギーと逆の要素でデザインされている。モヒカンを片側に垂らした髪型は、プロレスラーの中邑真輔をモデルとしている。プロデューサーの望月卓は、ガルのキャラクターを当初は映画『仁義なき戦い』シリーズでの小林旭のような寡黙なイメージとしていたが、デザイン決定後は同シリーズの渡瀬恒彦のような鉄砲玉のイメージへ変化したと述べている。
- マスクは人工皮革エクセーヌ製。
- 担当声優の中井和哉は、ガルの年齢を20代後半から30代前半と想定しており、人間メンバーよりも少し歳上とすることを意識している。

オオカミブルー
ガルが変身する戦士。名乗り口上は「ビーストスター」。
メンバー随一の俊敏さと身軽さを誇り、相手に前屈みの体勢から鋭い爪で襲い掛かる野獣のようにワイルドな戦い方を得意とする。
シシレッドがヒカリキュータマ（ツキモード）を使いシシレッドムーンになった際には、ヒカリキュータマの月光の力で強化され、背筋が伸び紳士的な性格となって語尾が「ムーン」に変わる。
- デザインはプレックスの山本輝が担当した。撮影用スーツはファー生地が用いられている。プレックスの三觜翼は、デザイン画では毛が細く描かれていたが、実際のスーツでは想定に及ばなかったと述べている。

バランス
テンビン座系惑星出身。機械生命体の男性。お調子者かつノリのいいチャラ男風の性格だが、意外と真面目なところもある。一人称は「僕」で、「ゴイスー」や「シクヨロ」「サンキューでーす」などチャラい言動が目立つ。また、テンションが上がると「アゲポヨ（ウェーイ！）」、テンションが下がると「サゲポヨ」と口にする。ロボットや機械と呼ばれると、「僕はロボット（または機械）じゃなくて機械生命体」と否定する。小規模のものならばあらゆる機械を操る能力を持ち、オリオン号やキュウボイジャーの修理なども担当する。また、腕からは無数の触手を伸ばすこともでき、電撃を放ったり、機械を操る能力などに使用される。誕生日は3月26日。Space.7で300歳の誕生日を迎えるが、自身では一族の中では一番若いと述べている。
キュウレンジャーに入る前は、ナーガとともにジャークマターをターゲットにした義賊怪盗BN団として活動していた。Space.28にて、ヘビツカイ座系の惑星に宝を盗みに訪れた際に、追っ手としてやってきたナーガに「感情が欲しい」と言われたことで、彼を利用して逃亡するために組んだことが明かされた。
惑星ジガマでBN団の活動をしていたところを、キュウレンジャーの残りのメンバーを捜索していたラッキーと出会い意気投合。ラッキーに、共にモライマーズに潜入して宝石を盗もうと持ちかける。しかしモライマーズの中でジガマを統治するガメッツイと遭遇した途端にラッキーを裏切り、彼をガメッツイに差し出すことを引き換えに宝石を見せてもらうことを要求する。しかし宝石を手に入れたあと、処刑されそうになっているナーガとラッキーを見て、ナーガが自分を信頼してくれていたことを思い出す。そしてラッキーと一緒に行動すれば自分たちの欲しい物（バランスは宇宙一のお宝、ナーガは感情）が手に入りやすいと考えを改め、二人を救出。その結果、宝石からテンビンキュータマが現れ、キュウレンジャーに選ばれる。リベリオン加入後は、胸部と肩をジャケットと同色に塗っている。
ナーガがダークナーガに変貌した際には、自分のせいでナーガが変わってしまったと自責の念に駆られていた。アキャンバーが「激しい痛みを与えれば元に戻る」と言った際にはナーガを傷付けることに躊躇っていたがラッキーたちの言葉で決意を固め、ナーガに激しい痛みを与えるために自らの攻撃を彼とともに受ける。しかし、その方法はアキャンバーの嘘であった。
Space.31ではアキャンバーに操られた人を解析することでその原因を突き止め、ケンビキョウキュータマに使用者を縮小する機能を追加しナーガの解放に尽力した。
最終決戦後にはナーガとともに再び怪盗BN団として活動している。
シシレッドがヒカリキュータマ（タイヨウモード）を使いタイヨウシシレッドになった際には、ヒカリキュータマの灼熱の力で強化されいつも以上にテンションが上がる。
- デザインはK-SuKeが担当。テレビシリーズでのレギュラーとしては初となる金色の初期メンバーである。デザイン段階ではキャラクターが定まっていなかったため、顔は口元の分割線と顎の分銅ディテールのどちらも口に見えるようになっている。二つの天秤を耳から顔面、両腕からボディにかけて入れ込み、両脚には古代エジプトの死者の書に描かれた羽根と心臓を象徴するディテールを入れるなど、天秤をモチーフとしている。
- 撮影用スーツはアップ・アクション兼用の1着のみで、1年間の耐久性を考慮し従来の敵幹部のスーツと同様に三重構造となっている。マスクは目に電飾が施されており、サゲポヨ時の垂れ目は目のパーツを逆さに貼り付けて表現している。
- 初期設定では宇宙を舞台にしていることからスター・ウォーズシリーズに登場するC-3POをイメージしていた。デザイン時点での名称はドクター・バランスで知的なキャラクターという設定であったが、完成したスーツが想定より胸板が厚く大人しそうには見えず、また相棒のナーガ役に長身の山崎大輝が起用されたことから、コミカルなキャラクターへと変化した。

テンビンゴールド
バランスが変身する戦士。名乗り口上は「トリックスター」。
どんな戦い方もこなす万能タイプで、接近戦でのトリッキーな動きで敵を翻弄したり、遠距離からの援護射撃などを行う。
- デザインはプレックスの阿部統が担当した。メンバー唯一の無機物モチーフであることから口元がスリット状になっており、スーツのディテールも異なる。撮影用スーツは、ベーススーツがタイツ地ではなくキルト状になっている。

チャンプ
オウシ座系の工業惑星出身。対ジャークマター用として開発された牛型戦闘用ロボット。人格は男性。
物語開始当初からのメンバーの1人。一人称は「我輩」で気合を入れる時は「1・2・3・モウー！」と言う。モットーは「正義は勝つ！」。ロボレスリング（通称・ロボレス）の元チャンピオン。自身を作ったアントン博士に教わった人間の心を大切にしており、根は豪放磊落。ジャケットは右肩にかけている。
ロボレスの9回目の王座防衛戦の日にアントン博士が殺害され、その際に博士の傍らに立っていた蠍の尾を持つ男（スティンガー）を目撃し、殺したと思い込んで仇として狙っていた。Space.3にて惑星ニードルでスティンガーと対面した時には博士の仇を討とうと単身で突っ込んでいくが、彼を落ち着かせようとした（ラッキーを除く）キュウレンジャーのメンバーがスティンガーの神経毒に侵される事態を招いてしまう。ラッキーに事情を話した後、単身で再び惑星ニードルに向かい、スティンガーと決着を着けようと戦うも追い詰められる。そこへ駆けつけたラッキーに窮地を救われ、彼が「（アントン博士の）敵討ちを手伝う」と申し出たこと、また彼の言葉で自分の力が「大切な人を守るために使うべきもの」であることを思い出し、冷静さを取り戻す。
スティンガーが元々キュウレンジャーであったことが判明した後も、博士の死に対する疑念が残っていたため、彼に憎まれ口を叩いていたが、ある程度協力的な態度は示している。そしてSpace.13にてアントン博士を殺した真犯人がスティンガーの兄・スコルピオであったことが明らかになると、真実を黙っていたことに怒りを感じつつも、スティンガーの目的を理解し態度を改める。そして単独行動を取ろうとするスティンガーを見て、彼が本当に兄を討てるのかを確かめるために同行することを決意し、もしそれが出来なかったら自分で敵を討つと宣言する。以降は彼を「相棒」と呼ぶようになる。当初は一方的に「相棒」と呼んでいたが、後にスティンガーもチャンプのことを「相棒」と呼ぶようになる。
その後、遂にスコルピオと対面。スコルピオがジャークマターの一員となった経緯を聞いても（騙すための演技であったが）、スティンガーとは違い信用しなかった。ジャークマターの頂点に立ち、全宇宙の支配者となるために弟すら平気で騙そうとするスコルピオの本心を知ると、「心がない」と怒りを露にする。そして、スコルピオの必殺キックからスティンガーを庇って大破し、機能停止する。オリオン号内では修復不可能なほどの損傷を受けたことから、リベリオン本部に送られることとなった。修復に関しては「記憶装置が損傷していた場合、以前のチャンプには戻れない」とのことだったが、完全に修復され復活する。そしてスコルピオとの決戦に加わりスティンガーのピンチを救っている。
Space.30では調べたいことがあると語り、同時にショウと共に現代に戻る方法を見つけるべく、過去へと残ることを決める。Space.33ではショウをコールドスリープ装置に入れた後、アントン博士の下に向かったことが語られた。
Space.34では、アントン博士にジャークマターの破壊兵器として造られたことを知りキュウレンジャーとして戦う資格がなくメンバーに合わせる顔がないと思ったため、オウシブラックの姿に覆面とチャンピオンベルトを付けた覆面戦士のヤギュウジュウベエと名乗りメンバーの前に現れたが、ガル以外のメンバーには正体がバレバレだった。また、スコルピオに破壊され大破した影響で時折暴走するリスクがあることが判明するが、それを知っているのはスティンガーとガルだけである。その後、Space.39にてメカマーダッコに暴走させられた上に連れ去られアントン博士に暴走回路を開放させられるが、スティンガーにより暴走回路を破壊されて元に戻る。
最終決戦後には再びロボレスのチャンピオンに返り咲いており、最終決戦から2年後の時点では99連勝中となっている。
- デザインは久正人が担当。筋トレを行うロボットレスラーという設定の象徴として、筋肉状のパーツが組み合わさって装甲になった感じでまとめ、胸部から肩にかけてのグレーの部分はタンクトップをモチーフとしている。顔は自動車のグリルを参考にしている。下半身は変身前後で形状が同じである。撮影用スーツも下半身は変身前後で兼用の1着のみである。Space.16の大破した状態はスーツとは別に造形された。
- チャンプのNGデザインの顔はSpace.2登場のダイカーン・ガメッツイへ流用された。このデザインの時点では性格設定が一定しておらず、コミカルなキャラクターとしてデザインされていた。
- スーツアクターを務めた岡元次郎は、スーツは重量があり冬でも暑く、また動くと音が出るため動きを抑えなければならないなど、撮影では苦労した旨を語っている。
- 声を担当した大塚明夫は、演じるにあたって真っ直ぐさとそれゆえの考えの足りなさを意識したと述べている。設定では、チキュウ人の40歳に相当するとされていたが、大塚はそれを意識せずに他のメンバーと1つ2つ上程度と想定し、安心感は与えつつも年上感は出さないほうがチャンプらしいとしている。
- チャンプが大破するという展開は、大塚のスケジュールの都合により設けられた。
- ヤギュウジュウベエの姿は、当初はチャンプに覆面を被せる予定であったが、無理があったためオウシブラックのスーツになった。

オウシブラック
チャンプが変身する戦士。名乗り口上は「リングスター」。
近接でのパワー戦を得意とし、前腕をロケットのように飛ばすこともできる。
- デザインはプレックスの阿部統が担当した。

ナーガ・レイ
ヘビツカイ座系出身。人間型宇宙人の男性。一人称は「俺」。感情を持たない種族の出身で、常に無表情。しかし感情に興味を抱いており、相棒であるバランスから日々学ぼうとしているが、学習中ゆえにその状況に対しての感情と表情が食い違うことが多い。眼力で短時間相手の自由を奪う蛇眼など、相手を操る能力を持ち、これは同じ種族の女性エキドナも同様である。
キュウレンジャーに入る前は、バランスとともに怪盗BN団として活動していた。
惑星ジガマでラッキーやバランスと共にモライマーズに潜入して宝石を盗もうとした際、ラッキーを裏切ったバランスに対して怒りを露わにする。そして自身も「バランスを裏切る」と発言したためにラッキーとともに捕らえられ、処刑されそうになっていたところを、改心したバランスに助けられて和解し、怒りの矛先をジャークマターに向ける。その時バランスが盗んだ宝石からヘビツカイキュータマが出現し、キュウレンジャーとなる。
常識に疎いものの、仲間への信頼は強い（特にバランスに対しては顕著）。ラッキーたちに「『誕生日』とは何だ？」と尋ねてその意味を教わり、トゥーミーに誕生日を奪われたバランスが本心では落ち込んでいるのを誤魔化すために笑顔で取り繕っていることを知った際には「バランスの誕生日を取り戻したい」と意気込んでいた。ハミィにも「ナーガは人の気持ちがわかる」と評されている。
Space.19でシシレッドがヒカリキュータマ（タイヨウモード）を使いタイヨウシシレッドになった際には、ヒカリキュータマの灼熱の力で強化されバランス同様にテンションが上がっていた。
Space.25での惑星トキの試練では自分だけ思い入れの強い人物が現れなかったことから一人意気消沈しており、Space.26ではアキャンバーに唆され自分の中に眠っていた「負の感情」を解放されたことでダークナーガと化す。Space.31でバランスの尽力により正気に戻る。
最終決戦後にはバランスとともに再び義賊「怪盗BN団」として活動している。
- 初期設定では宇宙を舞台にしていることからスター・ウォーズシリーズに登場するR2-D2をイメージしていた。望月は三枚目を起用するつもりでいたが、山崎に可能性を感じ、それに合わせたキャラクターへと変化した。山崎は、望月からキャラクターイメージとしてスタートレックシリーズのMr.スポックと伝えられていたが、有名キャラクターゆえに役が引っ張られてしまうと考え、あえて同作品は観ずに演技に挑んだ。
- Space.43で着ていたクリスマスツリーの衣裳は、『烈車戦隊トッキュウジャー』でトカッチが着ていたものと同一である。

ダークナーガ
Space.26でアキャンバーに唆され自分の中に眠っていた「負の感情」を解放されたことで暴走し、怒りと憎しみの感情を持ったことで闇に染まり、変貌した邪悪なナーガの姿。ダークナーガとなって以降はアキャンバーと行動を共にしていた。
そして、ドン・アルマゲが倒されたはずの現代でも歴史は変わらずにダークナーガのままであったが、バランスの尽力により元に戻る。
ヘビツカイシルバー
ナーガが変身する戦士。名乗り口上は「サイレントスター」。
高い戦闘力を持ち、テンビンゴールドとのコンビネーションでさらに強くなる。マスクのヘビの意匠から蛇眼を発動することも可能である。
- デザインはプレックスの山本輝が担当した。テレビシリーズでのレギュラーとしては初となる銀色の初期メンバーである。撮影用スーツの鱗状の模様は、色つきのエラスサテンではプリントが乗らないため、白地に銀色の模様を印刷している。

ヘビツカイメタル
Space.26から登場。ダークナーガが変身する戦士。ヘビツカイキュータマが変化したダークキュータマを、同じくセイザブラスターが変化したダークセイザブラスターに装填しヘビツカイメタルに変身（ダークチェンジ）する。
頭部の蛇の意匠が目と口が赤く染まっており、首と腰に紫のマフラーと腰巻を巻いている。また、胸の星の中には邪眼が描かれており、そこからビームを出す。
正気に戻り、怒りの感情をコントロールできるようになったことで邪気の抜けた正義のヘビツカイメタルへも変身できるようになる。こちらは首と腰に紫のマフラーと腰巻を巻いている以外はヘビツカイシルバーと同じであり、変身時の掛け声もスターチェンジになっている。
- ヘビツカイメタルの登場は当初の予定にはなく、急遽決まったという。
- 撮影用スーツはヘビツカイシルバーを改造したもの。マフラーは実際に布を巻いているのではなく、固定された状態のものを被っている。頭部ディテールの変化した色はシールで表現している。デザインは「蛇使い」のイメージからアラビア風のものとなった。

ハミィ
カメレオン座系惑星ラコ出身。人間型宇宙人の女性。
物語開始当初からのメンバー。チキュウの年齢で換算すると16歳程度。初期メンバー9人の中では最年少のくノ一でカメレオン忍法によって姿を消す能力を持つ。喜怒哀楽の落差が激しく、明るい笑い上戸で何かにつけて「超ウケる！」と笑い転げている。他にも「キタコレ」「激オコ」「ガチしょんぼり沈没丸」などの女子高生的スラングをよく用いる。子供のころは引っ込み思案な性格だった。また、その後は各地を転々としていたが、ジャークマターに支配された星々に失望しており、そんな中メジャーになる前のホシ★ミナトと出会い、彼の歌と前向きな姿勢に心を動かされ、それ以来彼にはファン以上の感情を抱くようになる。一人称は「私」。
シノビの一族として、またキュウレンジャーとして努力し続けていた自身とは裏腹に、強運のみでキュウレンジャーになった（と思っていた）ラッキーのことを快く思っていなかった。しかし、ペガさんを乗りこなすべくダンス特訓に打ち込むラッキーの姿と「無駄かもしれない努力でも突破口になる可能性があればそれを信じる。そのポジティブシンキングが幸運を呼び寄せる力になる」というショウの言葉を受け、彼に対する認識を改める。
ナーガがアキャンパーの言葉に乗り、ダークナーガに変貌した際は、「自分の言葉がナーガを変えてしまった」と思い込み、意気消沈する場面も見られた。
最終決戦後には大学へ進学しており、教師になる夢をかなえようとしている。
- 企画段階ではベタな女子高生っぽさが想定されていたが、演じる大久保桜子に合わせてキャラクターが変化した。大久保は、自身が初期メンバー最年少であったことから、ハミィのキャラクターを年下で小生意気な妹キャラと位置づけた。スーツアクターの下園愛弓は、素面では表現しづらい忍者やカメレオンの要素を引き受け、変身後はそれらを思わせるしなやかさを前面に出している。

カメレオングリーン
ハミィが変身する戦士。名乗り口上は「シノビスター」。
変身前と同様にカメレオン忍法で姿を消すことができ、敵の目を欺いて忍び寄る戦い方を得意とする。
- テレビシリーズでのレギュラーとしては初となる緑色の女性戦士である。忍者という設定は映画『里見八犬伝』と『宇宙からのメッセージ』をイメージして作られたもの。
- デザインはプレックスの山本輝が担当した。変身後のデザインは、カメレオンの目をお団子頭に見立てている。甲冑が付いたスーツであることから手が回せなかったため、甲冑のサイズを小さくしている。
- 名乗りのポーズは忍者とカメレオンがモチーフであることから、忍者らしさを最初のステップで出して、後半でカメレオンらしさを出しており、カメレオンのイメージから最後は揺れる動きを取り入れている。

タイヨウカメレオングリーン
Space.44に登場。カメレオングリーンがヒカリキュータマ（タイヨウモード）を使い変身した姿。名乗り口上は「シャイニングシノビスター」。
カメレオングリーンムーン
Space.44に登場。カメレオングリーンがヒカリキュータマ（ツキモード）を使い変身した姿。ムーディーかつセクシーな大人な性格に変貌する。

ラプター283
ワシ座系出身。女性型アンドロイド。正式名称はリベリオン製汎用アンドロイドType283で、オリオン号のパイロット兼ショウの秘書として製作されている。生真面目な性格で他のメンバーやショウのふざけ気味な言動に怒ることもある。強い妄想癖がありキュウレンジャーのメンバーと共に闘いたいと思っていた。一人称は「私」。オリオン号のオリオンを「おじさま」と呼び、並々ならぬ愛着を持っていた。このため、オリオン号が修理不可能と判明した際は、電化製品を操る自称宇宙一の科学者であるカロー・ドーギュンに修理を頼もうとしていたが、液状生命体マトリックを使って操っているという真相を聞かされ諦めた。
リベリオンのメンバーであり他のメンバーの教育係なども務めているが、物語序盤ではキュータマを所有しておらず主にバックアップを担当していた。
最初は戦闘用ロボットでもない自分が戦っていいのかと迷っており、スパーダからも同様の理由で反対されていた。だがラッキーに諭され、「みんなと一緒に戦いたい」という自分の意志を叫んだことでワシキュータマが現れ、変身を果たした。
オリオン砲発射時やワープの際には、メガネを減光モードにすることが可能。
Space.22で、ツルギが以前に製作した非戦闘用アンドロイドの進化型であることが明らかとなった。
最終決戦後は引き続きバトルオリオンシップのパイロット兼スティンガーの秘書として活動している。
- デザインは久正人が担当。シリーズ初のワシをモチーフとした女性メンバーである。変身前のデザインもスカートが畳んだワシの翼を模している。顔の両サイドから前に垂らした髪の先端は乳房に見立てている。各部のメーターは針が固定されておらず、動くことでメーターが稼働しているように見せている。目元はパイロットのゴーグルと秘書の眼鏡をモチーフとしている。
- 企画段階ではクールビューティーと想定されていたが、ハミィ役の大久保桜子との対比から可愛らしさを強調したキャラクターへと変化していった。また、スーツアクターを務めた五味涼子は、デザイン画を見た時点ではセクシー系の演技で考えていたが、実際にスーツを着用したらイメージと異なっていたため演技の方向性を変えたと述べている。

ワシピンク
ラプター283が変身する戦士。名乗り口上は「スピードスター」。
背中の翼で空を飛べる。射撃能力も正確であり、高速移動しながら高所からの援護も得意とする。
- デザインはプレックスの山本輝が担当した。配色は単なるピンクではなくマゼンタ寄りにし、ガンメタル系の色も入れるなど、男子から敬遠されない格好良さを意識している。撮影用スーツは、背中の翼が着脱可能となっており、翼をCGで描写する際は翼を外した状態で撮影している。

スパーダ
カジキ座系惑星出身。ヒューマノイド型宇宙人の男性で物語開始当初からのメンバー。一人称は「僕」。オリオン号およびバトルオリオンシップでは調理担当。本名は「スパー太」。
宇宙一の腕前を自認する（＝目指す）料理人で、発言では料理に例えた言い回しやフランス語とイタリア語を多用する。高音ボイスで「グラッチェ！」と言うのが口癖。ラプターと並びキュウレンジャーの中では数少ない常識人で、めったに怒らない温厚な性格だが、ラッキーを始めとする型破りで風変わりな他のメンバーに振り回されることが多い。一方で負けず嫌いな一面もあり、料理も戦闘も血のにじむような努力の末にマスターしていったと述懐している。球技が苦手。
幼いころはジャークマターに支配された故郷の星で、大勢の弟や妹を養うために自ら料理を作っていた。その料理の腕や戦闘技術も努力で向上させた。自分はキュウレンジャーである前に料理人という考えからショウ・ロンポーの命令を無視し、空腹の一般人に料理を振舞ったこともある。
最終決戦後にはチキュウにレストラングラッツェをオープンし、最終決戦から2年後の時点では宇宙レストラン連盟から9つ星の評価を貰うほどになっている。
- 望月は、メンバー全員が過去に固執しないようスパーダを過去のしがらみがない今を生きる人と位置づけている。
- メイン監督の柴﨑は、ショウの性格から食事を優先してスパーダを最初に仲間に入れたと想定している。
- 企画書では、イメージモデルとしてパンツェッタ・ジローラモが挙げられていた。

カジキイエロー
スパーダが変身する戦士。名乗り口上は「フードマイスター」。
身軽な動きを得意とし、料理人の能力を活かした剣術や足技に長ける。また、水中戦も得意とする。
- デザインはプレックスの山本輝が担当した。撮影用スーツは、カジキの頭部を模したゴーグルがアップ用はポリ、アクション用は軟質樹脂で作られている。後者は視界が濁るためアップ用を用いる頻度が多く、スーツアクターを務める草野伸介は常に破損に注意しながら演技しているという。
- 演じる榊原徹士とスーツアクターの草野伸介は、スパーダはキュウレンジャー内ではそれほど強くないと想定したが、戦士として弱いわけではないため、強さのポイントを見せることに試行錯誤を行っていた。序盤では手数を多く見せることを意識していたが、料理人ならば手を大切にするのではないかという想定から足技を中心としたアクションへ変化していった。名乗りポーズは、魚を投げて捌き、皿に乗せて味見するという動作を表現している。

ペガサスカジキイエロー
Space.44に登場。ペガサスアーマー（ペガさん）を装着したスパーダが変身した姿。名乗り口上は「ダンシングマイスター」。
敵をダンサブルに貫く。

#### 10人目以降の追加メンバー
ショウ・ロンポー
リュウ座系出身。龍人型宇宙人の男性。
キュウレンジャーの司令官。しかし外見とは裏腹にお調子者かつ、かなりいいかげんで適当な性格で軽口やダジャレなど真意を周囲に悟らせない。緊急事態でも無関係なことを考えている場合が多く、ラプターにいつも叱られている。一方で、司令官らしい冷静で厳格な一面を見せることもあり、冷静に状況を判断して対処したり、各メンバーに対しても命令違反を犯した時などには叱責したり、苦悩している時には説得して諭すなどしている。一人称は「僕ちん」や「私」。「おっタマげた」「こりゃタマらん」が口癖。基本各メンバーは呼び捨てにしているが、ツルギだけは「くん」付けで呼んでいる。
名乗りや戦闘中にぎっくり腰になることがあり、ラプターから突っ込まれている。オリオン砲発射時やワープの際には、対閃光防御用ゴーグルを装着する。カタチから入るタイプで、野球の際にはサングラスをかけている。
当初は留守にしていたが、Space.3で多数のスキルキュータマを携えてオリオン号に帰還する。
かつて、若いころは血気盛んで、プロトタイプの戦士であるリュウバイオレットに変身して戦っていたが、ある時、ビッグベア総司令の命令に反してイカーゲンとマーダッコに戦いを挑んだが時間切れで変身解除に追い込まれて窮地に立たされ、それが原因で自分を護ろうとしたビッグベアや多くの仲間を失ってしまう。それ以後は司令官として、自ら戦わずにキュウレンジャー探しを優先していた。イカーゲンとマーダッコがキュウレンジャー抹殺の刺客として送り込まれたことを知ると、かつての自身の行動に対する後悔の念からすぐに撤退するように厳命したが、ラッキーたちがチキュウの人々を助けるために命令に背いた末にイカーゲンとマーダッコに圧倒されると、彼らを助けるためにオリオン号を飛び出しリュウバイオレットに変身した。
その後も仲間を護るために1人で闘おうとするが、ラッキーから「いつまで一人で抱え込んでいるんだ」「今は俺たち9人がいる」と叱咤激励される。その際に、ラッキーたち9人のチェンジキュータマの力で巨大な龍（リュウボイジャー）が出現、その龍にキュウレンジャーとともに戦いたいという自身の望みを叫んだことでリュウキュータマがチェンジキュータマに進化。時間制限を克服した完全なる戦士・リュウコマンダーへの変身が可能となった。
Space.30では亡くなったオライオンの代わりに救世主（キュウレンジャー）の伝説を語り継ぐため1人で過去へと残ることを決めるも、最終的にはチャンプとともに過去へ残った。
そして、オライオンの遺した対ジャークマター用決戦兵器の宇宙戦艦・バトルオリオンシップを見つけ、現在のキュウレンジャーへの伝言が入ったヤギキュータマをエリスに託し、チャンプの手でコールドスリープする。その後、バトルオリオンシップを発見した現代のキュウレンジャーたちにコールドスリープを解除され合流する。
ツルギにドン・アルマゲが憑依した後、その攻撃からラッキーたちを庇って取り込まれる。しかしその行動をきっかけに思いついたラッキーの作戦により、他の仲間たちと共に解放される。
最終決戦後にはリベリオンの総司令に就任している。
- デザインはK-SuKeが担当。龍そのままの顔では収まりが悪かったため、犬のように鼻面を高くしている。イヤリングは逆鱗をモチーフとしている。コートのショルダーアーマーなどはキュウレンジャージャケットの初期デザインでオミットされた要素が活かされており、龍の意匠でアレンジしている。
- 撮影用スーツは、アップ・アクション兼用の1着のみ。口はスタッフがワイヤーで操作している。
- スーツアクターを務めた日下秀昭は、望月から「テキトーな司令官」という方向性を伝えられ、タレントの高田純次を演技の参考にしたと述べている。

リュウコマンダー
ショウ・ロンポーが変身する戦士。名乗り口上は「ドラゴンマスター」。
リュウバイオレットの一部の装甲が銀から金に変わり、背中にマントコートが追加されたような姿へ変わっている。また、ベルトのバックル部分は四角いバックルからキューバックルが金色になったリュウバックルへと変化している。
射撃や近接戦闘ともに一級品の高い戦闘力を持つが、ぎっくり腰なのが大敵である。
- デザインはプレックスの阿部統が担当した。
- リュウコマンダー初登場回を担当した竹本は、『特捜戦隊デカレンジャー』のデカマスターとの差別化として余裕のある戦い方とし、またロングコートを活かすため回転アクションも取り入れている。

リュウバイオレット
Space.9に登場。ショウ・ロンポーが変身する戦士。プロトタイプのスキルキュータマであるリュウキュータマをリュウツエーダーと組み合わせ無理矢理チェンジした姿。
リュコマンダーとはグローブやブーツなどが異なり、リュウ座の紋章やマントがない。一定時間内しか変身を保てないという弱点を抱えていた。
- Space.8・9監督の竹本昇の要望により創作され、リュウコマンダーを簡素化する形でデザインされた。
- 手袋とブーツは『烈車戦隊トッキュウジャー』のもので、バックルはトッキュウバックルの改造、スーツは新規造形で紫の無地のスーツとなっている。

佐久間 小太郎（）
惑星チキュウ出身の小学生の少年。チキュウ人の大人たちが恐怖に怯える中、弟の次郎と共にジャークマターに反抗していた。一人称は「俺」だが、一度だけ「僕」も使ったことがある。
次郎と共にユメパックンたちに石を投げて応戦していたところでラッキーたちと出会うが、エリードロンとスティンガーに捕らわれ人質にされてしまう。その後ラッキーたちの前でエリードロンに殺されそうになるが、素性を明かしたスティンガーに助けられ、9人揃ったキュウレンジャーを他のチキュウ人の大人たちと一緒に応援した。
それ以後は「キュウレンジャーになりたい」と次郎を叔父の元へと預け、単身で行動。インダベーに襲われているところを偶然見かけたスティンガーに助けられ、彼の案内でオリオン号に乗り込んだ。
後に「チキュウを救う希望の星になる」という思いがビッグベアの魂に認められ、コグマキュータマが出現したことでコグマスカイブルーに変身できるようになった。当初は自分の力を試したいがあまり、功を焦って無茶な戦いをしていたが、スティンガーに諭され「弟に誇れる兄になる」ことを決意する。
手先が器用でスティンガーのぬいぐるみを作っている。
イカーゲンを倒した後はリベリオン本部で研修プログラムを受けることになり、兄との決着を付けようとするスティンガーに「後悔だけはしないように」と約束しつつ、一時離脱した。
その後、スティンガーが兄との決着のために単独で向かった際に正式メンバーとして駆けつけ、解毒剤で彼を救う。その際、スティンガーに「強くなった」と認められている。それ以降スティンガーを兄貴と慕うようになる。
最終決戦後は、引き続きキュウレンジャーの一員としてパトロールなどの任務をこなしている。
- 企画初期には『子連れ狼』のようなおおぐま座とこぐま座の親子キャラとする案も存在した。

コグマスカイブルー
佐久間小太郎が変身する戦士。名乗り口上は「ビッグスター」。
スーツに付いている雪玉硬球ポラリスボールの付いた伸縮自在のマフラーコグマフラーを武器として攻撃する。通常はキューザウェポンを所持していないが、使用する場合はサソリオレンジと同じキュースピアを使用する。手に物を持つ時以外は、指はグローブに覆われているが、ミトン部分を折り返すことで指が出る。
- デザインはプレックスの山本輝が担当した。マフラーを巻くことで上半身にボリューム感を出し、少年らしい印象を与えている。
- 撮影用スーツは、マフラーが着脱可能で、先端はゴム製である。
- 名乗りポーズは、クマがサケを獲る動きを模している。

オオグマスカイブルー
コグマスカイブルーがオオグマキュータマを使用して変身した姿。名乗り口上は「ビッグリスター」。
最大9メートルの大きさに巨大化しており、ミトン型の手でインダベーを蹴散らすこともできる。

鳳 ツルギ（）
アルゴ船の中で300年間コールドスリープしていたチキュウ人の男性。推定130歳以上。目覚めた直後は全身の毛が伸びきった姿で登場し、初変身の際にホウオウブレードから放たれた炎でこれを焼き払って本来の姿を現した。その際は上半身だけ裸であったが、後に臙脂色のロングコートをどこかから調達し着用するようになった。
一人称は「俺様」で、ことあるごとに「刮目せよ！」「なんてこった！」という口癖や、「伝説」や「すなわち」という単語をよく用いる。その尊大な性格は伊達ではなく、復活した直後にチキュウに襲来したモアイダーの大群やマーダッコをたった一人で撃破するなど、登場当初よりその立ち居振る舞いに見合った高い実力を発揮している。
数百年前にチキュウ人初の外宇宙探検に挑戦し、ホウオウ座系で事故死しかけるが、現れたホウオウキュータマに永遠の命を与えられ、永い時をかけて初代宇宙連邦大統領となる。その後は星座系の戦士88人と共にドン・アルマゲを倒し、その傷を癒やすために300年ほどコールドスリープしていた。しかし倒したはずのドン・アルマゲが現在のジャークマターを支配していることを知り、驚愕する。当人曰くその「伝説」は広く知れ渡っていたものであったと思っていたものの、小太郎をはじめチキュウの人々も彼のことを全く認知しておらず、このことから当初は彼の話が嘘ではないかと思われていたが、後に宇宙の歴史がジャークマターによって改竄されていたことが明らかとなる。
各星座系の戦士88人と共にドン・アルマゲと戦い、その戦いの中で他の仲間たちが自分の盾となり次々と命を落としていく中で、最後は手に入れた永遠の命を自身の力に変えドン・アルマゲを倒したが、永遠の命を失ったため仲間の生き残りであったオライオンの手によりコールドスリープしていたことが明らかとなった。
かつては鳳ツルギ科学研究所なる施設を所有するほどの権威ある科学者でもあり、当人によると現在のラプターに至るアンドロイドの技術も彼が生み出したものである。
復活当初、キュウレンジャーに対しては「俺様を復活させたことでお前らの救世主としての役割は終わった、これからは自分一人で宇宙を救う」と共闘を拒否していた。また、ジャークマターとの戦闘に民間人が巻き込まれ負傷しても「宇宙を救うためであれば多少の犠牲は致し方ない」という割り切ったような考え方を示しており、しかも「仲間は自分の盾程度にしか考えていない」とも言い切っていた。しかし、その本心はかつて仲間が自分を庇って倒れていった経験から、「これ以上仲間を失いたくない」という思いを抱き、自分一人で戦うという決意によるものだった。それに気づいたラッキーに「もうお前は不死身じゃない。命を粗末にするな」と叱咤され、「新しい伝説を共に作る」という言葉を受け入れて、晴れて正式にキュウレンジャーの仲間となる。
Space.32ではショウが過去へと残ったために、司令官を名乗り出て、キューレットを回す。
前述の経緯のように永遠の命を捨て、なおかつ瀕死の重傷を負ったラッキーを助ける際にも自らの力を使用したため、残り少ない命となっていた。戦友であったクエルボがドン・アルマゲと一体化し自らを超えようとしていたことを知った際には、彼と刺し違えるつもりでいたがラッキーたちによって止められる。その際メンバーたちの平和が戻った後の夢を聞かされ、彼らの夢を応援することを決める。しかし、クエルボを倒した際にはクエルボから離れたドン・アルマゲが自身に憑依することを見越しており、ラッキーに自分ごとドン・アルマゲを倒すよう促すが拒まれ、そのままドン・アルマゲに憑依される。
その後、ラッキーの作戦によりドン・アルマゲから解放され、流れ込んだプラネジュームにより弱っていた身体も回復する。
最終決戦後には再び宇宙連邦大統領に就任している。
- メインライターの毛利亘宏は、ツルギのキャラクターを創作するにあたりラッキーと対になるダブルレッドとしての方向性に悩み、一時はネガティブなキャラクターとする案も出ていたが、本作品らしくなく『動物戦隊ジュウオウジャー』のジュウオウザワールドとも被るため、最終的にはラッキーよりもさらに派手で自信家のキャラクターとした。またキャストが南圭介に決まってからキャラクターが固まった部分も大きいとしている。一方で、合理的な人物とすることでラッキーとの対比とし、ラッキーの魅力を引き上げることも意図している。

ホウオウソルジャー
鳳ツルギが変身する戦士。名乗り口上は「スペースバスター」。スーツカラーは紅色と濃紺。
攻守ともに隙がなく、破格の身体能力と超絶的な実力を持つ。
- 本作品における「2人目のレッド戦士」にあたる。プレックスの三觜翼は、金や銀が既に使われていたため、別の戦隊のレッドというぐらいのインパクトが必要であったと述べている。
- デザインはプレックスの山本輝が担当した。撮影用スーツは、平成仮面ライダーシリーズでもベーススーツとして採用されているストレッチ素材を用い、マスクの透明フードやFRP製の胸プロテクターなどメタルヒーローシリーズを彷彿とさせる造形となっている。マスクのフードやキュータマ風の頭部はキュウレンジャーの初期デザインとして検討されていたものである。

### キュウレンジャーの関係者
ペガさん
ペガサスキュータマおよびペガサスアーマーに宿っているペガサス座系出身の宇宙ペガサス。ショウ・ロンポーいわく、ショウに共感したペガサス座系惑星に住む聖獣がキュータマに宿ったという。呼び捨てで呼ばれることに怒って「ペガさん」と呼ばれた。一人称は「わて」。関西弁のような口調で話す。ショウ・ロンポーとは昔、共に戦った仲であり、装着したことがあるらしい。また、ツルギが初代宇宙連邦大統領であることを知っている。戦い方は乱暴で、装着者を振り回してしまうほどの動きを見せる。
ビッグベア
Space.9から登場。かつてリベリオンの創設者で総司令だった熊型宇宙人の男性。
命令違反を犯し、不完全なシステムであるリュウバイオレットとして1人で戦おうとして追い詰められたショウを助けようと自ら戦うが、イカーゲンとマーダッコの攻撃で致命傷を負い、彼らを巻き込んで自爆し帰らぬ人となった。この一件はショウにとってトラウマとなっている。
死亡後、未熟なまま司令官になったショウを心配するあまり、成仏できないままオオグマキュータマに宿っていたが、シシレッドがオオグマキュータマを使用したことで幽霊となって現れた。当初は小太郎がキュウレンジャーになることに反対していたが、ラッキーに諭され小太郎をキュウレンジャーとして認め、コグマキュータマとオオグマキュータマを託した。そして、司令官として心配していたショウも成長していたことを知り、安堵する。
幽霊となってからは誰にでも憑依することができ、憑依された人物は髪が水色に変わる。
- デザインはK-SuKeが担当した。衣裳はショウ・ロンポーと同一。クマの掌をヘッドギアの両サイドに入れ、ネックレスはツキノワグマの模様に見立てている。毛で全部を覆うとただのクマに見えるため、皮膚を部分的に露出させているが、気持ち悪くならないように、バランスを取りながら皮膚、機械、体毛の3種類のマテリアルを組み合わせている。

佐久間 次郎（）
Space.5から登場。小太郎の弟。小太郎がキュウレンジャーに加わった後は叔父の元で暮らしている。

佐久間 暁美（）
小太郎と次郎の母。次郎を産んだ直後に病に倒れ、病院に行けず亡くなった。惑星トキにて幻影として小太郎の前に現れ、戦士として戦う決意をした小太郎を見送り、消滅した。

エリス
Space.19から登場。女性の姿をした森の精霊。惑星キール在住。植物を操る能力や瞬間移動能力を持つ。
普段は森の守護役として厳格な態度を取っているが、かなりの面食いの上に惚れやすく、自身の認めたイケメンの前では態度がコロリと変わって乙女チックな言動になる。
オライオンの頼みで守り人としてリュウコツキュータマを護る使命を帯びていた。
当初はリュウコツキュータマを探しに来たラッキーたちに不信の目を向けていたが、イケメンのスパーダ相手には乙女心を剥き出しにしていた。その後、スコルピオに人質にされ、リュウコツキュータマと引き換えに自分を救ったラッキーに好意を持っていたオライオンの面影を重ねるようになり、彼にリュウコツキュータマを託す。同時に好意の対象がスパーダからラッキーに変わっている。
また記録の残っていないツルギのことも詳しく知っていた。
Space.33では、過去が変わったことでショウからリュウコツキュータマを受け取っており、同時にショウのメッセージが入ったヤギキュータマも託されている。この際にショウに惚れているが、現在は過去の改変以前と同じくラッキーに好意を持っている。

クエルボ
Space.24から登場。かつてツルギと共に彼の作戦参謀としてジャークマターと戦った88星座系の戦士の一人で、カラス座系の戦士。ラッキーに似た性格の持ち主で、ツルギが自分の盾になり次々と死んでいく仲間たちに心が折れかけた時には励ましの言葉を掛けていたが、自身もツルギの盾となって命を落とす。
しかし後に、かつてのジャークマターとの戦いの中で瀕死の重傷を負っていたところに現れたドン・アルマゲから「救世主を越える力が欲しいか？」と問われた際、ツルギとの間に力の差を感じていたクエルボが、その誘いに乗る形でドン・アルマゲを自身に取り憑かせてドン・クエルボとして密かに生き長らえていたことや、かつてツルギたちが過去に戻って倒したドン・アルマゲがドン・クエルボによって生み出された分身体であること、そして宇宙を苦しみから解放するためにプラネジューム爆弾で宇宙を一度消滅させてから再構築するのが最終目的であることが判明する。さらに「ツルギの盾になったのは宇宙に自分の名を残すためで、ツルギのことを仲間だと思ったことは一度もない」と言い放っている。
キュウレンジャーとの決戦の末超弩級ビッグモライマーズを破壊され、自らも敗北。ドン・アルマゲが分離して元の姿に戻り、なおツルギに向かっていくが、彼に「それでもお前は俺様の大切な仲間だ」と言葉をかけられつつ、倒される。
- デザインはK-SuKeが担当した。胸当てのレリーフは地動説を象徴する果実を銜えたカラスを象っており、ドン・アルマゲ（クエルボ）のモチーフである古代インドの宇宙観と対になっている。

オライオン
Space.28から登場。かつてツルギと共にジャークマターと戦った88星座系の戦士の一人で、棍棒を武器とするオリオン座系最強の戦士。かざした右手からバリヤを展開するほか、キューエナジーを棍棒に集束させて放つことも可能。シシ座系出身の妻を持つ。戦い終えたツルギをアルゴ船にてコールドスリープさせ、封印したアルゴキュータマをホ・リュウコツ・トモの3つのキュータマに分割し別々に託した。過去へとやって来たラッキーたちがドン・アルマゲに無謀にも立ち向かおうとする姿を見て共に戦うことを決めるが、共闘した際にドン・アルマゲの攻撃で致命傷を負っており、自身の子孫であるラッキーとその仲間たちに後を託すとシシレッドオリオンの活躍を最後まで見届けることなく片膝をつき静かに息絶える。

エキドナ
Space.28から登場。ヘビツカイ座系惑星から送り込まれた女性の刺客。顔はナーガと瓜二つである。掟を破って感情を持ったナーガを一族に危険を招く恐れがあるとして抹殺しようとしていた。そのため、彼を救おうとするラッキーたちと対立していたが、ナーガがバランスたちの奮闘によって感情を手に入れ己の心と強さを持って元に戻った後は「感情こそがキュウレンジャーの強さ」と認め、宇宙の平和を彼に任せて立ち去った。

シーザー
ラッキーのペットであり唯一の友達でもある小獅子型の機械生命体。ガルとは、ラッキーを大事に思うもの同士として仲良くなり意思疎通できるようになっている。また鼻が利き、惑星サザンクロスに突如現れた謎の仮面戦士の正体をアスランだと見抜いている。

アスラン
Space.36から登場。ラッキーの父親であり、シシ座系の王。爺やの話ではジャークマターの手下となって惑星カイエンを支配しているとされていたが、それは砂で出来た偽者でラッキーを助けに来たスティンガーたちによる水系のキュータマ（ポンプ・ミズガメ・クジラ）による攻撃を受け、消滅した。
本物のアスラン王はククルーガが殺害したとされていたが、実は生存しておりドン・アルマゲが取り憑くことで仮面戦士ドン・アスランとして操られていた。それ以降は、ジャークマターの配下となりシシレッド（ラッキー）抹殺の命を受け彼を殺そうとするが、ラッキーと対峙した際に仮面を割られたことで自我を取り戻す。だが、プラネジューム爆弾を止めるため、その場に残り自らの命を犠牲にしてブラックホールを発生させ、その中へと吸い込まれる。
- ドン・アスランのデザインはK-SuKeが担当した。モチーフはマヤのロボット。

爺や
ラッキーの育ての親で、ラッキーを守るために惑星ルースへと避難させた。ラッキーを自分の孫のように思っていたが、彼の父親がアスラン王でシシ座系の王子であることは秘匿していた。

ホシ★ミナト
Space.1から登場。全宇宙一の人気を誇るアイドル。ファンの一人であるハミィは「ミナティ」と呼ぶ。「ぜいたくヘブン 宇宙竜宮城」の広告塔も務めていた。Space.35の時点ではジャークマターの陰謀によってドン・アルマゲに取り憑かれ操られていたが、キュウレンジャーによって元に戻り、その後は宇宙中にジャークマターの支配からの解放を呼び掛けている。
- 演じる松本寛也は、衣裳合わせの時に肩の人形が本体だと伝えられていたが、それがドン・アルマゲのことだとは思わなかったという。

### 他作品からの登場人物
宝生永夢 / 仮面ライダーエグゼイド
登場作品 - 『仮面ライダーエグゼイド』
Space.7に登場。スペースイカデビルに苦戦するラッキーが、ショウ司令からもらったエグゼイドキュータマを使用することによって召喚された。
当初はアクションゲーマー・レベル1の姿で登場したが、戦いの中でシシレッドが偶然ゲーマドライバーのレバーを右に開いたことでレベル2へと変身し、シシレッドと協力してスペースイカデビルを倒す。
戦闘後は永夢の姿に戻り、元の世界に帰っていった。

スペースイカデビル
登場作品 - 『仮面ライダー×スーパー戦隊×宇宙刑事 スーパーヒーロー大戦Z』
原典ではスペースショッカーの怪人だが、本作品ではショッカーの怪人として登場。Space.7にてトゥーミーのアジトに向かおうとするラッキーとスティンガーの前に現れるが、イカの怪人であったため、スティンガーにイカーゲンと間違われる。
最期はエグゼイドキュータマによって召喚されたエグゼイドとシシレッドの同時攻撃を受けて倒される。

並行宇宙の刑事
登場作品 - 『スペース・スクワッド ギャバンVSデカレンジャー』
Space.18に登場。一時的に発生したワームホールに飲み込まれたキュウレンジャーたちがマーダッコとともに不時着した地球がある並行宇宙を護る戦士たち。
十文字撃 / 宇宙刑事ギャバンtypeG
二代目宇宙刑事ギャバン。当初はマーダッコに騙されてラッキーとナーガを宇宙ストーカー条例違反と器物損壊（宇宙船の破壊）の容疑で逮捕しようとした。それが誤解であることを知り、ドルギランで逃走しようとしたマーダッコを追う。そして、デカレッドやキュウレンジャーと共にマーダッコやデスワームを倒し、キュウレンジャーたちを見送った。
赤座伴番 / デカレッド（ファイヤースクワッド・デカレッド）
宇宙警察「S.P.Dファイヤースクワッド」の隊長で通称「バン」。ワームホールからキュウレンジャーたちが飛び出したのを目撃し、ドギーに調査を依頼した。その後、マーダッコを追うラッキー・ナーガ・撃と共にマーダッコを倒し、キュウレンジャーたちを見送った。
- 当初はギャバンのみが登場する予定であったが、演じるさいねい龍二の都合がついたためバンもメインで絡むこととなった。

江成仙一 / デカグリーン、胡堂小梅 / デカピンク
宇宙警察地球署の刑事。通称「センちゃん」および「ウメコ」。地球に不時着したハミィ・ガル・ショウを惑星不法侵入の容疑で逮捕する。その後は事情を知り、ワームホールの消滅を遅らせた。事件解決後、ウメコがセンちゃんとの結婚式のために美容院に行こうとする描写がある。
ドギー・クルーガー
宇宙警察地球署の署長で通称「ボス」。その容姿からガルの兄弟と間違われた。
逮捕されたハミィ・ガル・ショウが並行宇宙から来たことと、通ってきたワームホールが消滅しかかっていることを伝えた。

## キュウレンジャーの戦力

### 共通装備
キュータマ
星座に息づく生命すべての集合パワーキューエナジーで満たされた小型惑星儀型のアイテム。
マワスライドすることで球体部分表面の大陸状の刻印エナジーデータが重なり、星座のシンボルが完成する。
ナンバーが01から12で変身に使用するチェンジキュータマと技を発動するスキルキュータマがあり、スキルキュータマのいくつかはショウ・ロンポーによってもたらされた。チェンジキュータマの場合は、救世主となった者が使命に目覚めることで自然発生し、スキルキュータマの場合はリベリオン製の人造のものもある。
変身前後で発動する効果が異なるものもある。
キュータマの転送はオリオン号およびバトルオリオンシップのブリッジにあるビリヤード台の穴を通して行う。
ギャバンやデカレンジャーのいる次元には存在しない。
- デザインモチーフは地球儀。前作『ジュウオウジャー』では作品を一年間視聴しながらアイテムをコレクションするスタイルを試みたため、本作品では改めて連動アイテムに挑戦することとなり、なりきりアイテムとしては音を楽しみ、合体ロボ時には模様が光るというツーウェイの遊び方ができるものとなった。
- 撮影用プロップは可動ギミックのあるアップ用、軟質素材製のアクション用のほか、撮影用途に応じて様々な種類が作られており、各キュータマごとに制作された数が異なっている。ホウオウキュータマのプロップのみ、ホウオウシールドへ収納するため他のキュータマよりも大きく作られている。

| チェンジキュータマの一覧[出典 28] | チェンジキュータマの一覧[出典 28] | チェンジキュータマの一覧[出典 28] | チェンジキュータマの一覧[出典 28] | チェンジキュータマの一覧[出典 28]                                     | チェンジキュータマの一覧[出典 28] | チェンジキュータマの一覧[出典 28]                         |
| No.                               | 名称                              | 星座                              | 所有者                            | 効果                                                                  | 初登場                            | 備考                                                      |
| --------------------------------- | --------------------------------- | --------------------------------- | --------------------------------- | --------------------------------------------------------------------- | --------------------------------- | --------------------------------------------------------- |
| 01                                | シシキュータマ                    | シシ座                            | ラッキー                          | - シシレッドへの変身[24]。 - シシボイジャーを召喚[24]。               | 第1話                             |                                                           |
| 02                                | サソリキュータマ                  | サソリ座                          | スティンガー                      | - サソリオレンジへの変身[24]。 - サソリボイジャーを召喚[24]。         | 第3話                             |                                                           |
| 03                                | オオカミキュータマ                | オオカミ座                        | ガル                              | - オオカミブルーへの変身[24]。 - オオカミボイジャーを召喚[24]。       | 第1話                             |                                                           |
| 04                                | テンビンキュータマ                | テンビン座                        | バランス                          | - テンビンゴールドへの変身[24]。 - テンビンボイジャーを召喚[24]。     | 第2話                             |                                                           |
| 05                                | オウシキュータマ                  | オウシ座                          | チャンプ                          | - オウシブラックへの変身[24]。 - オウシボイジャーを召喚[24]。         | 第1話                             |                                                           |
| 06                                | ヘビツカイキュータマ              | ヘビツカイ座                      | ナーガ・レイ                      | - ヘビツカイシルバーへの変身[24]。 - ヘビツカイボイジャーを召喚[24]。 | 第2話                             | Space.26でダークキュータマに変化した[注釈 38]。           |
| 07                                | カメレオンキュータマ              | カメレオン座                      | ハミィ                            | - カメレオングリーンへの変身[24]。 - カメレオンボイジャーを召喚[24]。 | 第1話                             |                                                           |
| 08                                | ワシキュータマ                    | ワシ座                            | ラプター283                       | - ワシピンクへの変身[24]。 - ワシボイジャーを召喚[24]。               | 第4話                             |                                                           |
| 09                                | カジキキュータマ                  | カジキ座                          | スパーダ                          | - カジキイエローへの変身[24]。 - カジキボイジャーを召喚[24]。         | 第1話                             |                                                           |
| 10                                | リュウキュータマ                  | リュウ座                          | ショウ・ロンポー                  | - リュウコマンダーへの変身[24]。 - リュウボイジャーを召喚[24]。       | 第9話                             | 元はスキルキュータマだった[注釈 39]。                     |
| 11                                | コグマキュータマ                  | コグマ座                          | 佐久間小太郎                      | - コグマスカイブルーへの変身[24]。 - クマボイジャーを召喚[24]。       | 第10話                            | オオグマキュータマから生成された。                        |
| 12                                | ホウオウキュータマ                | ホウオウ座                        | 鳳ツルギ                          | - ホウオウソルジャーへの変身[24]。 - ホウオウボイジャーを召喚[24]。   | 第21話                            | - 単体でも仲間との通信が可能。 - 生命を司る力を持つ[24]。 |
| スキルキュータマの一覧[出典 28] | スキルキュータマの一覧[出典 28] | スキルキュータマの一覧[出典 28] | スキルキュータマの一覧[出典 28]                                                | スキルキュータマの一覧[出典 28] | スキルキュータマの一覧[出典 28]          | スキルキュータマの一覧[出典 28] |
| No.                             | 名称                            | 星座                            | 使用者                                                                         | 能力 | 初登場                                   | 備考 |
| ------------------------------- | ------------------------------- | ------------------------------- | ------------------------------------------------------------------------------ | --- | ---------------------------------------- | --- |
|                                 | リュウキュータマ[注釈 40]       | リュウ座                        | ショウ・ロンポー                                                               | リュウバイオレットへの変身。 | 第8話                                    | キュータマの球体部分が透明になっていた[注釈 41]。 |
| 13                              | オリオンキュータマ              | オリオン座                      | ラッキー                                                                       | - オリオンボイジャーを召喚[24][注釈 42]。 - バトルオリオンシップの起動[24][注釈 43]。                                                    | 第33話[24]                               | オライオンの遺志により誕生した[24][注釈 44]。 |
| 14                              | トケイキュータマ                | トケイ座                        | - ラプター - ラッキー                                                          | 宇宙の時間を司っており、過去や未来へ移動できる[24][注釈 45]。                                                                            | 第25話[24]                               | 惑星トキの12個のゼンマイを巻くことで誕生した[24][注釈 46]。 |
| 15                              | ウシカイキュータマ              | ウシカイ座                      | オウシブラック                                                                 | 現れた牛飼いに鞭打たれ強化される[24]。                                                                                                   | 第16話[24]                               | |
| 16                              | ヘビキュータマ                  | ヘビ座                          | ヘビツカイシルバー                                                             | 無数のエネルギー状の蛇を出す[24]。 | 第12話[24]                               | |
| 17                              | ポンプキュータマ                | ポンプ座                        | - スティンガー - ラッキー - ラプター                                           | - エネルギー状のポンプを出現させ、そこから水を噴出させる[24]。 - バイクの威力を上げる[24]。                                              | - Vシネマ[注釈 47] - 劇場版 - 第37話[24] | |
| 18                              | ヘラクレスキュータマ            | ヘラクレス座                    | - ハミィ - シシレッド                                                          | 筋力が向上する[24]。 | 第21話[24]                               | ツルギが所持していたが[24]、ハミィに手渡している。 |
| 20                              | ボウエンキョウキュータマ        | ボウエンキョウ座                | ワシピンク                                                                     | 遠方の的を拡大して、遠くの小さな的を撃ち抜く[24]。                                                                                       | 第4話[24]                                | |
| 21                              | カニキュータマ                  | カニ座                          | - カジキイエロー - カメレオングリーン - ハミィ                                 | エネルギー状の蟹の鋏で攻撃する[24]。 | 第4話[24]                                | |
| 22                              | オオグマキュータマ              | オオグマ座                      | - シシレッド - コグマスカイブルー                                              | - ビッグベアの幽霊を召喚する（シシ）。 - 使用者を巨大化させる（コグマ）[24]。                                                            | 第10話                                   | ビッグベアの意思が宿っている[24]。 |
| 23                              | ウオキュータマ                  | ウオ座                          | - スパーダ - バランス - ハミィ                                                 | 食べることも可能な新鮮な魚を具現化させる[24]。                                                                                           | 第8話[24]                                | |
| 24                              | タテキュータマ                  | タテ座                          | - シシレッド - サソリオレンジ - カジキイエロー - ラッキー - コグマスカイブルー | - 敵の攻撃をそのまま弾き返す[24]。 - 複数の盾で敵を足止めする[24]。                                                                      | 第10話[24]                               | |
| 25                              | フタゴキュータマ                | フタゴ座                        | - シシレッド - ラッキー - オオカミブルー                                       | - 使用者の分身体を出現させる[24][注釈 48]。 - 仲間の分身体を出現させる[24][注釈 49]。                                                    | 第3話[24]                                | |
| 26                              | オヒツジキュータマ              | オヒツジ座                      | - カメレオングリーン - オウシブラック - チャンプ - ナーガ - バランス - ハミィ  | 対象者を眠らせる[24]。 | 第7話[24]                                | |
| 27                              | イッカクジュウキュータマ        | イッカクジュウ座                | サソリオレンジ                                                                 | イッカクジュウアームを武装する[24]。 | - Vシネマ[注釈 50] - 第39話[24]          | ミカ・レーツのキューエナジーが宿って完成した[24]。 |
| 28                              | ミズガメキュータマ              | ミズガメ座                      | - スパーダ - サソリオレンジ - スティンガー                                     | 水流を発射する[24]。 | 第11話[24]                               | |
| 29                              | ヤギキュータマ                  | ヤギ座                          | ラッキー                                                                       | 中空に開いたウィンドウによって動画でメッセージを録画・再生できる[24]。                                                                   | 第20話[24]                               | |
| 30                              | カンムリキュータマ              | カンムリ座                      | ナーガ                                                                         | 王冠を具現化させる[24]。 | 第37話[24]                               | |
| 33                              | ペガサスキュータマ              | ペガサス座                      | - シシレッド - スパーダ                                                        | ペガサスアーマーを装着する[24]。 | 第6話[24]                                | ペガさんの意思が宿っている[24]。 |
| 34                              | カミノケキュータマ              | カミノケ座                      | 小太郎                                                                         | 対象者の髪型を変える[113]。 | 第26話[113]                              | |
| 35                              | イテキュータマ                  | イテ座                          | テンビンゴールド                                                               | 大量の光の矢を発射する[113]。 | 第28話[113]                              | |
| 36                              | ペルセウスキュータマ            | ペルセウス座                    | - シシレッドオリオン - サソリオレンジ                                          | キューエナジーを照射することでバリアを破壊する[113]。                                                                                    | 第39話[113]                              | - 惑星サザンクロスのバリアを破壊するために必要なキュータマのひとつ。 - アントン博士がいた城にあった宝箱の中のキューエナジーがエンプティキュータマに注入されたことにより誕生した[113]。 |
| 37                              | クジラキュータマ                | クジラ座                        | チャンプ                                                                       | 潮噴きするエネルギー状のクジラを出現させる[113]。                                                                                        | 第37話[113]                              | |
| 38                              | カシオペアキュータマ            | カシオペア座                    | ホウオウソルジャー                                                             | - ボール爆弾（キュウレンジャーハリケーン優勝旗[24]）[注釈 51]を出現させる[113]。 - キューエナジーを照射することでバリアを破壊する[113]。 | 第40話[113]                              | - 惑星サザンクロスのバリアを破壊するために必要なキュータマのひとつ。 - デースボールに勝ったことでキューエナジーがエンプティキュータマに注入され誕生した[113]。                         |
| 39                              | トカゲキュータマ                | トカゲ座                        | シシレッド                                                                     | 壁を駆け上れるようになる[113]。 | 第10話[113]                              | |
| 40                              | アンドロメダキュータマ          | アンドロメダ座                  | - スパーダ - オオカミブルー - カメレオングリーン                               | - 相手を鎖で拘束する[113]。 - キューエナジーを照射することでバリアを破壊する。                                                           | 第27話[113]                              | 惑星サザンクロスのバリアを破壊するために必要なキュータマのひとつ[113]。 |
| 41                              | ケンビキョウキュータマ          | ケンビキョウ座                  | - ラプター - テンビンゴールド - バランス                                       | - 微細なものが見えるようになる[113]。 - 使用者および対象者をミクロ化させる。                                                             | 第10話[113]                              | Space.31でバランスの改造によりミクロ化能力が付加された[注釈 52]。 |
| 42                              | リョウケンキュータマ            | リョウケン座                    | - ラッキー - ハミィ                                                            | 鼻の能力を発達させ、微細な匂いも嗅ぎ分けられるようになる[113]。                                                                          | 第10話[113]                              | |
| 43                              | キリンキュータマ                | キリン座                        | バランス                                                                       | 首が伸びる[113]。 | 第28話[113]                              | |
| 44                              | トビウオキュータマ              | トビウオ座                      | カジキイエロー                                                                 | - 水中を素早く泳げるようになる[113]。 - カジキイエローはカジキアタック[78][113]を放った。                                                | 第15話[113]                              | |
| 45                              | カラスキュータマ                | カラス座                        | クエルボ                                                                       | 対象者を出口がない絶望の世界へと閉じ込める[113]。                                                                                        | 第46話[113]                              | |
| 46                              | ジョウギキュータマ              | ジョウギ座                      | シシレッド                                                                     | - 木製定規を出現させる[113]。 - 線をチョークで引くことで、ビームを発射させることも可能[113]。                                            | WEB動画[注釈 53][113]                    | |
| 49                              | コンパスキュータマ              | コンパス座                      | コグマスカイブルー                                                             | 大きな黒板用のコンパスを出現させる[113]。                                                                                                | WEB動画[注釈 54][113]                    | |
| 51                              | オトメキュータマ                | オトメ座                        | ガル                                                                           | 使用者を乙女にする[113]。 | 第14話[113]                              | |
| 52                              | オオイヌキュータマ              | オオイヌ座                      | オオカミブルー                                                                 | 拳法イヌ拳が使用できるようになる[113]。                                                                                                  | 第38話[113]                              | |
| 54                              | ケフェウスキュータマ            | ケフェウス座                    | - リュウコマンダー - ヘビツカイシルバー                                        | キューエナジーを照射することでバリアを破壊する。                                                                                         | 第38話                                   | - 惑星サザンクロスのバリアを破壊するために必要なキュータマのひとつ。 - エンプティキュータマに九林寺の大僧正が手をかざすことで誕生した[113]。                                           |
| 55                              | コトキュータマ                  | コト座                          | - バランス - ラプター                                                          | 琴の音色で音楽を奏でる[113]。 | 第14話[113]                              | |
| 58                              | ハトキュータマ                  | ハト座                          | - ナーガ - スパーダ                                                            | - ハットから鳩（ダミー）を出す[113]。 - 鳩が伸ばしたリボンにより対象者を拘束する[113]。                                                  | 第14話[113]                              | |
| 59                              | ガカキュータマ                  | ガカ座                          | ナーガ                                                                         | 絵の腕前を上げ、絵に描いたことが現実になる[113]。                                                                                        | WEB動画[注釈 55][113]                    | ホシ★ミナトから手渡された[113]。 |
| 60                              | エリダヌスキュータマ            | エリダヌス座                    | ハミィ                                                                         | 川に反射させた対象者の真実を映し出す[注釈 56][113]。                                                                                     | 第35話[113]                              | |
| 62                              | ギョシャキュータマ              | ギョシャ座                      | ラッキー                                                                       | 対象者を乗り物へと変形させる[113]。 | 劇場版[113]                              | |
| 64                              | コップキュータマ                | コップ座                        | ナーガ                                                                         | 空のコップを具現化させる[113]。 | 第11話[113]                              | |
| 65                              | ミズヘビキュータマ              | ミズヘビ座                      | ヘビツカイシルバー                                                             | 拳法ヘビ拳が使用できるようになる[113]。                                                                                                  | 第38話[113]                              | |
| 66                              | コイヌキュータマ                | コイヌ座                        | - オオカミブルー - ガル                                                        | - 仔犬のように敵にじゃれる[113]。 - 対象者を仔犬のようにおとなしくさせる[113]。                                                          | 第38話[113]                              | |
| 68                              | ウサギキュータマ                | ウサギ座                        | - チャンプ - シシレッド                                                        | より高くジャンプできる[89]。 | 第11話[89]                               | 周囲の仲間にも能力を付加できる。 |
| 69                              | チョウコクグキュータマ          | チョウコクグ座                  | カメレオングリーン                                                             | 連射させたエネルギー状の彫刻具で相手を削り、整える[89]。                                                                                 | 第19話[89]                               | |
| 72                              | フウチョウキュータマ            | フウチョウ座                    | ハミィ                                                                         | 旋風を発生させ、対象者全員を瞬時に移動させる[89]。                                                                                       | 第41話[89]                               | |
| 77                              | コジシキュータマ                | コジシ座                        | シシレッド                                                                     | コジシボイジャーを召喚[89]。 | 第36話[89]                               | シーザーが吐いた炎から誕生した[89][注釈 57]。 |
| 79                              | ロクブンギキュータマ            | ロクブンギ座                    | カメレオングリーン                                                             | 六分儀を出現させる[89]。 | WEB動画[注釈 58][89]                     | |
| 80                              | ハチブンギキュータマ            | ハチブンギ座                    | ヘビツカイシルバー                                                             | 八分儀を出現させる[89]。 | WEB動画[注釈 59][89]                     | |
| 81                              | ツルキュータマ                  | ツル座                          | ワシピンク                                                                     | 拳法ツル拳が使用できるようになる[89]。                                                                                                   | 第38話[89]                               | |
| 82                              | コギツネキュータマ              | コギツネ座                      | バランス                                                                       | 30分間だけステルスモードを発動させる[89][注釈 60]。                                                                                      | 第41話[89]                               | |
| 83                              | ロキュータマ                    | ロ座                            | スティンガー                                                                   | 炉状のエネルギーで、火を起こす[89]。 | - 第11話 - Vシネマ[注釈 61][89]          | |
| 84                              | ヤキュータマ                    | ヤ座                            | ラッキー                                                                       | 矢を放つことで対象者を野球のユニフォーム姿へと変える[89][注釈 62]。                                                                      | 第40話[89]                               | |
| 85                              | ヤマネコキュータマ              | ヤマネコ座                      | カメレオングリーン                                                             | 拳法ネコ拳が使用できるようになる[89]。                                                                                                   | 第38話[89]                               | |
| アルゴ船関連のキュータマ一覧[108][24] | アルゴ船関連のキュータマ一覧[108][24] | アルゴ船関連のキュータマ一覧[108][24] | アルゴ船関連のキュータマ一覧[108][24] | アルゴ船関連のキュータマ一覧[108][24]                             | アルゴ船関連のキュータマ一覧[108][24] | アルゴ船関連のキュータマ一覧[108][24]                                                   |
| No.                                   | 名称                                  | 星座                                  | 使用者                                | 能力                                                              | 初登場                                | 備考                                                                                    |
| ------------------------------------- | ------------------------------------- | ------------------------------------- | ------------------------------------- | ----------------------------------------------------------------- | ------------------------------------- | --------------------------------------------------------------------------------------- |
| 19                                    | ラシンバンキュータマ                  | ラシンバン座                          | - ナーガ - チャンプ - バランス        | - アルゴ座の映像を映す。 - トモ・ホ・リュウコツの座標を示す[24]。 | 第8話                                 | - 惑星ジーシャックで発掘された[24]。 - アルゴ船の復活に必要なキュータマの1つ[注釈 63]。 |
| 86                                    | ホキュータマ                          | ホ座                                  |                                       |                                                                   | 第15話[89]                            | - アルゴ船の復活に必要なキュータマの1つ[注釈 64]。 - アルゴ船の帆となる。               |
| 87                                    | リュウコツキュータマ                  | リュウコツ座                          |                                       |                                                                   | 第19話[89]                            | - アルゴ船の復活に必要なキュータマの1つ[注釈 65]。 - アルゴ船の竜骨となる。             |
| 88                                    | トモキュータマ                        | トモ座                                |                                       |                                                                   | 第11話[89]                            | - アルゴ船の復活に必要なキュータマの1つ[注釈 66]。 - アルゴ船の艫となる。               |
| 89                                    | アルゴキュータマ                      | アルゴ座                              | ラッキー                              | アルゴ船を呼び出す[89]。                                          | 第21話[89]                            | ホ・リュウコツ・トモが融合して誕生[注釈 67]。                                           |
| スペシャルキュータマ[108][24] | スペシャルキュータマ[108][24]    | スペシャルキュータマ[108][24] | スペシャルキュータマ[108][24]                | スペシャルキュータマ[108][24] | スペシャルキュータマ[108][24] | スペシャルキュータマ[108][24]                                           |
| No.                           | 名称                             | 星座（星）                    | 使用者                                       | 能力 | 初登場                        | 備考                                                                    |
| ----------------------------- | -------------------------------- | ----------------------------- | -------------------------------------------- | --- | ----------------------------- | ----------------------------------------------------------------------- |
| KR                            | エグゼイドキュータマ             | なし                          | シシレッド                                   | 仮面ライダーエグゼイドを召喚する[89]。 | 第7話[89]                     | 使用後は消滅した[89]。                                                  |
| SP                            | キュウレンジャーキュータマ       | なし                          | なし                                         | | 第12話[89]                    | 全員出動の合図となる[89]。                                              |
| SUN                           | ヒカリキュータマ・タイヨウモード | 太陽                          | - シシレッド - ラッキー - カメレオングリーン | - タイヨウシシレッドへの変身。 - 太陽光のパワーにより、テンビンゴールドを強化する[89][注釈 68]。 - 懐中電灯代わりにも使用できる。 - タイヨウカメレオングリーンへの変身。 | 第17話[89]                    | リバーシブル仕様。                                                      |
| MOON                          | ヒカリキュータマ・ツキモード     | 月                            | - シシレッド - カメレオングリーン            | - シシレッドムーンへの変身。 - 月光のパワーにより、オオカミブルーを強化する[89]。 - カメレオングリーンムーンへの変身。                                                   | 第17話[89]                    | リバーシブル仕様。                                                      |
| [注釈 69]                     | ダークキュータマ                 | ヘビツカイ座                  | - ダークナーガ - ナーガ                      | ヘビツカイメタルへの変身[89]。 | 第26話[89]                    | アキャンバーの魔法によってヘビツカイキュータマが変化した[89][注釈 70]。 |
| [注釈 69]                     | ブラックホールキュータマ         | ブラックホール                | - ヘビツカイメタル - アスラン                | - 必殺技[注釈 71]の発動。 - ブラックホールのように爆発の衝撃などを吸い込む[注釈 72]。                                                                                    | 第31話                        |                                                                         |
| 315[注釈 73]                  | サイコーキュータマ               | - シシ座 - オリオン座         | ラッキー                                     | - シシレッドオリオンへの変身。 - オリオンバトラーへの変形。 | 第30話[89]                    | Space.30でラッキーがオライオンと心を一つにすることで現れた[注釈 74]。   |
| 111                           | ケルベロスキュータマ             | ケルベロス座                  |                                              | ケルベロスボイジャーを召喚[89]。 | 劇場版[89]                    |                                                                         |
| Xmas                          | クリスマスキュータマ             | 不明                          | スティンガー                                 | 対象者をクリスマス用の衣装へと変える[89]。 | 第43話[89]                    | キャラデコクリスマスに付属[114]。                                       |
| 31 | ケンタウルスキュータマ                           | ケンタウルス座   |                                                                                  |
| 32 | クジャクキュータマ                               | クジャク座       |                                                                                  |
| 47 | チョウコクシツキュータマ                         | チョウコクシツ座 |                                                                                  |
| 48 | イルカキュータマ                                 | イルカ座         |                                                                                  |
| 50 | サイダンキュータマ                               | サイダン座       |                                                                                  |
| 53 | サンカクキュータマ                               | サンカク座       |                                                                                  |
| 56 | ハクチョウキュータマ                             | ハクチョウ座     |                                                                                  |
| 67 | ウミヘビキュータマ                               | ウミヘビ座       |                                                                                  |
| 78 | レチクルキュータマ                               | レチクル座       |                                                                                  |
| SP | オールボイジャーキュータマ                       | なし             |                                                                                  |
| EX | スーパー戦隊キュータマ（シシレッドVer.）         | なし             | スーパーてれびくん宇宙戦隊キュウレンジャースーパースターファンブック夏号に付属。 |
| EX | スーパー戦隊キュータマ（サソリオレンジVer.）     | なし             | スーパーてれびくん宇宙戦隊キュウレンジャースーパースターファンブック秋号に付属。 |
| EX | スーパー戦隊キュータマ（ホウオウソルジャーVer.） | なし             | ユニクロ「ヒートテックエクストラウォールクルーT」に付属。                        |
| EX | スーパー戦隊キュータマ（シシレッドオリオンVer.） | なし             | ユニクロ「ヒートテックエクストラウォールクルーT」に付属。                        |
| 57 | ハエキュータマ             | ハエ座             |
| 61 | キョシチョウキュータマ     | キョシチョウ座     |
| 63 | コウマキュータマ           | コウマ座           |
| 70 | インディアンキュータマ     | インディアン座     |
| 71 | テーブルサンキュータマ     | テーブルサン座     |
| 73 | ミナミジュウジキュータマ   | ミナミジュウジ座   |
| 74 | ミナミノウオキュータマ     | ミナミノウオ座     |
| 75 | ミナミノサンカクキュータマ | ミナミノサンカク座 |
| 76 | ミナミノカンムリキュータマ | ミナミノカンムリ座 |

セイザブラスター
左腕に装備するブレス型エナジーブラスター。マワスライドしたキュータマを上面中央部にセットすることで、「○○（セットしたキュータマの星座の名前）キュータマ！」というアナウンスが鳴る。セットしたキュータマをレバーとして前後左右4方向に倒してトリガーを引くことで様々な効果を発動する。後方右側面のガングリップを横に倒し、赤いスイッチを押してキューエナジー光弾を単射することや、トリガーを引くことで3つのバレルから毎分最大で999発連射することもできる。また、通信機や、トリガーの長押しによってメカをアシストコントロールするジョイスティック代わりとしても使用する。
- デザインモチーフは昔ながらの光線銃。『烈車戦隊トッキュウジャー』のトッキュウチェンジャーが好評であったことから、本作品でも変身前後で着用しているアイテムとなり、さらに武器の要素も加えられた。
- アップ用プロップはFRP製。女性メンバーのものや変身前のものは持ち手が小さく作られている。

変身
セットしたキュータマを前方に倒すと「セイザチェンジ！」のアナウンスが鳴り、「スターチェンジ！」と叫びながら横のグリップを倒し正面または地面に向けてトリガーを引くことで変身する。
能力発動
セットしたキュータマを手前に倒すと「セイザアタック！」のアナウンスが鳴り、横のグリップを倒しトリガーを引くか手元のグリップのボタンを押すことで能力を発動する（主に技系のキュータマ）。
また、セットしたキュータマを手前に2回倒すと「ギャラクシー！」のアナウンスが鳴り、横のグリップを倒しトリガーを引くことでセットしたキュータマ型のキューエナジーの破壊光弾を放つ必殺技オールスタークラッシュを発動する。
召喚
セットしたキュータマを外側に倒すと「セイザゴー！」のアナウンスが鳴り、横のグリップを倒しトリガーを引くことでキュウボイジャーの召喚およびキュータマコクピットへの搭乗を行う。
合体
セットしたキュータマを内側に倒すと「セイザドッキング！」のアナウンスが鳴り、横のグリップを倒しトリガーを引くことでキュウレンオーへの合体を実行する。
また、合体中に操作するとキュウボイジャーの合体位置を入れ替えることができる。
ダークブラスター
ダークナーガが使用するダークキュータマから受けた闇の力で変化したセイザブラスター。黒と紫が基色で銃口が5連装に変形している。
能力などはセイザブラスターと同様だが、各音声が禍々しい音声へと変化している。ダークナーガがナーガに戻ったことで元のセイザブラスターへと戻っている。

キュウレンスーツ
キュウレンジャー専用の強化戦闘宇宙服。星座や変身者によってスーツの特性が異なる。ホウオウソルジャーのものはスペースキュウレンスーツと呼ばれる。コマンダー（バイオレット）以外のメンバーは左胸にそのメンバーのイメージカラーの星が描かれており、コマンダーは中央に星が描かれている
- デザインは、リング状の金具やパイプ、蛇腹など、宇宙服や宇宙SFのイメージが取り入れられている。シリーズで初めて初期メンバー全員に胸部プロテクターが存在している。バンダイの関戸大彦は、前作『ジュウオウジャー』がプリント地であった反動であると述べている。マスクは『天装戦隊ゴセイジャー』以来となる口のあるデザインであり、口元がシルバーでないものとしては『超力戦隊オーレンジャー』以来である。
- 撮影用スーツはアップ用とアクション用の2種類が存在し、生地は光沢感とストレッチ性に優れたエラスサテン、マスクはFRP、胸プロテクターはウレタン注型、紋章部のカバーはCEP製。マスクの宇宙柄は、紺のメタリックスプレーを吹いた後に宇宙ガスを表現したグラデーションを塗り、さらにラメをつけて造形している。

キューバックル
キュウレンスーツのベルトバックル。キュータマの転送機能を持つ。レバーを押すことでバックルが開き、キュータマを取り出す。

キューレット
キュータマを用いて出動メンバーを選出するための回転式抽選器。チキュウへの到着後に出動人数を制限してキューエナジーを節約するため導入された。
作戦前にメンバー全員のチェンジキュータマを投入して回し、出て来たキュータマの持ち主（基本的に5、6名）がその作戦に参加でき、選ばれなかったメンバーはオリオン号で待機となる。また、止むを得ない場合は待機メンバーが臨時で出動することもあるが、抽選せずにショウ・ロンポーが独断で出動メンバーを選ぶ場合もある。
キュウレンジャーキュータマが出た場合は全員が作戦に参加できる。
バトルオリオンシップにも置かれている。
- 撮影では実際に中にキュータマを入れて回している。ショウ・ロンポーのスーツアクターを務めた日下秀昭は、キュータマがうまく出ず撮影待ちが生じ大変であったと証言している。

### スペシャルキュータマ
ヒカリキュータマ
リベリオン本部から送られた特殊なキュータマ。太陽と月の2つのキューエナジーが秘められたリバーシブル仕様で、それぞれのモードでセイザブラスターへとセットすることでシシレッドを強化変身させる。タイヨウモードは変身前でも懐中電灯の代わりとして使用することが可能。
シシレッド以外のメンバーでも使用可能。
変身
タイヨウモード
赤い台座を下にしてセイザブラスターへとセットすると図柄の部分が太陽の絵となり、「タイヨウモード！」のアナウンスが鳴った後、セットしたキュータマを2回左に倒すとタイヨウシシレッドへと強化変身する。また、上のボタンを押すことで「テラシタイヨウ！」のアナウンスが鳴り、頭部にある太陽の飾りから太陽光を放つほか、赤いエネルギーを纏った体当たりを繰り出す。
ツキモード
黄色い台座を下にしてセイザブラスターへとセットすると図柄の部分が月の絵となり、「ツキモード！」のアナウンスが鳴った後、セットしたキュータマを2回左に倒すとシシレッドムーンへと強化変身する。また、上のボタンを押すことで「ヤミツキダヨー！」のアナウンスが鳴り、頭部にある月の飾りから月光を放つ。
必殺技
再び上のボタンを押すことで「タイヨウツキニッショク！」のアナウンスが鳴り、敵に向かって月のエネルギー弾を放ち、命中すると共に日食のシークエンスが発動する。

サイコーキュータマ
シシ座とオリオン座のキューエナジーが満たされた最高級のキュータマ。
- 玩具の最終アイテムとなることから、通常のオリオンキュータマでシシレッドオリオンに変身するのではなく特殊なキュータマとなった。

変身
上のボタンを押して「ホワッツ・アップ？」のアナウンスが鳴った後、セイザブラスターへとセットして再びボタンを押すと「スーパーセイザチェンジ！」のアナウンスが鳴り、リングを回すことでシシレッドオリオンへと変身する。
搭乗
再び上のボタンを押すと「セイ・ザ・ゴー！」のアナウンスが鳴り、リングを回すことでオリオンボイジャーのキュータマコクピットへ搭乗する。
必殺技
再び上のボタンを押すことで「オールスターギャラクシー！」のアナウンスが鳴り、リングを回すことで必殺技である全星座のキューエナジーを放つインフィニッシュブラストを発動させる。また、オリオンバトラーを操作している状態で、再び上のボタンを押すことで「キュウキョクギャラクシー！」のアナウンスが鳴り、リングを回すことで後述のオリオンビッグバンキャノンを発動させる。

### キューザウェポン
リュウコマンダーとホウオウソルジャーを除くメンバーの共通装備。シングルエッジ（A）とダブルエッジ（B）、トリプルグリップ（C）の計3つのパーツの組み合わせで9通りの個別武器となる。各メンバーごとに特定のキューザウェポンとの適性があるが、異なる武装形態に変形させて戦うことも可能。各メンバー共通のパーツを持っており、互換性があるため、他のメンバーのパーツを組み合わせることも可能。チェンジキュータマをソケット部にセットすることでキューエナジーがチャージされ、個別の必殺技を発動する。また、複数のキューザウェポンの必殺技を組み合わせる、オールスターインパクトも存在する。
- 撮影用プロップは各形態ごとに用意されている[110]。組み換えシーンはギミック部をアップで映して表現している[110]。『ジュウオウジャーVSニンニンジャー』の時点では、シシレッドのキューソードのプロップのみが先行して作られており、キューアックスではなく、光の刃で斬るものとなった[120]。

キューソード（A+B+C）
シシレッドが使用する巨大な一枚刃を持つビッグソード。ラッキーが生身で使用したこともある。また、『セイバー+ゼンカイジャー スーパーヒーロー戦記』ではワシピンクが使用した。
必殺技は巨大な赤い衝撃波を飛ばすレグルスインパクト。
当初はテンビンゴールドも使用したが、重いのを嫌ってキュークロスボウに組み直している。
- 撮影用プロップはFRP製のアップ用とウレタン製のアクション用が存在する。

キュースピア（A+C）
サソリオレンジとコグマスカイブルーが使用するロングスピア。トリプルグリップは刀身を伸ばした状態となる。
必殺技はサソリオレンジが砂塵と毒の衝撃波を放つアンタレスインパクト、コグマスカイブルーが氷のエネルギー斬撃波を放つポラリスインパクト。
- 撮影用プロップは、アップ用とアクション用が存在する。サソリオレンジとコグマスカイブルーが同時に使用する場合はこの2本を分担している。

キュークロー（B+C）
オオカミブルーが使用するダブルクロー。
必殺技は青い衝撃波を飛ばすルプスインパクト。

キュークロスボウ（B+C）
テンビンゴールドが使用するビームクロスボウ。ダブルエッジは横向きにしてトリプルグリップに合体させる。近接戦闘時には逆手に持ち、刃部分を使って相手に攻撃する。
必殺技は金色の光弾を無数に降らせるリブラインパクト。

キューアックス（B+C）
オウシブラックが使用するパワーアックス。シシレッドやサソリオレンジが使用したこともあった。
必殺技は黒い衝撃波を纏った回転斬りを放つアルデバランインパクト。

キューシックル（A+C）
ヘビツカイシルバーとヘビツカイメタルが使用するヘビーシックル。ナーガが生身で使用したこともある。
必殺技は旋回させたキューシックルから白銀の斬撃波を飛ばすオフューカスインパクト。正義のヘビツカイメタルが使用する際の必殺技はメタルオフューカスインパクト。
ダークナーガが変身したヘビツカイメタルが使用する際は、グリップ部分が黒くなり青かった部分が紫色へと変化したダークキューシックルとなる。
- ダークキューシックルのプロップは、アクション用が新規に作られた。

キューレイピア（C）
カメレオングリーンが使用するスマートレイピア。トリプルグリップは刀身を伸ばした状態となる。ハミィが生身で使用したこともある。
必殺技は緑色に光る刀身をしならせ、連続突きを放つハミリオンインパクト。

キューショット（C）
ワシピンクが使用するハンドガン。ショウが生身で使用したこともある。
必殺技は精密射撃を上空から行うアルタイルインパクト。オリオン砲を撃つときのトリガーにもなり、その際はコクピットコンソールにセットして使用される。

キュースラッシャー（A+C）
カジキイエローが使用するショートナイフ。
必殺技は小型の黄色い衝撃波を連続で飛ばすドラドインパクト。

### リュウコマンダーの装備
リュウツエーダー
ショウ・ロンポーが普段から持ち歩いている杖型の可変式ロッドライフル。持ち手部分の龍の上顎を開け下顎にリュウキュータマをセットすることで、「リュウキュータマ！」というアナウンスが鳴る。近接武器や変身アイテムとしても使えるロッドモードから、持ち手部分を展開することで光弾を発射する遠距離用のライフルモードになり、秒速999メートルでキューエナジー光弾を発射する。
チェンジキュータマに転用したスキルキュータマを使って変身するシステムが組み込まれているが、不完全のために変身時間が限られていた。
- 撮影用プロップは、アップ用とアクション用の2種類が用いられた。

変身
スキルキュータマのリュウキュータマをセットした後、龍の上顎を閉じ「セイザチェンジ！」のアナウンスが鳴った後、「ウィッシュ・アポナスター！」と叫びながら持ち手のトリガーを引くことでリュウバイオレットに変身する。
チェンジキュータマになったリュウキュータマをセットした後、龍の上顎を閉じ「セイザチェンジ！」のアナウンスが鳴った後、「ガリョウテンセイ！」と叫びながら持ち手のトリガーを引くことでリュウコマンダーに変身する。
攻撃
ライフルモードにした後、龍の上顎を開閉し「ギャラクシー！」のアナウンスが鳴った後「ファイヤー」の掛け声とともに引き金を引くことで、リュウボイジャー型の光弾を発射する必殺技ドラゴクラッシュを発動する。
召喚
変身後にロッドモードの龍の上顎を開閉しトリガーを引くことで「セイザゴー！」のアナウンスが鳴り、リュウボイジャーの召喚およびキュータマコクピットへの搭乗を行う。
合体
リュウボイジャー召喚後にロッドモードの龍の上顎を開閉しトリガーを引くことで「セイザドッキング！」のアナウンスが鳴り、リュウテイオーへの合体を実行する。
リュウテイオー合体後にロッドモードの龍の上顎を開閉しトリガーを引くことで「スーパーセイザドッキング！」のアナウンスが鳴り、リュウテイキュウレンオーへの合体を実行する。

リュウバックル
リュウコマンダーのバックル。キューバックル同様任意のキュータマを転送できる。

### ホウオウソルジャーの装備
ホウオウブレード
ホウオウシールドから抜刀して使用する剣型の武器兼変身アイテム。柄の部分にホウオウキュータマをセットすることで、「ホウオウキュータマ！」という音声が鳴る。抜刀の度にセットされたキュータマが光りながら回転する。
- デザインは、ギガントホウオーに鳳凰要素が少ないため、こちらが鳳凰要素が強くなっている。
- 撮影用プロップは、シールドともどもアップ用とアクション用が用いられた。アップ用は実際に抜刀・納刀が可能となっており、キュータマの回転ギミックも備えている。

変身
ホウオウシールドに収めたままのホウオウブレードの柄の部分にホウオウキュータマをセットし、トリガーを押すと「カモンザチェンジ！」のアナウンスが鳴り、「スターチェンジ！」と叫びながら抜刀することでホウオウソルジャーに変身する。
攻撃
一度、ホウオウシールドに収めてトリガーを押すと「ギャラクシー！」のアナウンスが鳴り、その後に抜刀することで、刀身に炎を纏わせて斬りつける必殺技フェニックスエンドを発動する。
召喚
一度、ホウオウシールドに収めてトリガーを押すと「カモンザゴー！」のアナウンスが鳴り、その後に抜刀することで、ホウオウベースに乗ったホウオウボイジャーを召喚する。
合体
一度、ホウオウシールドに収めて「カモンザドッキング！」のアナウンスが鳴った後に抜刀することで、ホウオウボイジャーとホウオウステーションが合体しギガントホウオーとなる。再び、トリガーを押すことで「スーパーカモンザドッキング！」のアナウンスが鳴り、キュータマジンへと合体する。
特殊攻撃
ホウオウシールドにホウオウブレードを挿した状態でトリガーを押すことで13個の星の力を宿した特殊攻撃を発動する。

ホウオウシールド
ホウオウブレードの鞘になる盾型の武器。先端の爪で敵を突いたり、盾の下部からビームを発射する。

### キュウボイジャー
キュウレンジャーが搭乗する星座をモチーフとしたスペースマシン。キュータマが巨大化したような形状のキュータマコクピットにキュウレンジャーが搭乗し、そのコクピットとドッキングすることで操縦される。
合体する際には、シシボイジャー（スーパーシシ）、リュウボイジャー、ホウオウボイジャー、オリオンボイジャーのロボの基幹部位を成す4機以外は自由に四肢となり、互換性がある。
- 「宇宙」をテーマとしているが、宇宙というキーワードのみでは、宇宙空間の冷たいイメージのメカニックになってしまうきらいがあったことから、星座という共通項から動物をモチーフとすることとなった[109]。前作『動物戦隊ジュウオウジャー』との差別化から、単なる動物型ではなく宇宙船や宇宙関連ビークルの要素が取り入れられた[21]。また、動物だけではなく、てんびん座やへびつかい座など形になりにくいものもあえて選ばれている[109]。
- 映像ではCGとミニチュアを併用して描写される[125][126]。

シシボイジャー
シシレッド専用のライオン型のシシ座系スペースクルーザー。
他のキュウボイジャーよりも一回り大きく、中には数人乗ることができる。下部にはハッチがある。
前足シシクローからシシミサイル、口部分の砲塔から強力なビームシシレーザーを放つ。
キュウレンオー・リュウテイキュウレンオー・キュータマジンの基幹部位を構成。
スーパーシシボイジャー
4つのキュータマコクピットが合体したシシボイジャーにコジシボイジャーが合体した大型戦闘形態。
操縦はシシのキュータマコクピットの代わりに背面に合体したコジシのキュータマコクピットからラッキーが行う。

サソリボイジャー
サソリオレンジ専用の蠍型のサソリ座系多足歩行タンク。
サソリテーラーで地中を掘り進むことが可能で尾サソリクラッシャーからレーザービームを発射できる。また、スティンガー同様、尾には毒針があり毒を注入する。

オオカミボイジャー
オオカミブルー専用の狼型のオオカミ座系サイボーグビースト。
回転しながらの突撃を得意とし、牙オオカミファングで噛み付く。気流を体毛・オオカミフェザーで察知する。
- サイボーグという設定から毛のディテールが設けられた。

テンビンボイジャー
テンビンゴールド専用のテンビン座系人型戦闘ロボット。
両腕にテンビンソーサーを装備しており、盾以外にもフライングディスクやヨーヨーとしても攻撃が可能となる。ヘビツカイボイジャーとの連携攻撃を行う。
上皿天秤型の巡航形態に変形可能でキュウレンオーへの合体状態ではテンビンシールドを射出可能。

オウシボイジャー
オウシブラック専用の牛型のオウシ座系バトルタンク。
両脚のオウシクローラーで進み、太い角オウシホーンによる強烈な突進が得意。

ヘビツカイボイジャー
ヘビツカイシルバー専用のヘビツカイ座系人型戦闘ロボット。蛇頭型の巡航形態に変形可能。
両腕にあるシックルヘビツカイシックルは、蛇のように延ばすことが可能。テンビンボイジャーとの連携攻撃を行う。
キュウレンオーへの合体状態では頭部が伸縮する。

カメレオンボイジャー
カメレオングリーン専用のカメレオン型のカメレオン座系スペースホバー。
単体や合体状態を問わず、口部分から舌カメレオンタングが伸縮する。また、光学迷彩システムを搭載していることにより体をステルス化させることが可能。

ワシボイジャー
ワシピンク専用の鷲型のワシ座系サイボーグバード。
ワシビークなどによる体当たり攻撃を駆使する。
キュウレンオーの腕状態では両翼ワシウイングをカッターとして用いる。またキュウレンオーの背面に合体すれば飛行用の翼にもなる。

カジキボイジャー
カジキイエロー専用のカジキマグロ型のカジキ座系スペースサブマリン。
攻撃手段は上顎（吻）カジキスラッシャーによる突貫やビームと、カジキスタビライザーからの光弾。
キュウレンオーの腕状態では上顎部分を剣として用いる。

リュウボイジャー
リュウコマンダー専用の龍型のリュウ座系サイボーグモンスター。
召喚された当初は、通常の龍のような姿だったが、ショウの願いを受け入れてからはリュウヘルムと呼ばれる兜を被り実体化した。
鱗・リュウスケイルで覆われた長大なボディを敵に巻き付けて締め付けるほか、口から火炎ブレスドラゴンファイヤーを噴射可能。
単体での必殺技はキューエナジーを集束させたキュータマコクピットを敵の直上から急降下させるドラゴンブレイク。
リュウテイオーの腕以外の基幹部位を構成。リュウテイキュウレンオーでは、リュウテイオー時の兜がキュウレンオーの胸に付き、胴体がキュウレンオーの背中に合体する。
Space.18ではシシレッドを頭部に乗せ、電子星獣ドルと共闘した。
- 初期案では尾にキュータマが付く予定であったが、特撮監督の佛田洋の要望により手に持つかたちとなった。ミニチュアは『五星戦隊ダイレンジャー』の龍星王のギミックを参考にしている。

クマボイジャー
コグマスカイブルー専用のコグマボイジャーとオオグマボイジャーの2体からなるキュウボイジャー。オオグマボイジャーの背中にコグマボイジャーが乗った状態になっており、キュータマコクピットはオオグマボイジャー側に合体している。コグマボイジャーの持つ球体からビームを放つ。
リュウテイオーへの合体状態でも、コグマボイジャーを分離し仲間の救助などが可能。
コグマボイジャー
小熊型のコグマ座系一輪ローバー。タイヤから生えたコグマスパイクで攻撃する。腹部部分に1名を収容・保護することが可能。
オオグマボイジャー
大熊型のオオグマ座系探査ローバー。オオグマホイールによっていかなる悪路も走破する。

ホウオウボイジャー
ホウオウソルジャー専用の鳳凰型のホウオウ座系スペースロケット。アルゴ船の竜骨から変化した。
機首からは光弾を放ち、主翼先端と胴体左右に計4基のホウオウレーザーを持つ。必殺技は炎を纏って突撃するギガントファイヤーブレイク。
ギガントホウオーの基幹部位を構成し、キュータマジンではバーニア部が両腕となる。
ホウオウステーション
ホウオウボイジャーのサポート用宇宙ステーション。アルゴ船の帆から変化した。
2基のホウオウミラーを持ち、攻撃を反射したり、敵を切断することが可能。放送衛星としても使用可能。
ホウオウボイジャーと合体しギガントホウオーとなる。ギガントホウオーの胸部と両腕部を構成する。
ホウオウベース
ホウオウボイジャーのサポート用ランチパッド。アルゴ船の艫から変化した。
ホウオウボイジャーを搭載したままのホウオウクローラー4基による自走や輸送が可能。
ギガントホウオー合体時には「イグニッション、シークエンス、スタート!」の掛け声と共に「スリー、ツー、ワンー、ゴー!」のアナウンスが鳴った後、ホウオウボイジャーを宇宙空間に打ち上げる。キュータマジンでは両足を構成する。

オリオンボイジャー
バトルオリオンシップの艦首に搭載された主砲に巨大化したオリオンキュータマがドッキングしたオリオン座系スペースオービター。オリオンガン5基を装備したスタートップとオリオンテールユニットで構成される。
オリオンバトラー合体時には、「テイクオフ!」の掛け声と共にバトルオリオンシップから分離し、棍棒モードへと変形することで、オリオンバトラーの右腕と武器になる。

コジシボイジャー
シシレッド専用のライオン型のコジシ座系サイボーグマスコット。ルースでは「伝説のマシン」と呼ばれていた。シーザーが巨大化しキュータマコクピットが合体することでコジシボイジャーとなる。スーパーキャノンやスーパークローを武装する。また、シシボイジャーと4体のキュータマコクピットとドッキングすることでライオン型のスーパーシシボイジャーとなる。
スーパーキュウレンオーの頭部とキャノン砲を構成する。
- 前作『ジュウオウジャー』のキューブオクトパスが好評であったことから、1号ロボのパワーアップメカとして設定された。

スペック
数値はテレビ朝日公式サイトの記述に基づく。
| 名称                   | 全高             | 全幅             | 全長             | 重量             | スピード                      | 出力                 | 初登場      |
| ---------------------- | ---------------- | ---------------- | ---------------- | ---------------- | ----------------------------- | -------------------- | ----------- |
| シシボイジャー         | 17.5 m[13][127]  | 38.0 m[13][127]  | 38.0 m[13][127]  | 1,100 t[13][127] | マッハ1.2（大気中）[13][127]  | 900万馬力[13][127]   | 第1話       |
| サソリボイジャー       | 17.5 m[33][127]  | 17.7 m[33][127]  | 25.7 m[33][127]  | 300 t[33][127]   | 200 km/h（地上）[33][127]     | 260万馬力[33][127]   | 第3話       |
| オオカミボイジャー     | 12.2 m[47][127]  | 13.4 m[47][127]  | 25.1 m[47][127]  | 400 t[47][127]   | 400 km/h（地上）[47][127]     | 360万馬力[47][127]   | 第1話       |
| テンビンボイジャー     | 28.9 m[51][127]  | 17.9 m[51][127]  | 23.8 m[51][127]  | 400 t[51][127]   | 350 km/h（地上）[51][127]     | 360万馬力[51][127]   | 第2話       |
| オウシボイジャー       | 12.3 m[57][127]  | 12.8 m[57][127]  | 24.3 m[57][127]  | 400 t[57][127]   | 300 km/h（地上）[57][127]     | 360万馬力[57][127]   | 第1話       |
| ヘビツカイボイジャー   | 28.4 m[59][127]  | 20.4 m[59][127]  | 13.8 m[59][127]  | 400 t[59][127]   | 350 km/h（地上）[59][127]     | 360万馬力[59][127]   | 第2話       |
| カメレオンボイジャー   | 12.8 m[67][127]  | 9.0 m[67][127]   | 18.4 m[67][127]  | 200 t[67][127]   | マッハ1.0（大気中）[67][127]  | 190万馬力[67][127]   | 第1話       |
| ワシボイジャー         | 13.4 m[71][127]  | 32.1 m[71][127]  | 23.8 m[71][127]  | 300 t[71][127]   | マッハ8.0（大気中）[71][127]  | 260万馬力[71][127]   | 第4話       |
| カジキボイジャー       | 12.4 m[78][127]  | 11.4 m[78][127]  | 25.5 m[78][127]  | 200 t[78][127]   | 200 kt（水中）[78][127]       | 190万馬力[78][127]   | 第1話       |
| リュウボイジャー       | 24.5 m[83][127]  | 18.4 m[83][127]  | 106.8 m[83][127] | 1,500 t[83][127] | マッハ1.2（大気中）[83][127]  | 1,300万馬力[83][127] | 第9話       |
| クマボイジャー         | 18.2 m[91][127]  | 13.4 m[91][127]  | 26.0 m[91][127]  | 500 t[91][127]   | 300 km/h（地上）[91][127]     | 440万馬力[91][127]   | 第11話[129] |
| コグマボイジャー       | 10.7 m[91][127]  | 3.9 m[91][127]   | 7.0 m[91][127]   | 100 t[91][127]   | 350 km/h（地上）[91][127]     | 80万馬力[91][127]    | 第11話[129] |
| オオグマボイジャー     | 14.8 m[91][127]  | 13.4 m[91][127]  | 26.0 m[91][127]  | 400 t[91][127]   | 300 km/h（地上）[91][127]     | 360万馬力[91][127]   | 第11話[129] |
| ホウオウボイジャー     | 18.7 m[97][127]  | 37.2 m[97][127]  | 47.8 m[97][127]  | 1,400 t[97][127] | マッハ1.3（大気中）[97][127]  | 1,200万馬力[97][127] | 第22話[129] |
| ホウオウステーション   | 17.7 m[97][127]  | 63.8 m[97][127]  | 25.2 m[97][127]  | 1,000 t[97][127] | マッハ1.0（大気中）[97][127]  | 900万馬力[97][127]   | 第22話[129] |
| ホウオウベース         | 20.6 m[97][127]  | 29.9 m[97][127]  | 36.7 m[97][127]  | 2,500 t[97][127] | 200 km/h（地上）[97][127]     | 2,000万馬力[97][127] | 第22話[129] |
| オリオンボイジャー     | 14.6 m[130][127] | 16.2 m[130][127] | 41.3 m[130][127] | 500 t[130][127]  | マッハ1.3（大気中）[130][127] | 500万馬力[130][127]  | 第33話      |
| コジシボイジャー       | 20.6m[29][127]   | 16.8m[29][127]   | 29.6m[29][127]   | 700t[29][127]    | 400km/h（地上）[29][127]      | 600万馬力[29][127]   | 第36話[129] |
| スーパーシシボイジャー | 23.0 m[29][127]  | 38.0 m[29][127]  | 42.0 m[29][127]  | 2,100 t[29][127] | マッハ1.3（大気中）[29][127]  | 1,740万馬力[29][127] | 第36話[129] |

### キュウレンジャーの母艦
オリオン号
キュウレンジャーおよびリベリオンの移動拠点となる大型非武装宇宙母艦。正式名称は「Offensive Resistance Interstellar Orbiter of REBELLION」。ラプターからは「おじさま」と呼ばれている。
オリオンの棍棒を模したコンボー内部には司令室コンボーブリッジやメインコンピュータルームの他、生活の拠点となるダイニングや各個人のプライベートルームも備えている。胴体にはキュウボイジャーのハンガー9基があり、ボイジャーが格納されると対応するハッチが閉まる。
Space.26でバランスによりセイザブラスターが接続され、トケイキュータマを使用することで時間移動が可能となった。
Space.28では過去でドン・アルマゲの攻撃に遭い、地球に墜落しそのままツルギたちが全滅したため、朽ち果てた状態で現代に出現した。その後ラッキーが過去へ遡り歴史を変えると彼らを乗せて現代に戻る。
Space.32では老朽化が進み再起不能となるも、ラプターの「私たちは救世主なんです」という言葉に反応し再起動すると、船内にいたバランス・スパーダ・小太郎の3人を船外（キュータマジンの内部）へと強制的に避難させ、チキュウに落下するスーパービッグモライマーズに自身の意思で特攻し、共に爆発四散する。そして、キュウレンジャーたちに「GOOD LUCK」のメッセージを遺す。消滅後、スティンガーからキュウレンジャー13番目の戦士の名を追贈された。
- デザインは久正人が担当。デザイン時点ではオリオンバトラーの設定が決定していなかったため、中から新ロボットが登場するという可能性も想定して球体とすることが指定されていたが、久が最初に提出した武装のついた球体という案はキュウボイジャーで戦う必然性がなくなるため没となり、オリオン像をモチーフとしたデザインになった。久はこの案も没になると考えていたが、企画者104の松井大や特撮監督の佛田洋らスタッフには好評であった。
- Space.33以降でもオープニングのラストカットに引き続きオリオン号が存在しているが、プロデューサーの望月卓はオリオン号が忘れられないよう残したことを述べている。
- 黒や白が多くなりがちな宇宙空間が舞台となるため、本作品のパーマネントセットであるブリッジ内部は色彩イメージが単調にならないよう従来の作品より色数が多くなっている。

バトルオリオンシップ
オリオン号に代わってキュウレンジャーの新たな移動拠点となった対ジャークマター用決戦兵器の宇宙戦艦。操縦はオリオン号同様、ラプターが行う。
元々はオライオンが開発・建造していたが、彼の死後に過去へと残ったショウが発見し完成させた。ブリッジはショウによりオリオン号同様の内装へと変更されている。また、艦内にはホウオウを除く11体のキュウボイジャーを収納するハンガーも設置されており、各キュウボイジャー発進時にはラプターのナビゲーションにより対応するキュータマコクピットをオリオンボイジャーと同じカタパルトでドッキングし発艦させる。
武器は、艦首にあるオリオンボイジャーにキューエナジーを充填して発射するオリオン砲と両舷のオリオンミサイル。
また、究極の必殺技オリオンビッグバンキャノンを放つ際には、テンビン・ヘビツカイ・ワシの各ボイジャーを乗せ、キュウレンオー・リュウテイオー・ギガントホウオーに支えられる巨大な砲台となる。
- オリオン砲の発射トリガーは、アニメ映画『ヤマトよ永遠に』をオマージュしている。
- 玩具では、キュータマを買った子供が多く遊べるように、サイズの異なるキュウボイジャーを一つずつセットして発進できるものとなった。

スペック
数値はテレビ朝日公式サイトの記述に基づく。
| 名称                 | 全高             | 全幅             | 全長             | 重量              | スピード                                                    | 出力                  | 初登場      |
| -------------------- | ---------------- | ---------------- | ---------------- | ----------------- | ----------------------------------------------------------- | --------------------- | ----------- |
| オリオン号           | 150 m[130][10]   |                  | 250 m[130][10]   |                   |                                                             |                       | 第1話       |
| バトルオリオンシップ | 40.6 m[130][127] | 48.5 m[130][127] | 86.9 m[130][127] | 7,500 t[130][127] | - 999 km/h（大気中）[130][127] - 400 km/h（地上）[130][127] | 6,500万馬力[130][127] | 第32話[129] |

### スペースロボ
キュウボイジャーが合体・変形して完成する巨大ロボット。操縦は合体前と同様、各自のキュータマコクピットより行われる。
- 撮影ではコクピットの位置が明確なため、コクピット内の芝居とロボットの芝居の連動性に力が入れられている[17]。コクピットのセットは内部だけでなく球体部分もアクリル製の1/1スケールのものが用意された[17]。セットは1つしかなく、蓋をネジ止めするため撮影には時間がかかったという[81]。後半では必要な時を除き蓋を外して撮影していた[81]。

#### キュウレンオー
シシボイジャーを胴体に他の4体のキュウボイジャーがキュータマ合体する究極のスペースロボ。両腕・両脚のキュウボイジャーが組み変わり、1,680通りのドッキングコンビネーションで様々な特性を発揮できる。
変形した5体のキュウボイジャーが誘導ビームに乗って合体し、スクリューボルトでキュータマコクピットが固定され、最後に顔が現れて合体が完了する。
基本の必殺技であるキュウレンオースターブレイクは、合体の組み合わせにより様態が異なる。
- 左右非対称というコンセプトから、左腿にピンクのラインが入っている[21]。頭部にはシシボイジャーの顔もあるため、キュウレンオーの目は従来のロボットよりも大きくすることでバランスをとっている[21]。
- 玩具では、キュータマが光る都合上、肩を回せないという制限があったという[109]。

01,03,05,07,09
Space.1から登場。最も多く活躍したコンビネーション。
必殺技はキューエナジーを右腕の剣カジキスラッシャーに集束させて敵を一刀両断するキュウレンオースターブレイク。
Space.1ではオウシとオオカミが合流するまでの間、両脚がない状態（01,07,09）で戦っていた。
Space.10ではタテキュータマを使い、敵の攻撃をそのまま弾き返して敵を倒している。また、同話では当初手足の配置が異なっている。

01,03,04,05,06
Space.2に登場。必殺技は左腕の2枚の円盤を飛ばして敵を斬り裂くキュウレンオートリックブレイク。ガメッツイを倒す。

01,03,06,07,09
Space.3に登場。当初はカメレオンが左腕であったが、被弾したため右脚のヘビツカイと交代する。必殺技はキューエナジーを右腕に集束させて鞭のように打ち付けるキュウレンオーメテオブレイク。モライマーズロボを倒す。

01,03,05,08,09
Space.4に登場。必殺技は左腕からワシ型の光弾を発射するキュウレンオーメテオブレイク。ユメパックンが乗るモライマーズロボを倒す。

01,04,06,08,09
Space.5に登場。必殺技は右脚を変形させた蛇の頭と左脚の2枚の円盤で敵を倒すキュウレンオーメテオブレイクおよび右腕に長大な炎の刃を形成して敵を一刀両断するキュウレンオーメテオブレイク。

01,02,03,05,07
Space.5に登場。必殺技は9体のキュウボイジャーのキューエナジーを発射するキュウレンオースーパーメテオブレイク。ビッグモライマーズを倒した。

01,03,04,07,09
Space.6に登場。ペガサスシシレッドが搭乗する。必殺技は猛スピードで飛び、回転しながらペガサスの翼で斬りつけるキュウレンオーペガサスブレイク。デンビルが乗るモライマーズロボを倒す。

01,02,04,06,07
Space.7に登場。必殺技は分離したテンビンとヘビツカイのキュータマコクピットからビームを放つハッピースプラッシュ。トゥーミーを倒した。

01,02,03,07,08
Space.8に登場。必殺技は左腕で作った光輪を右腕で撃ち出すキュウレンオーメテオブレイク、および5体のキュウボイジャーのキューエナジーを発射するキュウレンオーメテオブレイク。メガツヨインダベーが乗るモライマーズロボを倒す。

01,02,07,08,09
Space.9に登場。必殺技はリュウボイジャーとともに放つドラゴンメテオブレイク。モライマーズロボを倒す。

01,02,03,05,11
Space.12ではイカーゲンの攻撃を受けキュウレンオー（01,03,05,07,09）とリュウテイオー（02,10,11）の腕が入れ替わったことでこの形態になっている。
Space.34ではシシレッドオリオンの操縦するシシに各キュウボイジャーが合体している。

01,06,07,08,09
Space.15、16に登場。必殺技は右腕のカジキスラッシャー（剣）にキューエナジーを収束させ一刀両断するキュウレンオーメテオブレイク。ゴネーシとデスワームを倒す。
数少ない2度登場した形態である。

01,04,06,07,09
Space.19に登場。必殺技はキュウレンオーメテオブレイク。オメーガを倒す。

01,03,07,08,09
Space.23に登場。必殺技はリュウテイオー（06,10,11）と同時に放つメテオブレイク。メディアツヨインダベーを倒す。

01,03,06,07,08,09
Space.23に登場。キュウレンオー（01,03,07,08,09）の左腕がワシからヘビツカイに変わり、ワシが背中に合体して翼になった飛行形態。
背中のワシウイングを使い空中を高速移動できる。モライマーズを追撃する。

01,02,07,09,11
Space.26でキュータマジンから分離した際に再度合体した形態。
Space.42では合体位置の異なる形態が登場。

01,03,03,07,07
Space.28に登場。フタゴキュータマの効果で分身したブルーとグリーンがそれぞれ召喚したオオカミボイジャー2体とカメレオンボイジャー2体が合体した特殊形態。必殺技は両腕から放つキュウレンオーツインブレイク。

01,02,05,08,09
Space.30に登場。リュウコマンダーの操縦するシシボイジャーにサソリ・オウシ・ワシ・カジキの各キュウボイジャーがキュータマ合体した形態。必殺技はキュウレンオーメテオブレイク。

04,06,09,11,77
Space.37でスーパーキュウレンオー（04,06,09,11,77）からシーザーが分離した際に一瞬登場した形態。

01,04,05,07,09
Space.42に登場した形態。リュウテイオー、ギガントホウオーとともにトリプルメテオブレイクを放つ。

01,02,04,05,06
Space.45に登場。コグマスカイブルーの操縦するシシにサソリ・テンビン・オウシ・ヘビツカイの各キュウボイジャーがキュータマ合体した形態。オリオンバトラーとともに巨大アントンゼロと戦った。
テレビシリーズ以外の作品に登場する形態
01,02,04,06,08
『超スーパーヒーロー大戦』に登場。フタゴキュータマによって分身したシシにサソリ・テンビン・ヘビツカイ・ワシの各キュウボイジャーがキュータマ合体した形態。必殺技はもう1体のキュウレンオー（01,03,05,07,09）と共にキューエナジーのビームを放つキュウレンオーダブルメテオブレイク。
01,02,04,05,07
劇場版『ゲース・インダベーの逆襲』に登場。
01,02,05,07,09
Vシネマ『Episode of スティンガー』に登場。コウチョウインダベーが乗るモライマーズロボと戦うが、途中でチャンプが暴走したためオウシが離脱し、それを追うようにサソリも離脱する。
01,06,07,09,11
Vシネマ『Episode of スティンガー』に登場。01,02,07,05,09から離脱したオウシ・サソリに代わって、クマ・ヘビツカイがキュータマ合体した形態。必殺技はキュウレンオーメテオブレイク。コウチョウインダベーが乗るモライマーズロボを倒す。
01,02,06,07,09
『日曜もアメトーーク!』に登場した形態。必殺技はアメトーーク!のマークになるように半円状に剣を振りかぶり切り付けるキュウレンオーアメトーークブレイク。

#### リュウテイオー
リュウボイジャーを中心に3体のキュウボイジャーがキュータマ合体する究極のスペースロボ。両腕にキュウボイジャーが組み変わり、様々なスキルを発揮できる。合体完了時の名乗り口上は「龍に翼を得たる如し」。
基本の必殺技であるリュウテイオーメテオブレイクは、合体の組み合わせにより様態が異なる。
02,10,11
Space.11から登場。クマとサソリが両腕として合体した基本コンビネーション。
必殺技はキューエナジーを右拳に集束させてカンフーパンチのようなロケットビームで敵を撃破するリュウテイオーメテオブレイク。

07,09,10
Space.12に登場。カジキとカメレオンが両腕として合体した形態。剣と鞭を鎖鎌のように扱う。必殺技はリュウテイオーメテオブレイク。
Space.12ではイカーゲンの攻撃を受けリュウテイオー（02,10,11）とキュウレンオー（01,03,05,07,09）の腕が入れ替わったことでこの形態になっている。

04,06,10
Space.14に登場。ヘビツカイとテンビンが両腕として合体した形態。必殺技はリュウテイオーメテオブレイク。ユーテルジャンの乗るモライマーズロボを龍宮城もろとも破壊する。

03,04,10
Space.17に登場。テンビンとオオカミが両腕として合体した形態。必殺技はリュウテイオーメテオブレイク。シャイドスを倒す。

03,07,10
Space.18に登場。オオカミとカメレオンが両腕として合体した形態。
デカウイングロボが変形したデカウイングキャノンと協力しワームホールの消滅を食い止めていた。
- デカウイングキャノンのCGは、『スペース・スクワッド』で新規に制作されたものである。

06,10,11
Space.23から登場。クマとヘビツカイが両腕として合体した形態。必殺技はキュウレンオー（01,03,07,08,09）と同時に放つメテオブレイク。メディアツヨインダベーを倒す。
Space.41では、ケフェウスキュータマを使い惑星サザンクロスのバリアを破壊している。

03,05,10
Space.26でキュータマジンから分離した際にオウシとオオカミが両腕として合体した形態。キュウレンオー、ギガントホウオーとともにトリプルメテオブレイクを放つ。

08,09,10
Space.29に登場。ワシとカジキが両腕として合体した形態。必殺技はギガントホウオーと同時に放ったリュウテイオーメテオブレイク。テッチュウを倒す。

03,06,10
Space.38に登場。オオカミとヘビツカイが両腕として合体した形態。デスゴンと最初に対決した形態。

07,08,10
Space.38に登場。カメレオンとワシが両腕として合体した形態。カメレオンタングをヌンチャクのように扱う。

03,06,07,08,10
Space.38に登場。リュウテイオー（07,08,10）からカメレオンとワシのボイジャー部分が切り離され、そこにオオカミとヘビツカイのキュータマコクピットが装着されたホウオウボイジャーのバーニア部（キュータマジンの両腕）が合体した形態。
必殺技は上空から放つリュウテイオーメテオキック。デスゴンを倒す。

03,08,10
Space.46に登場。オオカミとワシが両腕として合体した形態。スーパーキュウレンオーとともに超弩級モライマーズと戦う。

#### リュウテイキュウレンオー
キュウレンオーの背面に、変形したリュウテイオーがキュータマ合体する究極のスペースロボフォーメーション。
必殺技は胸部から全キューエナジーを放つオールスタースクランブルブレイク。
- 合体シーンは、ギガントホウオー関連の撮影が控えていたことから、予算の都合などによりあっさりとしたものとなった[126]。

01,02,03,05,07,09,10,11
Space.12から登場。キュウレンオー（01,03,05,07,09）とリュウテイオー（02,10,11）、またはキュウレンオー（01,02,03,05,11）とリュウテイオー（07,09,10）が合体した基本コンビネーション。

01,02,04,05,07,09,10,11
Space.42でキュータマジンから分離する形で登場した形態。レッドが不在であったため、アキャチューガと相打ちになる。

#### ギガントホウオー
ホウオウボイジャーとホウオウステーションがキュータマ合体する伝説のスペースロボ。合体完了時の名乗り口上は「刮目せよ。伝説が始まるぜ」、戦闘終了時は「今、伝説が始まる…！」。武器は双剣ギガントブレード。両足から火炎を放射することで飛行が可能。
必殺技は敵をホウオウステーションで拘束し、ボディからホウオウボイジャーを分離させ、敵に突撃するギガントファイヤーブレイクおよび両足からの火炎を纏わせたギガントブレードで敵を斬るギガントホウオーブレイジング。また、キュウレンオー、リュウテイオーとともにトリプルメテオブレイクを放つ。
- ホウオウソウルジャーが地球出身であることから、地球産のメカということでロケットとなり、そこからの連想で人工衛星やロケットの発射台などを全部乗せしたものとなった[109]。

キュータマジン
シシボイジャーとギガントホウオーおよびホウオウベースに12個のチェンジキュータマがキュータマ合体する伝説のスペースロボフォーメーション。初登場時はシシとホウオウのキュータマコクピットとその他10個の巨大化したキュータマが合体したためシシレッドとホウオウソルジャーの2人のみで操縦を行ったが、その際シシレッドは「二人で動かすのはちょっときつい」と発言している。また、頭頂部にいるツルギが司令塔となり、各パーツにいるメンバーに指令を出すことで動かせるが、それぞれの息があっていないと思うように動かせない。各キュータマはそれぞれ分離することで敵へ攻撃することや、他のロボへの変形も可能。
必殺技は両腕のバーニア部分から放つ9999度の炎で敵を消滅させるキュータマジンメテオブースター、および12個のキュータマ型のエネルギーを敵にぶつけるアルティメットメテオブレイク。Space.Finalではキュウボイジャー型のエネルギーを敵にぶつけるアルティメットオールスターブレイクを使用。
- キュウボイジャーの形状がバラバラであることから全合体は難しく、キュータマのみでの全合体となった。

#### オリオンバトラー
バトルオリオンシップとオリオンボイジャーがキュータマ合体する伝説のスペースロボ。
「ウエイクアップ、オリオン!」のアナウンスと共に艦体が起き上がり、右腕にオリオンボイジャー棍棒モードが合体することで完了する。起き上がる際には、ブリッジ内にいるメンバーにも影響するため、注意が必要である。
シシレッドオリオンによって操縦されるが、高度なAI機能のオートコントロールにより無人での戦闘も可能。強力なパワーを持っており、初登場時はシシレッドオリオンが操縦に手こずる場面もあった。Space.47ではラプターが操縦している。
頭部のバーナーから超高熱のキューエナジーを噴射する。棍棒モードのオリオンボイジャーからオリオンガンも放つ。必殺技はオリオンキュータマ型のエネルギー弾を右腕の棍棒で打ち出すオリオンダイナミックストライク。
- キュータマジンがキュータマを強調していることから、こちらではキュウボイジャーの要素を推している[21]。髭の意匠や棍棒などはオリオン号に準じている[21]。白いロボットでは安っぽく見えてしまうため、シシレッドオリオンとは異なる配色となった[21]。
- オリオン号のオリオン像が抜け出てオリオンバトラーになるという案も存在した[56][126]。

#### スーパーキュウレンオー
スーパーシシボイジャーとカジキボイジャーおよび3体のキュウボイジャーまたはキュウレンオーとコジシボイジャーがキュータマ合体するスーパースペースロボ。
頭部や胸部のキュータマコクピットがコジシボイジャーのものに変わっており、右肩にコジシボイジャーが変形したスーパーキャノンが装備されている。そのスーパーキャノンから毎秒99発のキューエナジーの光弾を速射するラッシュモードに移行することが可能。また、スーパーキャノンのみを分離して攻撃することも可能。
03,05,07,09,77
Space.36に登場。スーパーシシボイジャーにオオカミ・オウシ・カメレオン・カジキの各ボイジャーが合体した超パワーアップ形態。必殺技は、右肩のスーパーキャノンから集束キューエナジーを発射するスーパーキュウレンオーファイナルブレイク。ウンジェットを倒す。

03,04,06,09,77
Space.37に登場。スーパーシシボイジャーにオオカミ・テンビン・ヘビツカイ・カジキの各ボイジャーが合体した形態。ククルーガと戦う。

04,06,09,11,77
Space.37に登場。スーパーキュウレンオー（03,04,05,09,77）からオオカミが分離し代わりにクマが合体した形態。必殺技は、右肩のスーパーキャノンから発射するスーパーキュウレンオーファイナルブレイク。オリオンバトラーとともにククルーガを倒す。

02,05,09,11,77
Space.39に登場。スーパーシシボイジャーにサソリ・オウシ・カジキ・クマの各ボイジャーが合体した形態。必殺技は、右肩のスーパーキャノンから発射するスーパーキュウレンオーファイナルブレイク。オリオンバトラーとともに2体のゼロ号を倒す。

02,05,07,09,77
Space.41に登場。スーパーシシボイジャーにサソリ・オウシ・カメレオン・カジキの各ボイジャーが合体した形態。シシレッドの代わりにオオカミブルーが操縦しており、アンドロメダキュータマを使い惑星サザンクロスのバリアを破壊している。

02,06,07,09,77
Space.44に登場。スーパーシシボイジャーにサソリ・ヘビツカイ・カメレオン・カジキの各ボイジャーが合体した形態。ボスワームと戦うも苦戦する。

02,07,09,11,77
Space.44に登場。スーパーキュウレンオー（02,06,07,09,77）からヘビツカイが分離し代わりにクマが合体した形態。必殺技は、ペガサスキュータマの力を使い右肩のスーパーキャノンから発射するスーパーキュウレンオーペガサスブレイク。ボスワームを倒す。

04,05,07,09,77
Space.46に登場。コグマスカイブルーの操縦するスーパーシシボイジャーにテンビン・オウシ・カメレオン・カジキの各ボイジャーが合体した形態。リュウテイオーとともにオリオン砲を放ち、超弩級モライマーズを破壊する。

#### スペック
特記のない限り数値はテレビ朝日公式サイトの記述に基づく。
| 名称                                                 | 全高   | 全幅   | 胸厚   | 重量    | スピード | 出力        | 初登場 |
| ---------------------------------------------------- | ------ | ------ | ------ | ------- | -------- | ----------- | ------ |
| キュウレンオー （01,03,05,07,09）                    | 46.0 m | 38.0 m | 16.8 m | 2,300 t | 400 km/h | 2,000万馬力 | 第1話  |
| リュウテイオー （02,10,11）                          | 53.8 m | 36.2 m | 11.7 m | 2,300 t | 400 km/h | 2,000万馬力 | 第11話 |
| リュウテイキュウレンオー （01,02,03,05,07,09,10,11） | 53.7 m | 37.9 m | 35.4 m | 4,600 t | 400 km/h | 4,000万馬力 | 第12話 |
| ギガントホウオー                                     | 47.6 m | 23.9 m | 25.2 m | 2,400 t | 450km/h  | 2,100万馬力 | 第22話 |
| キュータマジン                                       | 62.7 m | 38.0 m | 37.1 m | 7,000 t | 500 km/h | 5,800万馬力 | 第24話 |
| オリオンバトラー                                     | 63.6 m | 41.5 m | 40.6 m | 7,500 t | 500 km/h | 6,500万馬力 | 第33話 |
| スーパーキュウレンオー （03,05,07,09,77）            | 52.4 m | 38.9 m | 22.3 m | 2,900 t | 500 km/h | 2,520万馬力 | 第36話 |

#### キュータマ合体 組み合わせ表
キュウレンオー 組み合わせ表
| キュウレンオー 組み合わせ表      | キュウレンオー 組み合わせ表 | キュウレンオー 組み合わせ表 | キュウレンオー 組み合わせ表 | キュウレンオー 組み合わせ表 | キュウレンオー 組み合わせ表 | キュウレンオー 組み合わせ表 |
| 名称                             | 胴体                        | 右脚                        | 左脚                        | 右腕                        | 左腕                        | 背中                        |
| -------------------------------- | --------------------------- | --------------------------- | --------------------------- | --------------------------- | --------------------------- | --------------------------- |
| キュウレンオー 01,03,05,07,09    | シシボイジャー              | オウシボイジャー            | オオカミボイジャー          | カジキボイジャー            | カメレオンボイジャー        | （なし）                    |
| キュウレンオー 01,03,05,07,09    | シシボイジャー              | カメレオンボイジャー        | オオカミボイジャー          | オウシボイジャー            | カジキボイジャー            | （なし）                    |
| キュウレンオー 01,03,04,05,06    | シシボイジャー              | オウシボイジャー            | オオカミボイジャー          | ヘビツカイボイジャー        | テンビンボイジャー          | （なし）                    |
| キュウレンオー 01,03,06,07,09    | シシボイジャー              | ヘビツカイボイジャー        | オオカミボイジャー          | カジキボイジャー            | カメレオンボイジャー        | （なし）                    |
| キュウレンオー 01,03,06,07,09    | シシボイジャー              | カメレオンボイジャー        | オオカミボイジャー          | カジキボイジャー            | ヘビツカイボイジャー        | （なし）                    |
| キュウレンオー 01,03,05,08,09    | シシボイジャー              | オウシボイジャー            | オオカミボイジャー          | カジキボイジャー            | ワシボイジャー              | （なし）                    |
| キュウレンオー 01,04,06,08,09    | シシボイジャー              | ヘビツカイボイジャー        | テンビンボイジャー          | カジキボイジャー            | ワシボイジャー              | （なし）                    |
| キュウレンオー 01,02,03,05,07    | シシボイジャー              | カメレオンボイジャー        | オオカミボイジャー          | サソリボイジャー            | オウシボイジャー            | （なし）                    |
| キュウレンオー 01,03,04,07,09    | シシボイジャー              | カメレオンボイジャー        | オオカミボイジャー          | カジキボイジャー            | テンビンボイジャー          | （なし）                    |
| キュウレンオー 01,02,04,06,07    | シシボイジャー              | ヘビツカイボイジャー        | テンビンボイジャー          | サソリボイジャー            | カメレオンボイジャー        | （なし）                    |
| キュウレンオー 01,02,04,06,08    | シシボイジャー              | ヘビツカイボイジャー        | テンビンボイジャー          | サソリボイジャー            | ワシボイジャー              | （なし）                    |
| キュウレンオー 01,02,03,07,08    | シシボイジャー              | カメレオンボイジャー        | オオカミボイジャー          | サソリボイジャー            | ワシボイジャー              | （なし）                    |
| キュウレンオー 01,02,07,08,09    | シシボイジャー              | カメレオンボイジャー        | サソリボイジャー            | カジキボイジャー            | ワシボイジャー              | （なし）                    |
| キュウレンオー 01,02,03,05,11    | シシボイジャー              | オウシボイジャー            | オオカミボイジャー          | クマボイジャー              | サソリボイジャー            | （なし）                    |
| キュウレンオー 01,06,07,08,09    | シシボイジャー              | カメレオンボイジャー        | ヘビツカイボイジャー        | カジキボイジャー            | ワシボイジャー              | （なし）                    |
| キュウレンオー 01,04,06,07,09    | シシボイジャー              | ヘビツカイボイジャー        | テンビンボイジャー          | カジキボイジャー            | カメレオンボイジャー        | （なし）                    |
| キュウレンオー 01,03,07,08,09    | シシボイジャー              | カメレオンボイジャー        | オオカミボイジャー          | カジキボイジャー            | ワシボイジャー              | （なし）                    |
| キュウレンオー 01,03,06,07,08,09 | シシボイジャー              | カメレオンボイジャー        | オオカミボイジャー          | カジキボイジャー            | ヘビツカイボイジャー        | ワシボイジャー              |
| キュウレンオー 01,02,06,07,09    | シシボイジャー              | カメレオンボイジャー        | サソリボイジャー            | カジキボイジャー            | ヘビツカイボイジャー        | （なし）                    |
| キュウレンオー 01,02,07,09,11    | シシボイジャー              | カメレオンボイジャー        | サソリボイジャー            | カジキボイジャー            | クマボイジャー              | （なし）                    |
| キュウレンオー 01,02,07,09,11    | シシボイジャー              | カジキボイジャー            | カメレオンボイジャー        | クマボイジャー              | サソリボイジャー            | （なし）                    |
| キュウレンオー 01,03,03,07,07    | シシボイジャー              | カメレオンボイジャー        | オオカミボイジャー          | カメレオンボイジャー        | オオカミボイジャー          | （なし）                    |
| キュウレンオー 01,02,05,08,09    | シシボイジャー              | オウシボイジャー            | サソリボイジャー            | カジキボイジャー            | ワシボイジャー              | （なし）                    |
| キュウレンオー 01,02,05,07,09    | シシボイジャー              | カメレオンボイジャー        | サソリボイジャー            | カジキボイジャー            | オウシボイジャー            | （なし）                    |
| キュウレンオー 01,06,07,09,11    | シシボイジャー              | カメレオンボイジャー        | ヘビツカイボイジャー        | カジキボイジャー            | クマボイジャー              | （なし）                    |
| キュウレンオー 04,06,09,11,77    | シシボイジャー              | ヘビツカイボイジャー        | テンビンボイジャー          | カジキボイジャー            | クマボイジャー              | （なし）                    |
| キュウレンオー 01,04,05,07,09    | シシボイジャー              | カメレオンボイジャー        | テンビンボイジャー          | カジキボイジャー            | オウシボイジャー            | （なし）                    |
| キュウレンオー 01,02,04,05,06    | シシボイジャー              | ヘビツカイボイジャー        | テンビンボイジャー          | サソリボイジャー            | オウシボイジャー            | （なし）                    |
| キュウレンオー 01,02,04,05,07    | シシボイジャー              | サソリボイジャー            | オウシボイジャー            | カメレオンボイジャー        | テンビンボイジャー          | （なし）                    |

リュウテイオー 組み合わせ表
| リュウテイオー 組み合わせ表   | リュウテイオー 組み合わせ表 | リュウテイオー 組み合わせ表 | リュウテイオー 組み合わせ表    | リュウテイオー 組み合わせ表                                   | リュウテイオー 組み合わせ表                                 |
| 名称                          | 胴体                        | 右腕                        | 左腕                           | 右肘先                                                        | 左肘先                                                      |
| ----------------------------- | --------------------------- | --------------------------- | ------------------------------ | ------------------------------------------------------------- | ----------------------------------------------------------- |
| リュウテイオー 02,10,11       | リュウボイジャー            | クマボイジャー              | サソリボイジャー               | （なし）                                                      | （なし）                                                    |
| リュウテイオー 07,09,10       | リュウボイジャー            | カジキボイジャー            | カメレオンボイジャー           | （なし）                                                      | （なし）                                                    |
| リュウテイオー 04,06,10       | リュウボイジャー            | ヘビツカイボイジャー        | テンビンボイジャー             | （なし）                                                      | （なし）                                                    |
| リュウテイオー 03,04,10       | リュウボイジャー            | テンビンボイジャー          | オオカミボイジャー             | （なし）                                                      | （なし）                                                    |
| リュウテイオー 03,07,10       | リュウボイジャー            | オオカミボイジャー          | カメレオンボイジャー           | （なし）                                                      | （なし）                                                    |
| リュウテイオー 06,10,11       | リュウボイジャー            | クマボイジャー              | ヘビツカイボイジャー           | （なし）                                                      | （なし）                                                    |
| リュウテイオー 03,05,10       | リュウボイジャー            | オウシボイジャー            | オオカミボイジャー             | （なし）                                                      | （なし）                                                    |
| リュウテイオー 08,09,10       | リュウボイジャー            | カジキボイジャー            | ワシボイジャー                 | （なし）                                                      | （なし）                                                    |
| リュウテイオー 03,06,10       | リュウボイジャー            | ヘビツカイボイジャー        | オオカミボイジャー             | （なし）                                                      | （なし）                                                    |
| リュウテイオー 07,08,10       | リュウボイジャー            | ワシボイジャー              | カメレオンボイジャー           | （なし）                                                      | （なし）                                                    |
| リュウテイオー 03,06,07,08,10 | リュウボイジャー            | ワシキュータマコクピット    | カメレオンキュータマコクピット | ヘビツカイキュータマコクピット ホウオウボイジャーのバーニア部 | オオカミキュータマコクピット ホウオウボイジャーのバーニア部 |
| リュウテイオー 03,08,10       | リュウボイジャー            | ワシボイジャー              | オオカミボイジャー             | （なし）                                                      | （なし）                                                    |

リュウテイキュウレンオー 組み合わせ表
| リュウテイキュウレンオー 組み合わせ表            | リュウテイキュウレンオー 組み合わせ表 | リュウテイキュウレンオー 組み合わせ表 | リュウテイキュウレンオー 組み合わせ表 | リュウテイキュウレンオー 組み合わせ表 | リュウテイキュウレンオー 組み合わせ表 | リュウテイキュウレンオー 組み合わせ表 | リュウテイキュウレンオー 組み合わせ表 | リュウテイキュウレンオー 組み合わせ表 |
| 名称                                             | 胴体                                  | 右腕                                  | 左腕                                  | 右足                                  | 左足                                  | 背中                                  | 右砲                                  | 左砲                                  |
| ------------------------------------------------ | ------------------------------------- | ------------------------------------- | ------------------------------------- | ------------------------------------- | ------------------------------------- | ------------------------------------- | ------------------------------------- | ------------------------------------- |
| リュウテイキュウレンオー 01,02,03,05,07,09,10,11 | シシボイジャー                        | クマボイジャー                        | サソリボイジャー                      | オウシボイジャー                      | オオカミボイジャー                    | リュウボイジャー                      | カジキボイジャー                      | カメレオンボイジャー                  |
| リュウテイキュウレンオー 01,02,04,05,07,09,10,11 | シシボイジャー                        | クマボイジャー                        | サソリボイジャー                      | オウシボイジャー                      | テンビンボイジャー                    | リュウボイジャー                      | カジキボイジャー                      | カメレオンボイジャー                  |

スーパーキュウレンオー 組み合わせ表
| スーパーキュウレンオー 組み合わせ表   | スーパーキュウレンオー 組み合わせ表 | スーパーキュウレンオー 組み合わせ表 | スーパーキュウレンオー 組み合わせ表 | スーパーキュウレンオー 組み合わせ表 | スーパーキュウレンオー 組み合わせ表 | スーパーキュウレンオー 組み合わせ表 |
| 名称                                  | 胴体                                | 右脚                                | 左脚                                | 右腕                                | 左腕                                | 頭部・右肩（キャノン砲）            |
| ------------------------------------- | ----------------------------------- | ----------------------------------- | ----------------------------------- | ----------------------------------- | ----------------------------------- | ----------------------------------- |
| スーパーキュウレンオー 03,05,07,09,77 | （スーパー）シシボイジャー          | オウシボイジャー                    | オオカミボイジャー                  | カジキボイジャー                    | カメレオンボイジャー                | コジシボイジャー                    |
| スーパーキュウレンオー 03,04,06,09,77 | （スーパー）シシボイジャー          | ヘビツカイボイジャー                | テンビンボイジャー                  | カジキボイジャー                    | オオカミボイジャー                  | コジシボイジャー                    |
| スーパーキュウレンオー 04,06,09,11,77 | （スーパー）シシボイジャー          | ヘビツカイボイジャー                | テンビンボイジャー                  | カジキボイジャー                    | クマボイジャー                      | コジシボイジャー                    |
| スーパーキュウレンオー 02,05,09,11,77 | （スーパー）シシボイジャー          | オウシボイジャー                    | サソリボイジャー                    | カジキボイジャー                    | クマボイジャー                      | コジシボイジャー                    |
| スーパーキュウレンオー 02,05,07,09,77 | （スーパー）シシボイジャー          | オウシボイジャー                    | サソリボイジャー                    | カジキボイジャー                    | カメレオンボイジャー                | コジシボイジャー                    |
| スーパーキュウレンオー 02,06,07,09,77 | （スーパー）シシボイジャー          | カメレオンボイジャー                | サソリボイジャー                    | カジキボイジャー                    | ヘビツカイボイジャー                | コジシボイジャー                    |
| スーパーキュウレンオー 02,07,09,11,77 | （スーパー）シシボイジャー          | カメレオンボイジャー                | サソリボイジャー                    | カジキボイジャー                    | クマボイジャー                      | コジシボイジャー                    |
| スーパーキュウレンオー 04,05,07,09,77 | （スーパー）シシボイジャー          | オウシボイジャー                    | テンビンボイジャー                  | カジキボイジャー                    | カメレオンボイジャー                | コジシボイジャー                    |

## 宇宙幕府ジャークマター
全宇宙の99%を支配している巨大組織で、88の星座系の人々を圧政で苦しめている。ドン・アルマゲを頂点とする独裁体制が敷かれており、構成員の階級は幕府の名の通り、幾重もの序列制になっている。命令を了承する際は「ギョイサー」と返す。
作中では333年前にて、ドン・アルマゲを始めとする主要な構成員が2度にわたって倒されているが、そうした経緯を経てなお現代でも健在ぶりを見せ付けるなど、その存在については未だ不可解な点も多く見られる。
- 「幕府」という設定は、『水戸黄門』のようなフォーマットにするアイデアがあったため[14][19]。役職名も時代劇を意識していたことの名残である[15]。キャラクターデザインにはUMAや宇宙に関するオカルトなどの要素が取り入れられている[出典 42]。紋章は銀河を両手で掴み、エネルギーを搾取している様を現している[139]。

### ショーグン
ドン・アルマゲ
ジャークマターの支配者。当初はフードを被った人型のみがホログラム、もしくはモニター越しに現れるのみであったが、後に333年前の時代において、フードを脱いだ姿をキュウレンジャーの前に初めて現す。分類は宇宙思念体。
その全貌はカローにも知らされていないものの、ホログラム越しの衝撃波でもエリードロンを吹き飛ばし、スコルピオを怪人の姿に変化させたりするなど、圧倒的な実力の片鱗を度々垣間見せていた。フードを脱いだ姿では巨大な鎌ダークサイズ、それに落雷や掌からの光線を武器とし、圧倒的な戦闘能力を発揮。さらに倒されたフクショーグンたちを巨大化再生させる能力も持つ。
辺境の一惑星でしかないにもかかわらず、チキュウに対しては特に破壊を急いでおり、大量のモライマーズを送り込むなど異例ともいえる強硬手段をとっている。またチキュウ出身で、自身を倒したとされるツルギとの間にも只ならぬ因縁があることを窺わせており、現在までの間に彼に関する情報を改竄・隠匿し、スコルピオにも彼の眠るアルゴ船の詮索を禁じていた。
正気に戻ったナーガ曰くドン・アルマゲの居場所は「ミナミジュウジ座…らへん」とのことだったが、後にバランスがケンビキョウキュータマを用いて再度ナーガの脳内に侵入し正確な位置を特定した結果、ミナミジュウジ座系の惑星サザンクロスにいることを突き止める。
その後、ホシ★ミナトの秘密を探るべく新人オーディションへ潜入したキュウレンジャーにホシ★ミナトに取り憑いていることを見抜かれ、対峙した際に自身に複数の個体が存在することを明かす。
その最終目的は本拠地である惑星サザンクロスでプラネジューム爆弾を起動させ、一度宇宙を消滅させることで一から宇宙を再構成させることだったが、キュウレンジャーたちによって計画が阻止されると、チキュウのプラネジュームをダークプラネジュームへと変換し、消し去ることを画策する。
憑依した宿主の特徴や能力に酷似したものとなる。現在はクエルボが融合して蘇った姿であり、ツルギに勝てないことを悟ると彼に代わって自らが救世主となるため、ドン・アルマゲと一体化し、真の姿であるドン・クエルボとなっていたが、ツルギによってクエルボが倒されたため、今度はそのツルギに憑依し、ホウオウキュータマの不死身の力を得ようとする。
そしてラッキー以外のキュウレンジャーをことごとく体内に取り込むが、キュータマを使ったラッキーの作戦により全員解放される。しかし、全宇宙の民をプラネジュームに変え自らの体内に取り込み、完全体であるドン・アルマゲ（最終形態）となってキュウレンジャーと対峙する。
その正体は宇宙中の苦しみと嘆き、悪運を持つ者たちから生まれた思念の集合体で分身を無数に生み出してホシ★ミナトやアスランなど他人の肉体に取り憑き操ることで、終わりのない絶望によって永遠の力を得ており、不死身の存在として君臨し続けていた。
ダメージを受けてもすぐに回復する不死身の体でキュウレンジャーを圧倒するが、88星座の力を得たキュータマジンのアルティメットオールスターブレイクに敗れると取り込んでいた全宇宙の民が放出されて弱体化。それでも瀕死の状態で宇宙空間に連れ出したラッキーに取り憑こうとするも彼の持つ幸運に阻まれて失敗し、シシ座流星群に乗って地上に戻ってきたラッキーと仲間たちのアルティメットオールスタークラッシュを受けて完全に消滅した。
- 企画当初は明確な正体は設定されておらず、ドン・アルマゲが倒されないまま終わるという展開も検討されていたが、鳳ツルギの設定を固める際にこれに絡めるかたちで、憑依する設定やクエルボがドン・アルマゲであったという展開が作られた。
- メインライターの毛利は、ドン・アルマゲについてラッキーと対をなすアンラッキーやネガティブを象徴する存在であるとしている。また、東映プロデューサーの望月は、本当の敵がどこに潜んでいるのかわからない現代的な悪の要素を持っていると評している。
- デザインはK-SuKeが担当した。デザインモチーフはパラカスの頭蓋骨で、オモチャっぽい光線銃や剥き出しの脳みそのようなディテールを入れ、レトロフューチャーな宇宙人もイメージしている。

ドン・アルマゲ（クエルボ）
Space.44から登場。ツルギの攻撃を受けたドン・アルマゲがクエルボに憑依して蘇った姿。分類は宇宙思念体。
武器はアルマ剣。
- デザインはK-SuKeが担当した。デザインモチーフは古代インドの宇宙観で、背中と頭部の6枚の羽などは堕天使もイメージしている。

ドン・アルマゲ（鳳ツルギ）
Space.46から登場。クエルボを失ったドン・アルマゲが、ツルギに憑依した姿。分類は宇宙思念体。
武器は巨大な鎌ホウオウダークサイズ。
- デザインはK-SuKeが担当した。スーツは最初の形態の色を替えてツルギのコートを着せたもので、K-SuKeはインパクト勝負で乗り切ったと述べている。

ドン・アルマゲ（新）
Space.47に登場。キュータマの力によってツルギを失った際のベース体。分類は宇宙思念体。
- デザインはK-SuKeが担当した。デザイン段階からドン・アルマゲ（クエルボ）からパーツを外すことが想定されていた。

ドン・アルマゲ（最終形態）
全宇宙の民をプラネジュームに変え自らの体内に取り込み、変化した姿。分類は宇宙思念体。
武器はアルマ剣。
- デザインはK-SuKeが担当した。ドン・アルマゲ（新）にドン・クエルボで使われていなかった古代インドの宇宙観の要素を盛り込んでおり、頭部はショーグンという設定から兜や面頬の要素を取り入れている。

### フクショーグン
Space.23から登場。ドン・アルマゲに次ぐ地位を持つ、3名の最高幹部。全員が右肩にクジラを象った金のアーマーを装備し、そこにキョダインロウをぶら下げている。ショウ司令官にさえその存在は知られておらず、唯一過去に交戦経験があるというツルギからは以前よりも強くなっていると評されているが、歴史改竄によって記憶が消えているため、当人たちからは覚えがないと一蹴されている。
333年前の時代では、一部現代とは姿の異なる当時のフクショーグンが登場し、キュウレンジャーへと襲い掛かるも、激戦の末に全員が打ち破られている。
Space.34で現在の姿がアントン博士の改造によるものであることが判明した。
3名ともキュウレンジャーに倒されたため、その残骸はジャークマターラボに回収されており、Space.36終盤ではククルーガが強化改造手術を完了し復活を遂げたが再度倒されている。
Space.42ではアントン博士によって3体の残骸を合体させサイボーグ化した、改造フクショーグン・アキャチューガとして復活させられている。
- フクショーグンの声優は過去のスーパー戦隊シリーズ出演者が担当している[142]。プロデューサーの望月卓は、シリーズ40作記念作品である前作『動物戦隊ジュウオウジャー』で敵幹部に戦隊OBを起用することを考えていたが、同作品では東映アニメーションから出向していた柴田宏明にキャスティングを委ねたため、本作品へこのアイデアを転用した[142]。
- デザインは、オカルトモチーフのほかにアンドロメダに関わる人の星座の要素も加わっており、右肩の意匠もアンドロメダを襲うクジラ（ケートス）をモチーフとしている[147][36]。

テッチュウ
Space.23から登場。フクショーグンの一人で、老兵のような宇宙の破戒僧。一人称は「拙僧」。分類は鋼鉄宇宙人。
サビナイン星人特有である鉄骨ピラーのボディはどんな攻撃も無効化し、左腕に着用した鎖が付いた宇宙鋼鉄製の義手テッキュウを武器とし、「喝ゥ！」と一声上げた後に大砲のように強力なエネルギー波を出す。
当初はツルギ殺害の命を受けて彼を襲うが、キュウレンジャーと戦ううちに12人全員を危険視し方針を転換。惑星トキでトケイキュータマを手に入れようとする彼らをまとめて始末しようとするも、12人全員の操縦によるキュータマジンのアルティメットメテオブレイクを受け敗れ去った。
- デザインは久正人が担当した。モチーフはケフェウス座と錆びない鉄柱。デザイン画は改造前の姿が先に描かれ、これを増補する形で現代版が描かれた。

アキャンバー
Space.25から登場。フクショーグンの一人で紅一点。分類はボーカル宇宙人。
感情を解放する魔法を持つ。また、戦力としてキョリュード星人特有のコワイロ声を超音波に変換し、ハウリング増幅して放つ拡声器のような武器再ブレイクマイクを用いて、人々の聴神経にダメージを与え、平衡感覚を混乱させる。笑い声は「アキャキャ」。
テッチュウの死後より本格的に行動を開始し、一人落ち込んでいるナーガに目を付け彼を唆すと共に、眠っていた感情を解放させダークナーガへと変貌させた。当人にとっては、ククルーガも「新しいおもちゃか」と指摘している通り、ナーガは「遊び」の道具である。
彼女の能力で感情を解放させられた人々について、当人は「正気に戻す方法は無い」と語っており、またこの事実を逆用して「強い痛みを与えれば（ナーガは）元に戻る」と虚言を弄し、バランスにダークナーガを攻撃させることで、逆により強い「怒り」を誘発させるといった手も使っている。後にこの「魔法」は、ミクロサイズのインダベーを脳内に侵入させ、感情をコントロールすることで負の感情を具現化し暴走させる、という仕組みであると判明している。
Space.35では惑星ピコークでホシ★ミナトのマネージャーとして暗躍していたが、キュウレンジャーによって正体を暴かれ、正義のヘビツカイメタルを含むキュウレンジャーたちに敗れた。
- デザインは久正人が担当した。モチーフはカシオペア座と恐竜土偶。随所にカシオペア座の配列を象った「M」の意匠が盛り込まれている。また、森高千里のミニスカもモデルになっており、マイクスタンド型の武器もそれに因んだものであったが、黄色と青の配色は、青っぽいククルーガと重複することからピンクと黒になり、実際の造形ではスカートの形状が異なっている。

ククルーガ
Space.25から登場。フクショーグンの一人である宇宙人男性。分類はサイボーグ宇宙人。
義眼である左目と、身体の左半分に配されている無数のパイプが特徴。「ククルーガ！」が口癖。武器はメドウサーベル。左腕のククルガンで敵の攻撃パワーを吸収し、そのままそのパワーを放出させ、攻撃を撃ち返す能力を持つ。333年前の戦闘では他の2人が倒される中最後まで生き延び、行動不能となったオリオン号を二度にわたって襲撃している。
現代では長らく活躍の機会が巡って来なかったが、ドン・アルマゲより全カローにキュウレンジャー抹殺指令が下ったのを機に、アキャンバーに代わって本格的に行動を始めるようになる。
Space.34では一度牛型汎用破壊兵器ゼロ号と共にキュウレンジャーに倒されるが、Space.36終盤でジャークマターラボにて強化改造手術され復活している。
Space.37では、過去に惑星カイエンを征服しラッキーの父親であるアスラン王を殺害しており、偽物のアスラン王を利用して惑星カイエンを支配していたことが判明するが、キュウレンジャーによって再び倒された。
- デザインはK-SuKeが担当した。モチーフはペルセウス座とケツァルコアトル像。半身が機械となったデザインは、ペルセウスが退治したメドゥーサが制御できずに半ば取り込まれ石化した姿をイメージしている。

アキャチューガ
アントン博士が3体のフクショーグンの残骸を合体させ復活させた巨大サイボーグ体。分類は改造フクショーグン。
3人の専用武器のほかに、胸部に装備されたバキュームトライアングルで敵の攻撃エネルギーを飲み込み、破壊エネルギーへと変換したトライアングルバーストを放つ。
- デザインはK-SuKeが担当した。モチーフはバミューダトライアングルで、3体の化けクジラの肩当てが合わさって三角形を象っている。肩は二つに割れた沈没船、脛は墜落した飛行機を模している。

### カロー
ジャークマターのエリート階級の幹部。各星座系を統轄する88人の実力者たちが名を連ねる。
Space.32でドン・アルマゲからキュウレンジャーの抹殺命令が下り、一部のカローがフクショーグンへの昇格を目指して動き出している。

エリードロン
Space.1から登場。イテ座系を統轄しているカロー。ジャークマターの圧倒的な恐怖と強さを信念とする、宇宙の狩人。一人称は「俺」。分類は合金宇宙人。
オジカゾ星人特有の甲冑と一体化したような金属ボディに、大気中の微量な電気を帯電させて増幅させる能力を持つ。長槍弓エレクトロングボウという武器を使用しており、その武器から光弾や高電圧のサンダーアローを放つ。
惑星ジガマでは襲いかかるインダベーたちを撃破したガルたちの前に現れ、彼らを一蹴する実力を見せた。
惑星チキュウでは人質の佐久間兄弟を殺そうとしたところをスティンガーに阻止され、9人揃ったキュウレンジャーと交戦。ビッグモライマーズに搭乗して反撃するも、キュウレンオースーパーメテオブレイクで撃破され、ジャークマターの繁栄とドン・アルマゲの栄光を願って叫びながら、ビッグモライマーズと共に爆散した。
- デザインはK-SuKeが担当。デザインモチーフはいて座から連想した弓矢と狩猟を嗜む中世貴族で、さらにオカルトモチーフとしてエレクトロン合金の牡鹿像のギザギザ模様と二重丸をデザインに落とし込んでいる。本来、星座モチーフはキュウレンジャー側に用いるため怪人側への使用は禁じられていたが、K-SuKeはいて座モチーフを入れなければ間が持たなかったと述べている。

スコルピオ
Space.5から登場。スティンガーの兄で、彼と同じ惑星ニードル出身。
かつては弟思いの優しい人物であったが、突如としてジャークマターに加担、スティンガー以外の同胞と故郷を滅ぼした。それ以来スティンガーは彼の行方を追っていたが、エリードロンから現在の所在はドン・アルマゲしか知らないと聞かされる。また、スティンガーからは悪の道に進んだ原因として、自らを守るために力を得ていくうちに溺れた可能性があると解釈されている。
ジャークマターに対する裏切り者や反逆者を暗殺する使命を持ち、「ジャークマター最強の殺し屋」とも呼ばれている。チャンプの生みの親であったアントン博士を殺害した真犯人でもある。
始末屋としての功績からサソリ座系カローに昇格し、イカーゲンが倒される直前、ドン・アルマゲの命で惑星チキュウに派遣される。
Space.15でスティンガーと再会し、チャンプとも対面。仲間を裏切った理由として「ジャークマターを内部から壊滅させるために潜入するもそれが失敗に終わり、故郷の壊滅を命令されて止む無く実行した。アントン博士をはじめとする罪無き人々の命を奪ったことにも罪悪感を感じており、ドン・アルマゲを倒した後に全ての罪を償う」と語るも、チャンプからは信用されなかった。チャンプの予想どおりこれらの態度は全て演技であり、弟の愛情を嘲笑ったり、目的のためなら仲間の命すら利用する冷酷非情な性格に成り果てていた。そしてスティンガーから、アルゴ船を復活させるための情報を聞きだすと、彼を襲撃して本性を現す。さらにジャークマターに加入した本当の目的は、「ドン・アルマゲを倒して組織を乗っ取り、彼に代わる新たなショーグンとなって全宇宙の支配者となること」であった。事実を聞かされて絶望したスティンガーにとどめを刺そうとするが、チャンプが彼を庇って大破すると、チャンプに免じてその場から撤退した。
その後はドン・アルマゲを倒すためにアルゴ船の力を利用することを狙い、リュウコツキュータマの奪手に成功、さらにスティンガーからホキュータマを奪う。
残りのトモキュータマを奪うため、スティンガー・ラッキー・小太郎の3人を圧倒するも、チャンプの参戦により形勢が逆転しキューアックスを使用したサソリオレンジに敗れる。その後はスティンガーから秘術アンタレスの毒を吸い出して人間態に戻り、リュウコツキュータマ・ホキュータマを彼に託した。最期はドン・アルマゲの攻撃を受け止めている隙にキュウレンジャーたちを逃がし、「最後にお前（スティンガー）を護れてよかった」と呟きながら消滅した。
- 当初はキュウレンジャー全体と対立する巨悪として描かれていく予定であったが、スティンガーの人気が高まったため兄弟対決の要素に絞られることとなった。プロデューサーの望月は、これについて反省点として挙げているものの、視聴者からの評判は良かったため、結果としては良好であったと述べている。
- 人間態では、演じる久保田悠来の提案により怪人態の目の色に合わせたカラーコンタクトを着用している。

スコルピオ（怪人態）
Space.12から登場。ドン・アルマゲの手で「青い炎の剣」を胸に刺されたことにより、強化された姿。分類は毒針宇宙人。
左目以外を仮面で覆っているが、最終決戦時には自ら仮面を破壊し素顔を晒した。仮面を外すと瞳の無いオレンジ色の右目があり、顔の左半分は干からびたような見た目になっている。武器は形状の異なる両刃を持つ長槍ジャークジャベリン。
尻尾の毒は相手の殺害はもちろん、生きたままゾンビにして操ることが可能で、操られた者の攻撃を受けた者にも伝染する。また右脚に尻尾を巻き付けて強化し、蹴りと共に毒を打ち込むというキック技も持つ。
- デザインは久正人が担当。久は「キュウレンジャーになれたかもしれない」という想定でバイザーをキュウレンジャーの色違いにして小さな星柄を入れてそれが割れることでサソリのようなシルエットにしている。サソリの尻尾は、そのまま付けたり、弁髪のようにするのではなく、片脚を丸ごと尻尾にすることとなったが、尻尾を人間態のときと同様にするために、必殺技時にのみ足に巻き付けることとなった。脚はキュウレンジャーのようにシンプルなタイツのようなものにしたが、監督の杉原の要望でディテールを入れることとなった。またスティンガーと被らないようウミサソリをモチーフとしており、陣羽織の前部を合わせることでウミサソリがいるような感じでまとめている。オカルトモチーフはミステリー・サークルで、陣羽織のダンダラ模様に取り入れられている。素顔はかなりグロテスクにして後戻りが出来ないようにしている。

メカマーダッコ
#刺客の項を参照。

### 刺客
ドン・アルマゲの勅命で敵対勢力の排除に当たる役職。組織内での階級はダイカーンとカローの間に位置する。作中に登場したのは以下の2名のみだが、地球に派遣される以前よりドン・アルマゲの命令でコンビで千を超える惑星を破壊し、リベリオンを壊滅寸前まで追い込むほどの実績を上げている。
- デザインは宇宙人からの連想でイカとタコの二人組となった[152][36]。オカルトモチーフはクリスタルスカル[73][36]。

イカーゲン
Space.6から登場。エリードロンに代わり、マーダッコと共にキュウレンジャー抹殺のため派遣された刺客。分類は軟体宇宙人。
イカのような外見をしており見た目は厳ついが、飄々として少々とぼけた物腰の軽い性格。しかし、サソリオレンジの攻撃を後ろ手に組んだ状態で避けるなどかなりの実力の持ち主で、彼らの実力を知るショウ・ロンポーが、出現を知るや否やキュウレンジャーに退却を促すほどである。一人称は「俺」または「私」で言葉の中や語尾に「イカ」と付けてしゃべるのが口癖。持ち手を変えることによりライフルと剣の二通りに使い分けられる、ゲソードライフルを武器として使用している。
相手の運命をすべて見通し、その結果「イカなる攻撃も見切れる」と豪語している。実際は全身の至るところにある無数の視覚器官（目）で文字通り攻撃を見切り避けていた。他にも特殊なイカスミを撒き散らして黒雲を発生させ、機械に異常を起こさせるゲリラ酸性雨を降らせることも可能。
予知能力の実態を見破りラッキーを除く10人で出撃したキュウレンジャーと交戦して圧倒していたが、フタゴキュータマの連続使用で無数に分身したラッキーのビーム攻撃に眼のほとんどを破壊されたことで攻撃を見切れなくなり倒される。キョダインロウで巨大化して挑み酸性雨を降らせキュウレンオーとリュウテイオーをひるませるも、酸性雨を降らせる暗雲をテンビン・ヘビツカイ・ワシの3体のキュウボイジャーによってかき消された上にリュウテイキュウレンオーのオールスタースクランブルブレイクを受け「これが私の運命か…」と嘆きながら爆発四散し最期を遂げる。
- デザインは久正人が担当。頭部やコートはガンマン、足周りは剣豪をイメージしている。コートは銃撃でボロボロになったような処理となっている。

マーダッコ
Space.6から登場。キュウレンジャーを抹殺しにやってきた刺客の一人。当初はイカーゲンとのコンビで活躍し、また彼の死後はスコルピオやテッチュウの下についていた時期もあり、物語の推移に伴ってその立場もしばしば変遷している。分類は軟体宇宙人。
ジャークマターの紋章が描かれたベレー帽を被り、ポニーテールのような一際長い触手が特徴のタコのような外見をしている。相手を「タコ」と呼ぶ。一人称は3つ目の人格までは「私」だったが、4つ目の人格では「俺」に変わった。蛸壺のような外見をした銃・ショックシューターと串に刺さったたこ焼きのような形状のモーニングスター・タコヤキラー、タコメーター付テンタクレイモア（3度目の復活以降）などが武器で、戦闘能力やスピードも高い。
クリタコスカル星人の特性として肉体の一部に強い回復力を有しており、腕程度なら切り落とされても容易に回復が可能な上、切り落とされた腕も触手に変化させて相手を絡めとることができる。またその特性の中でも特異体質である完全再生能力を有しており、倒されたとしても体の一部分さえ残っていればその破片から何度でも再生できるが、そのたびに性格がリセットされ別人格のようになる。
作中では再生する度に、性格や口調も以下の通りに変化している。
- 登場時および機械化後の好戦的かつ血の気の多い短気な性格（ - Space.9、Space.38 - ）
- 忠実な性格、丁寧な口調・物腰（Space.11 - 16）
- 妖艶な性格・口調（Space.16 - 18）
- 男性的かつ大時代的な性格・口調（Space.19 - 21）
- 「ござる」口調のオタク的な性格（Space.25）

もっとも相手を「タコ」呼ばわりすることだけはどの性格においても変わらず、また再生能力があるとはいえ何度も死ぬのは嫌いであるとも口にしている。
- デザインはK-SuKeが担当。久がラプターを手がけることから、初期に登場が決定していたマーダッコをK-SuKeが担当することとなった。共通モチーフのクリスタルスカルは、透明ドクロ型のエプロンアーマーを装着させている。首から下はタコの触手を人のシルエットにまとめていると想定しており、下着状の部位は触手を束ねるための装具としており、胸部も触手がスカルの眼窩に集まって乳房のようになっている。ベレー帽にタコの頭部を見立てて腕利きの傭兵のイメージでまとめ、ブーツは蛸壺を象っている。
- 当初の予定では1クール終了時にイカーゲンではなくマーダッコが倒される予定であったが、プロデューサーの望月はタコの性質から再生能力の設定を考え、また女性キャラクターを11人がかりで倒すことに抵抗を感じたことから、マーダッコが継続して登場することとなった。終盤でも脚本初稿では毎回のように登場していたが、尺の都合により出番がカットされ、退場が先延ばしになっていった。そのため、赤ちゃん言葉のマーダッコなど未登場に終わった人格も多い。

メカマーダッコ
アントン博士に強化改造された姿。ペルセウス座系のカローへ昇格する。分類はサイボーグ宇宙人。
再生能力を捨てており、性格も初登場時のものに戻っている。武器は左腕に装着するタコマンドバルカンやタコ足配線バラバラムチ、胸部から放つオクトパストショット。
Space.43ではブラックホール発生装置を止めようとドン・アルマゲと共にキュウレンジャーと交戦するが倒され、巨大化するも最期はオリオンビックバンキャノンを受け爆死する。
- デザインはK-SuKeが担当。やらしいという評判がマーダッコにあったため、金のスリングショット水着にしている。逃げも隠れもしないという覚悟を表現するために、迷彩柄のマントを外している。

ドン・マーダッコ
シアターGロッソ第5弾公演に登場。マーダッコにドン・アルマゲが取り憑いて復活した姿。
- デザインはK-SuKeが担当。

### 開発部門
アントン博士
Space.3から登場。出身地不明の、人間型宇宙人の科学者。
ジャークマターから宇宙を解放するためにチャンプを開発し、彼に人間や正義の心を説いた。
ジャークマターから反逆者として目をつけられていた博士は、チャンプのロボレス大会9回目の王座防衛戦の日、ドン・アルマゲの命を受けたスコルピオに毒を注入され、チャンプの目前で息絶えた。当時スコルピオを追っていたスティンガーは彼の解毒を試みるも間に合わず、呆然と立ち尽くしているところをチャンプに目撃されて以来、博士の仇と誤認されていた。
スコルピオは、ジャークマターから離反したため裏切り者として暗殺対象とされたと語っており、後に過去に留まったチャンプも彼がジャークマターの科学者だったことが事実であることを知る。
333年以上前から幾度もサイボーグ手術を施すことでスコルピオに殺されるまで永きに渡って脳を維持しており、フクショーグンを改造したり、インダベーやモライマーズなどのジャークマターの破壊兵器を製造するなど、ジャークマターに忠義を尽くしていた。
Space.39で、かつては善（正義）の人格と悪の人格を持つ二重人格者だったが、現在のアントン博士は悪の意識が自身を分離させ、脳と生命維持装置を融合させたアントンブレイン（人間の姿はホログラム）であり、スコルピオに抹殺されたのは善（正義）の人格を残したアントン博士だったことが判明する。
Space.45では、小太郎に馬鹿にされたことで怒り牛型汎用破壊兵器ゼロ号と合体してアントンゼロとなるも、キュウレンジャーに倒される。その後巨大化しアントンゼロから分離し逃亡を図るもキュウレンオー（01,02,04,05,06）に捕まり、オリオンバトラーの棍棒で打ち返され分離していたゼロ号とともに爆発四散した。
- 頭上につけたメカは、演じるうじきつよしが子供ばんど時代に着用していたヘルメットアンプを想起させるものである。

アントンゼロ
Space.45に登場。小太郎に馬鹿にされたことで怒ったアントンブレインが牛型汎用破壊兵器ゼロ号と合体した、アントン博士の戦闘形態。分類はサイボーグ博士。
ゼロ号の全武装に加え、口から発射するインダベート・レイによってチキュウ人を強制的にインダベーへと変貌させる。ゼロ号同様、自らの金属配列を暴走させることによって巨大化する。
- デザインは久正人が担当した。モチーフはテスラコイル。

### 戦闘要員
ダイカーン
カロー直属の配下として各惑星を統治する宇宙人たち。各惑星一つに一人配備され、星の根幹エネルギープラネジュームを採取しカローに献上することを絶対命令として受けており、これを達成するために様々な方策で惑星の住人たちを酷使する。
倒されると特殊な印籠キョダインロウで復活・巨大化する。一方でモライマーズロボを操縦して巨大戦を挑んだり、共闘したりする者もいる。

ツヨインダベー
強靱な肉体と攻撃力のみを追求して品種改良された強化戦闘員。分類は戦闘疑似生命体。
武器はミサイルや火炎を放ち棍棒としても使える大砲バズーコン。
キョダインロウと同じデータをDNAに直接プリントされたツヨインダベーのみ約50メートルのサイズになる能力を持っている。インダベーと違い、喋れる個体も存在する。
ツヨインダベーの中にはダイカーンの座にのし上がり、さらなる強化改造や専用装備を与えられたエリートたちMツヨインダベーが複数存在する。
- デザインはK-SuKeが担当。デザインモチーフはフラットウッズ・モンスターで、巨大さを表現するために金剛力士像のようなマッチョ感を加え、フクロウとの見間違いであるという説から胸部や顔のディテールにフクロウの要素も取り入れている。

インダベー
最下級序列に属する戦闘員。分類は戦闘疑似生命体。
特殊な戦闘訓練を受けた悪の宇宙人兵士で、正体はジャークマターラボのアントン博士によって生み出されたインダという戦闘疑似生命体。そのためジャークマターに対して絶対服従しており反乱はあり得ない。武器は銃剣兼用のギョイサーベル。普段は「ダベ」「ギョイ」としか喋れないが、これは言語を制御する特殊マスクによるもので、外せば言葉を話すことも可能。黒い軍服にそれぞれ白、緑、水色のアクセントがあり、背中にはジャークマターの紋章が描かれている。Space.27では赤い軍服を纏ったリーダー格のインダベー（インダ）が登場し、その他のインダベーと共にジャーク戦隊ゴインダベーを結成した。
インダの話では、功績を挙げればツヨインダベーやダイカーン、カローに改造され、のし上がれるという。
- デザインはK-SuKeが担当。企画者104の松井大は、戦闘員は制約が多いため経験者のK-SuKeに割り振ったとしている。衣裳はバンダイアパレルが担当した。デザインモチーフはリトルグレイで、上下に顔を分割し、赤い帯状の目を本来であれば目ではない部分に入れている。インダは剥いた後の茹で落花生がモチーフで、成長したらツヨインダベーになるという想定で半目になっている。
- マスクを外すと喋ることができるという設定は、Space.27の総集編のために追加された。

デスワーム
Space.11に登場。宇宙の砂漠惑星に広く生息する危険な地底生物。分類は宇宙昆虫。
非常に凶暴な性格でたった一匹で大都市の生き物を食べ尽くし、ゴーストタウンにしてしまう宇宙昆虫に分類される大ミミズ。デスワーム特有のシールドマシンのような口ホールマウスで土中を掘り進みながら、突加地上の獲物に襲いかかり捕食する。土中の高速移動に適したミミズ状のワーム形態に姿を変える能力を持ち、体の大きさも自在に伸縮が可能である。弱点は水。ジャークマターはこれを飼い慣らして戦力として利用している。
- デザインは渋谷亮介が担当。モチーフはモンゴリアン・デス・ワーム。渋谷はダイカーンとしてデザインしたが、久やK-SuKeによるデザインは見ていなかったため作品の方向性とは異なるものになったが、デザインを活かす形で設定された。デザイン画では知性のあるゲスト怪人を意識していたため、右手は普通の手になっていた。

メタルデスワーム
Space.23に登場。テッチュウの配下である、全身が鋼鉄状の皮膚で覆われたデスワームの亜種。分類は宇宙昆虫。
デスワームに金属類を与え続けることでメタルシル歯と呼ばれる鉄をも噛み砕く歯が生え、誕生する鋼鉄ミミズ。鋼鉄状の皮膚で防御力が上がる上、柔らかい関節を持つため素早い動きを持つため、倒すことは困難である。デスワーム同様、体の大きさも自在に伸縮が可能である。
- デザインは渋谷亮介が担当した。銀色の配色は現場側からの指定による。だが、それだけでは味気ないと思い、アクセントに金属焼けを入れている。

ボスワーム
Space.44に登場。アントン博士によって999匹のデスワームが配合され、品種改良されたデスワームの人工最強種。分類は改造宇宙昆虫。
体表が警告色となっており、猛毒ドクドクCによって自身をドーピングし続けることで、戦闘力を上げる。デスワーム同様、体の大きさも自在に伸縮が可能である。
- デザインは渋谷亮介が担当した。当初はデスワームの女王と想定されていた。ボスであることから危険そうで強そうにしようとサイケデリックな色となった。

牛型汎用破壊兵器ゼロ号
Space.34に登場。アントン博士によって設計・開発されたチャンプのプロトタイプ。分類はロボット兵士。
頑丈な牛型外骨格や強力な銃火器によって武装され、ロボレスをベースとした格闘術で敵を翻弄する。キョダインロウではなく、自らの金属配列を暴走させることによって巨大化する。最初に登場した個体は当初、チャンプそっくりの姿に偽装して登場したが、正体を見破られるとすぐに元の姿に戻った。
- デザインは久正人が担当した。チャンプに偽装しているという設定は映画『ゴジラ対メカゴジラ』のメカゴジラをイメージしており、チャンプの中から現れることから牛の骨をモチーフとしている。顔はインダベーのように赤いラインが一周したような目にしている。当初はチャンプの量産型というコンセプトであった。

### ジャークマターの戦力
モライマーズ
アントン博士が開発したダイカーンに一隻ずつ与えられる攻撃宇宙戦艦。
遺跡形態は惑星の地表にドリルが突き刺さることでプラネジュームをボーリング採取するための装置や侵略拠点として使われ、人型のモライマーズロボにも変形できる。
- デザインは久正人が担当。デザインモチーフはモアイ。デザインでは実際に変形できるよう構成されていたが、ミニプラでは変形機構を再現していない。Space.2で使用されたロケ地の工場をモライマーズとしてそのまま撮影することから、隙間から見える中の赤い部分を工場のようなディテールにし、プラネジュームを地面から吸い上げて採取するという設定から、ドリルを下に付けて地面に刺さるようにしている。

モライマーズロボ
モライマーズが変形した巨大ロボ形態。主にインダベーやツヨインダベーが操縦する。
武器はドリルランス。
- デザインは久正人が担当。首を長くして肩アーマーを付けず、足を大きくしているが、造形でさらに足が大きくなった。

ビッグモライマーズ
カロー専用の旗艦で、ジャークマター超巨大戦闘宇宙戦艦。
- デザインは久正人が担当。緑色のものはエリードロン用という想定で他のカラーバリエーションも用意されていたが未使用となった。正面から見ると葵の御紋のようにも見えるが、久は意図しておらず人から言われて気づいたという。

スーパービッグモライマーズ
複数のモライマーズが合体した超巨大宇宙戦艦。
超弩級ビッグモライマーズ
チキュウをプラネジューム爆弾へと変換しようとした。

モアイダー
モライマーズに格納された単座式の小型戦闘機で、大気圏内や宇宙空間を飛行する。3機編隊で、ビームを機体下部から発射する。
- デザインは久正人が担当。デザインモチーフはモライマーズと同じくモアイで、機体下部はインダベーの武器と同型になっている。

キョダインロウ
ダイカーン以上の階級の者にジャークマターの権威の証として与えられている印籠型のアイテム。表面にジャークマターのマークが刻まれている。
一種の安全装置でもあり、携行者が一定のダメージを負うと備わった任務続行不可能アラートを生態感知し、自動的に砕けることで蓄えられたエネルギーが解放されて携行者の肉体を強制的にバイオ蘇生して巨大化させる。その際、「ヒカエオロー」と掛け声がある。ただし、もともとの大きさがミクロサイズのミクロツヨインダベーは、巨大化しても等身大である。
遠隔コントロールによる通信機能で、モライマーズをロボ形態に変形させることも可能。
- デザインはK-SuKeが担当した。

## 設定・用語
反乱軍リベリオン
ジャークマターに抵抗する反宇宙幕府組織組織で、キュウレンジャーが所属している。なお、「反乱軍リベリオン」の呼び名はジャークマター側の物であり、正式名称は解放組織リベリオン。

プラネジューム
惑星を構成しているエネルギー。ジャークマターがモライマーズを使って多くの惑星から吸収している。
プラネジュームを全て失った惑星は爆発して文字通り宇宙の塵となってしまう。爆発を防ぐにはモライマーズを破壊、もしくは停止させる必要がある。
吸収されたプラネジュームは惑星サザンクロスのコアに高濃度に圧縮され、巨大なプラネジューム爆弾を形成していた。
ダークプラネジューム
アントン博士によって成分を変質されたプラネジューム。星を自爆させることが可能でプラネジュームの量で爆発の規模も大きくなる。

ポンギ
ジャークマターの支配下に置かれている星座系で流通している通貨の単位。
キュウレンジャーに5千万ポンギ、ラッキーたちと出会う前の怪盗BN団に5百万ポンギの懸賞金が賭けられていた。

アルゴ船
ジャークマターに対抗する鍵と言われていた帆船。実際は300年以上前にツルギと88星座の戦士がジャークマターとの決戦に挑む際に移動手段として使われていた。
トモキュータマ・ホキュータマ・リュウコツキュータマが融合して誕生したアルゴキュータマの力で召喚される。
内部にコールドスリープカプセルが設置され、外部にも大砲を装備している。宇宙へ航行することも可能。
地球に封印されていたが、Space.21でラッキーが使ったアルゴキュータマの力で水上に出現。Space.22では復活したツルギがオリオン号へ向かう際に使用し、ホウオウブレードの力でホウオウボイジャー・ホウオウステーション・ホウオウベースに変化した。

アンタレス
サソリ座の戦士に伝わる禁断の秘術。自身に猛毒を注入して戦闘能力を底上げできるが、代わりに自分の命を代償にする。

キュウレンジャーライセンス
リベリオンが発行するキュウレンジャーの証。当初はスティンガー・チャンプ・ハミィ・スパーダの4人のみが所持していたが、Space.24で残りの8人分のキュウレンジャーライセンスが配布された。表面には顔写真の横に名前がアルファベットで、また星座名がローマ字で印刷されている。

### 惑星
クロトス
平面の大地を模したイテ座系惑星。ラッキーがハミィたちと初めて出会った場所。

ジャグジャグ
緑豊かなイテ座系惑星。主に難民が生活している。ラッキーたちがガルと初めて出会った場所。

ジガマ
工業施設が多く点在するイテ座系惑星。統治者はガメッツイ。ラッキーたちがバランスとナーガに初めて出会った場所。

ナーガの出身惑星
ヘビツカイ座系にある惑星。元々は激しい感情を持っていたが、争いを避けるために感情や個性を捨てた種族が住む。彼らは男女ともに同じ顔をしており、銀色の服を着用している。

ニードル
サソリ座系の荒涼とした原野が広がる惑星。統治者はモーレツヨインダベー。プラネジュームが枯渇しかかって爆発する寸前だったが、キュウレンジャーがモライマーズ（ロボ）を破壊したことで消滅を免れた。
スティンガーとスコルピオの生まれ故郷にしてラッキーたちがスティンガーに初めて出会った場所。

チキュウ（地球）
他の惑星とは違ってプラネジュームが豊富に存在するため、モライマーズが複数設置されており、地区ごとに統治者となるダイカーンがいる。チャンプ曰く、「ド田舎」。
Space.18では並行宇宙に存在する地球が登場。その宇宙にはジャークマターやキュータマが存在せずギャバンやデカレンジャーにより治安が守られており、ラッキーたちのいたチキュウに比べると遥かに平和な惑星として描写されている。

ジーシャック
ラシンバン座系の惑星。磁石のような青と赤の地表、磁力線が特徴。チャンプ・バランス・ナーガの3人はこの惑星の地下坑道でラシンバンキュータマを発見した。

ルース
コジシ座系の惑星。故郷の星から脱出した幼いラッキーが辿り着き育った場所。

ババンギ
名称のみ登場。ショウはここでペガサスアーマーを纏い、ペガさんと共に巨大怪獣を撃破したと語っている。

ベラ
ホ座系の海洋惑星。海が美しい惑星だったが、統治者のゴネーシたちによって汚された。村の祭壇にホキュータマが祀られていた。

キール
リュウコツ座系の惑星。統治者はオメーガ。森の精霊・エリスによってリュウコツキュータマが護られていた。

トキ
トケイ座系の惑星。時空が不安定。ツルギはこの星でトケイキュータマを手に入れるよう、スパーダとラプターに頼んでいる。
トケイキュータマを手に入れるためには、30分以内に惑星にある時計の文字盤にあたる位置に配置された12個のゼンマイを全て巻かなければならない。しかしテッチュウによって時間が歪み、ナーガを除くキュウレンジャーたちの前に彼らの記憶の一部を元に実体化した思い入れの強い人物が妨害するように現れたが、無事に全員がゼンマイを巻き終えトケイキュータマを手に入れた。

ピコーク
クジャク座系の惑星。新人オーディション番組『宇宙一アーティストオーディション！ネクスト ホシ★ミナトは君だ！』が行われていた。

ザキーセ
レチクル座系の惑星。ハミィがメジャーデビューする前のホシ★ミナトと出会った場所。

カイエン
シシ座系の本星である惑星。ラッキーの生まれ故郷。アスラン王がジャークマターの手下となり支配しているとされていたが、実際にはククルーガが征服して、彼が用意した偽物のアスラン王が支配していた。キュウレンジャーによってククルーガが倒されるとラッキーが新たな王となった。

アチョルク
ケフェウス座系の惑星。九林寺九房がある。統治者はデスゴン。

ゲム
ペルセウス座系の惑星。統治者はメカマーダッコ。

SBC（）
カシオペア座系の惑星。統治者はグローブン。

サザンクロス
ミナミジュウジ座系の惑星。統治者はサザンキング。ミナミジュウジ座系には強力なバリアが張られており、前述の4つのキュータマのキューエナジーでなければ破れない。惑星の中心部にあるヘルズゲートを開けることでジャークマターの本拠地へと侵入できる。惑星内部のコアには宇宙を無に帰すための高濃度に圧縮された大量のプラネジュームをエネルギー源とする巨大プラネジューム爆弾が存在していたが、爆発時にブラックホールキュータマが発生させたブラックホールに爆発エネルギーが吸い込まれ宇宙に影響を与えずに消滅した。

ベローナ
カラス座系の惑星。ジャークマター監獄が存在し、過去にツルギが収監された際にクエルボと出会い、彼ともに収監されていた民間人を解放した。ダークプラネジュームにより消滅した。

## キャスト

### レギュラー・準レギュラー
スコルピオ役の久保田悠来は、望月卓がプロデューサーを務めていた『仮面ライダー鎧武/ガイム』に出演していた縁で起用され、『鎧武』当時から望月の担当作品への出演を約束していた。
- ラッキー / シシレッド - 岐洲匠[44]
- スティンガー / サソリオレンジ - 岸洋佑[44]（2 - 13・15 - 48）
- ナーガ・レイ / ヘビツカイシルバー - 山崎大輝[44][注釈 102]（1 - 26・28・30 - 48）
- ハミィ / カメレオングリーン - 大久保桜子[44]
- スパーダ / カジキイエロー - 榊原徹士[44]
- 佐久間小太郎 / コグマスカイブルー - 田口翔大（5・8 - 13・17・19 - 48）[168]
- 鳳ツルギ[注釈 103] / ホウオウソルジャー - 南圭介（21 - 48）[170]
- 佐久間次郎 - 大藤瑛史（5・10・45・47・48）
- スコルピオ - 久保田悠来（5・12・13・15 - 17・19 - 21）[注釈 104]
- アスラン - 山崎銀之丞（36・37・41 - 43）[注釈 105]
- アントン博士 - うじきつよし（3・38・39・42・44・45）[注釈 106]
- ホシ★ミナト[注釈 107] - 松本寛也（友情出演 / 1・2・14・35・36・44・47・48）

### 声の出演
ラプターの声を演じるM・A・Oは、市道真央名義で2011年に放送された『海賊戦隊ゴーカイジャー』でルカ・ミルフィ/ゴーカイイエロー役を演じており、スーパー戦隊シリーズで初めて2度初期の女性メンバーを演じた。
- ガル / オオカミブルー - 中井和哉[172]
- バランス / テンビンゴールド - 小野友樹[172]
- チャンプ / オウシブラック - 大塚明夫[172]（1 - 13・15・16・21 - 30・34 - 48）
- ラプター283 / ワシピンク - M・A・O[172]
- ショウ・ロンポー[172] / リュウコマンダー[173] - 神谷浩史[注釈 108] （3 - 48）
- ドン・アルマゲ - 谷昌樹[174]（1・4・8・12・13・15・19・21 - 25・28 - 32・35・38・41 - 48）
- エリードロン - 黒田崇矢[174]（1 - 5）
- イカーゲン - 塩屋翼[156]（6 - 12）
- マーダッコ / メカマーダッコ - 喜多村英梨[156]（6 - 12・15 - 21・25・38 - 43）
- ククルーガ / アキャチューガ - 内田直哉[175]（25 - 37・42）
- アキャンバー / アキャチューガ - 小宮有紗[175]（25 - 35・42）
- テッチュウ / アキャチューガ - 土田大[175]（23 - 25・29・42）
- クエルボ - 浪川大輔（24・25・28・38・41・44 - 46）
- ナレーション、セイザブラスター音声、ラジオの声（11・12）、ダークセイザブラスター音声 - 木村昴[176]

### ゲスト
- 異星人[注釈 109] - 河口哲弘、名倉世仁、鈴木絢子（1）
- 店の客[注釈 110] - 久正人[177]（1）
- アナウンサーの声 - 的場加恵（2）
- 父親 - 東正実（4・5）
- 母親 - 平良綾野（4・5）
- 子供 - 若林輝（4）
- 幼いスティンガー - 五十嵐陽向（5・20）
- ペガさんの声 - てらそままさき[156]（6・44）
- 宝生永夢 / 仮面ライダーエグゼイド - 飯島寛騎（7）
- 母親 - 小井塚希美子（7）
- 子供 - 石塚獅桜、嶺岸煌桜（7）
- ビッグベアの声 - 梁田清之（9・10・25）
- 幼いラッキー - 田中レイ（11・12・36）
- 住人 - 田中あい、神谷未来紘（13）
- マアサ - 篠川桃音（15）
- 村長 - 佐渡稔（15）
- 幼いハミィ - 根本真陽（15）
- 村人 - 榎亮太朗（15）
- 先生忍者[注釈 110] - 清家利一[178]（15）
- 作業員 - 加倉幸の助、北川俊忠（17）
- 十文字撃 / ギャバンtypeG - 石垣佑磨（18）
- 特捜戦隊デカレンジャー（18）
  - 赤座伴番 / デカレッド - さいねい龍二
  - 江成仙一 - 伊藤陽佑
  - 胡堂小梅、デカイエローの声[179][注釈 110] - 菊地美香
  - ドギー・クルーガーの声 - 稲田徹
  - デカブルーの声[179][注釈 110]、デカブレイクの声[179][注釈 110] - 神谷浩史、稲田徹
- 遊園地の客[注釈 110] - 神谷浩史、稲田徹[180][56]（18）
- エリス - 彩川ひなの（19・23・33）
- 長老 - 牧口元美（19）
- 住人 - 三木将太、箆津弘順（20）
- 佐久間暁美 - 秦瑞穂（25）
- エキドナの声 - 恒松あゆみ（28・31）
- オライオン - 宍戸開（28 - 30・33）
- 女性マネージャー - 堀有里（35）
- 司会 - 渡部和郎（35）
- 爺や - 中原和宏（36・37）
- 謎の声 - 田代哲哉（36）
- 民衆A - 中川逸星（37）
- 民衆B - 鹿出しゅんのすけ（37）
- 大僧正 - 蜂須賀祐一（38）
- 村人 - 中田敦夫（39）
- リポーター - 小林麻耶[181]（48）

### スーツアクター
シシレッド役の高田将司は本作品が初のレッド役となる。プロデューサーの望月卓は高田を起用した理由について、これまでコメディ寄りのキャラクターを演じてきたことと、強そうに見える体格であることを挙げている。
非人間型メンバーのスーツアクターは、演技だけでキャラクターを表現できるようJAEのベテランが起用されており、脚本の読み合わせにも参加するなどレギュラーキャストと同等の扱いを受けている。一方でキャラクターの人数が多いことから、伊藤茂騎・藤田洋平・草野伸介ら若手・新人もメインキャラクターを演じている。監督の柴﨑貴行は、ベテランが頑張っている様を示してほしいとJAE側に要望したという。
サソリオレンジ役は今井靖彦がメインで担当しているが、スティンガー役の岸洋佑は最終的には代役の伊藤茂騎が半分以上演じていたと証言している。
- シシレッド[出典 74] - 高田将司[注釈 111]
- サソリオレンジ[出典 75]、デカレッド[183] - 今井靖彦
- サソリオレンジ（代役）[出典 76]、スティンガー（吹き替え）[187]、テッチュウ[188] - 伊藤茂騎
- ガル / オオカミブルー[出典 77] - 竹内康博
- バランス / テンビンゴールド[出典 78] - 大林勝
- チャンプ / オウシブラック[出典 79][注釈 111] - 岡元次郎
- ヘビツカイシルバー[出典 80] / ヘビツカイメタル[出典 81] - 矢部敬三
- カメレオングリーン[出典 82][注釈 111] - 下園愛弓
- ラプター283 / ワシピンク[出典 83] - 五味涼子
- カジキイエロー[出典 84][注釈 111] - 草野伸介
- ショウ・ロンポー[出典 85] / リュウバイオレット[22] / リュウコマンダー[出典 86][注釈 111]、キュウレンオー[202] - 日下秀昭
- コグマスカイブルー[出典 87][注釈 111] - 神尾直子
- ホウオウソルジャー[出典 88]、リュウテイオー[206]、ビッグベア総司令[95] - 藤田洋平
- イカーゲン[81]、ドン・アルマゲ[183]、牛型汎用破壊兵器ゼロ号、ドン・アスラン、ドン・クエルボ、ドン・ツルギ[207] - 清家利一
- マーダッコ[156] - 野川瑞穂
- スコルピオ（怪人態）[208][56]、ギャバンtypeG[183]、ククルーガ[209]、ドン・アスラン[210]、サザンキング、アントンゼロ、ツヨインダベー、インダベー[211] - 蔦宗正人
- アキャンバー[167][212] - 蜂須賀祐一
- 仮面ライダーエグゼイド（アクションゲーマー レベル1）[10][213] - 藤田慧
- 仮面ライダーエグゼイド（アクションゲーマー レベル2）[10] - 高岩成二

## スタッフ
前作『動物戦隊ジュウオウジャー』中盤までサブプロデューサーとして参加していた望月卓が東映側チーフプロデューサーを初担当。脚本では『仮面ライダーオーズ/OOO』以降いくつかの東映特撮作品に参加していた毛利亘宏をメインライターとして初起用。
パイロット監督は『ジュウオウジャー』と同じく、柴﨑貴行が担当した。柴﨑がスーパー戦隊シリーズを2年連続担当するのは初である。これにより柴﨑は『ジュウオウジャー』終盤には参加していないが、同作品プロデューサーの宇都宮孝明から望月に力を貸してほしいと頼まれ本作品への参加を決めたという。
キャラクターデザインには漫画家の久正人がシリーズ初参加。企画者104の松井大は『ノブナガン』や『エリア51』など久の作品のファンであり、作品から久が特撮ファンであることを感じていたことから参加を依頼した。久は、本作品への参加に際し試験的に前作『ジュウオウジャー』の怪人デザインも持ちかけられ執筆したが、採用には至らなかった。
久と共同でK-SuKeも『手裏剣戦隊ニンニンジャー』以来にキャラクターデザインに参加した。松井は斜め上のデザインを提案する久に対し、きちんとまとめられる経験者も必要であったと述べている。一方でK-SuKe自身は、松井から久が初参加であることや漫画連載のスケジュールの都合が懸念されることなどを理由にオファーされたことを証言している。
宇宙規模の世界観を表現するためVFXデザイナーの木村俊幸がコンセプトアートなどを担当。変身バンクや戦闘シーンなどで多用する星座を象徴した線画は唐橋充が作画を担当している。
企画立ち上げ時には白倉伸一郎がアドバイザーとして参加している。
- 原作 - 八手三郎[注釈 1]
- 連載 - テレビマガジン、てれびくん
- 脚本 - 毛利亘宏、下山健人、荒川稔久、井上テテ
- 音楽 - 山下康介
- 撮影 - 松村文雄、大沢信吾、相葉実
- 照明 - 柴田守、林大樹、本田純一
- 美術 - 大谷和正
- 録音 - 伝田直樹、工藤新一郎
- MA・選曲 - 宮葉勝行
- 編集 - 柳澤和子
- スプリクター - 高山秀子、坂本希代子、森みどり、渋谷康子
- チーフ助監督 - 葉山康一郎、須上和泰、越知靖
- スケジュール - 須上和泰
- 制作担当 - 東正信、田中耕作、石切山義貴
- ラインプロデューサー - 青柳夕子
- 計測 - 相葉実、佐藤真之、邊母木伸治
- 撮影助手 - 佐藤真之、西村翔、ジョン・ユル、大渕ひなこ、佐藤琢也、葉山昌堤、根来佑子、三浦佑太、本荘在右
- 照明助手 - 山崎豊、玉川直人、石川由華、高﨑信、斉藤しずか、速川英明、渡辺雅俊、堤義典、津田道典
- 録音助手 - 小池利幸、奈須野真見、志村紀貴、相楽滋嵩、吉田明日香
- 装置 - 紀和美建
- 装飾 - 塩満義幸、山口康孝、淀名和祐介、大前瑠美（東京美工）、高津装飾美術
- セット付 - 桑原良太
- 衣裳 - 波田恵里奈、鷹觜理恵、徳重晃樹（東京衣裳）
- ヘア・メイク - 佐藤友勝、西澤真生、遠藤一明、濱田弓加、木戸出香、川田葵、関東沙織、佐藤泰子、對馬晶子、入江美雪希
- 劇中ダンス振付 - ラッキィ池田
- ダンス指導 - 遠田真弓、藤田可奈子、土肥優真、加藤萌朝（イカキック）
- 操演 - 橋本一輝（ライズ）
- カースタント - 西村信宏（武士レーシング）
- 助監督 - 村松卓、森本悠太、谷本健晋、田渕大倫、中村泰仁、茶谷和行、奥野竜也、越知靖
- 進行主任 - 石切山義貴、石井宏樹、樋掛浩晃、伊藤渉
- 進行助手 - 坂本祐輔、小出大樹、永井大裕
- キャラクターデザイン - 久正人、K-SuKe、渋谷亮介[注釈 113]、村田桃香（京田クリエーション）[注釈 114]
- 企画協力 - 企画者104
- 資料担当 - 松井大、馬場竜太
- デザイン協力 - プレックス
- 造型 - レインボー造型企画、前澤範、前澤護、吉川学
- 音響効果 - 小川広美（大泉音映）
- MAオペレーター - 錦織真里
- EED - 長澤亮祐、菊地光洋（東映デジタルラボ）
- EED助手 - 原田侑（東映デジタルラボ）
- 編集助手 - 石井奈月、大久保文貴
- 技術運営 - 八木明広、川崎秀彦
- 技術コンダクター - 林和哉
- 仕上進行 - 辻今日子
- 制作デスク - 須藤若奈
- ラインプロデューサー補 - 佐々木幸司
- アドバイザー - 白倉伸一郎[注釈 115]
- AP - 小髙史織、川勝宥典、菅野あゆみ
- 広報AP - 川勝宥典、小出大樹
- 宣伝 - 森千明
- インターネットデータ放送 - メディプレ
- 視覚効果 - 沖満
- デジタル合成
  - 日本映像クリエイティブ - 柳原嘉宣、上田茂、光田望、髙橋和也、斉藤幸一、坂本将太郎、前田尚宏、西方寛人、足立麻沙子
  - 林デジタル工務店 - 林秀則、島田友晴、東孝裕
  - ミックジャパン - 泉昌人
  - 日本エフェクトセンター - 泉谷修、小柴浩、丁浩、おかゆうみ、松浦美由貴、玉城海渡
  - ACT Designs.inc. - 岡本直樹、坂井孝祥
  - 國米修市、キムラケイサク、山本達也(特撮研究所)、岩谷和行
- 背景コンセプトデザイン・マットアート - 木村俊幸[174]
- アシスタントマットペインター - 原満陽子（VFXstudio LOOPHOLE）
- 惑星マット画 - 薄永俊之
- 絵コンテ - 田中浩二、伊藤康洋
- 星座イラスト - 唐橋充[214]
- (株)特撮研究所
  - 撮影 - 岡本純平
  - 撮影応援 - 鈴木啓造
  - 撮影助手 - 内田圭、杉田陽介、安藤昇児、橋本朱里、横山香哉、大島風穂
  - 照明 - 安藤和也
  - 照明助手 - 照屋貴史、吉川慎太郎
  - 照明応援 - 泉谷しげる、溝渕健二、嶋中雄大
  - 美術 - 松浦芳
  - 美術助手 - 髙橋一、石井那王貴
  - 助監督 - 小串遼太郎、前畠慎悟
  - 操演 - 中山亨
  - 操演助手 - 和田宏之、黒田政紀、鶴田智也、小杉啓人、水崎涼、奥田悠樹
- ミニチュア製作 - 倉橋正幸、上村邦賢、桑島健一、佃博之、高橋洋史、ミューロン
- 技術協力 - 東映ラボ・テック、RAID、RED DIGITAL CINEMA SHOT ON RED(RED EPIC-W)、株式会社ナックイメージテクノロジー、ATV、GREAT INTERNATIONAL、あーと・夢、WING-T、NKL、BULL、M・SOFT、Libec、SAM(Quantel Rio)
- 写真 - アフロ
- 美術協力 - パパスガーデン
- リトルプラネット協力 - studio EBIS
- 衣裳協力 - チャイハネ、CRL、spinns、WEGO、Honeys、JEANS、制服道場!、WIIHTE BDOR
- メイク協力 - TV&MOVIE、MAPLE、earch hair salon sakura、株式会社エアリー、earch、TeAmo
- JETDECKスタッフ - クリス・ペプラー、ゆかり・ペプラー、前川陽一郎、佐藤裕貴、佐藤康弘、林正人、島崎正美、明石啓路、宮田幸平、島崎琢身
- 【エグゼイドユニット】
  - プロデューサー - 大森敬仁
  - アクション監督 - 宮崎剛（ジャパンアクションエンタープライズ）
  - メイク - 古橋沙耶
  - キャラクター管理 - 小野島泰宏
  - 音響効果 - 大野義彦（大泉音映）
- 協力 - 「スペース・スクワッド」製作委員会（18話）
- 映像協力 - 「宇宙刑事ギャバン THE MOVIE」、「特捜戦隊デカレンジャー 10 YEARS AFTER」、「特捜戦隊デカレンジャー（39、49）」（18話）
- チーフプロデューサー - 佐々木基（テレビ朝日）
- プロデューサー - 井上千尋（テレビ朝日）、望月卓（東映）、矢田晃一・深田明宏（東映エージエンシー）
- アクション監督 - 福沢博文（レッド・エンタテインメント・デリヴァー）
- アクション監督代行 - 清家利一（ジャパンアクションエンタープライズ) ※ノンクレジット（33話〜35話）
- 特撮監督 - 佛田洋（特撮研究所）
- 監督 - 柴﨑貴行、杉原輝昭、加藤弘之、竹本昇、須上和泰
- 制作 - テレビ朝日、東映、東映エージエンシー

## 音楽
オープニングテーマ「LUCKYSTAR」
作詩：藤林聖子 / 作曲：KoTa / 編曲：Project.R（KoTa、高橋哲也） / 歌：幡野智宏（Project.R）
スーパー戦隊シリーズのOPでは初めて、タイトルおよび歌詩中に戦隊名にまつわる文言が入っておらず、コーラスで歌われるのみとなっている。
Space.2からSpace.32まではオープニング開始前にナレーションパートが挿入されていた。
映像の一部は物語の展開とも連動しており、毎話その回のハイライト映像が挿入される。キャスト紹介ではキュウレンジャー加入メンバーのみ横にキュータマが表示され、未加入・未変身のメンバーはキュータマがそのまま前を通り過ぎる。中盤の変身シーンでは1話前に加入したメンバーが追加され、キャスト紹介やラスト前の宇宙空間の映像ではキュウレンジャー加入メンバーのみジャケット姿、それ以外のメンバーは加入前の姿で表示される。また、Space.11より小太郎のキャスト紹介およびリュウコマンダー・コグマスカイブルーの映像、Space.22より鳳ツルギのキャスト紹介およびホウオウソルジャーの映像が追加された。
キャスト紹介映像のうち、人間態の存在しないガル・チャンプ・バランス・ラプターおよびショウ・ロンポーの5名については当初ノンテロップだったが、Space.4よりキャラクター名が表示されるようになった。
挿入歌としてはSpace.1,4,7,9,17,18,23,25,27,31,34,43,Finalで使用された。Space.43・FinalではOPが流れず、前者ではキャストクレジットと主要スタッフクレジットはアバンタイトル中に、そのほかのスタッフクレジットはEDにそれぞれ表示された。後者では新規のオープニングナレーションとタイトルロゴのみで、キャスト・スタッフのクレジットはエンディングに集約されている。

エンディングテーマ
「キュータマダンシング!」（Space.1 - 21,28 - ）
作詩：ショウ・ロンポー（毛利亘宏）、井上望 / 作曲：平沢敦士 / 編曲：川瀬智（Project.R） / 歌：松原剛志（Project.R） / 振り付け：ラッキィ池田
映像の左右に2つのキュータマが配置されており、その回のメインになったキュウレンジャー2人のダンスが映し出される。ラスト近くではホシ★ミナトが背景に登場する。
Space.12よりショウ・ロンポーと小太郎、Space.28よりツルギが映像に追加されている。また、Space.12よりダンスの振り付けが一部マイナーチェンジされ、放送時間変更後のSpace.32よりサビ部分が一部短縮された。Space.43ではクリスマスの衣装に扮したキュウレンジャーたちの映像が一部挿入された。
アバンタイトルにてデータ放送で4色（青・赤・緑・黄）のうちキューレットから出るキュータマの色を予想する「ラッキーキュータマ 運だめし!」が行われ、エンディング後に正解発表される。過去の作品とは違い出題時にヒントが表示される。
挿入歌としてはSpace.6,26で使用された。
また、Space.6では戦闘シーンにおいて本曲をアクション用にアレンジした劇伴と振り付けが使用された。この振り付けもラッキィ池田が担当している。
「キュータマ音頭!」（Space.22 - 27）
作詩：ショウ・ロンポー（毛利亘宏）、井上望 / 作曲：平沢敦士 / 編曲：川瀬智（Project.R） / 歌：松原剛志（Project.R） / 振り付け：ラッキィ池田
「キュータマダンシング!」を盆踊り風にアレンジした夏季限定のエンディングテーマ。歌詩および振り付けは原曲と同じ物を用いている。
映像には12人のキュウレンジャーに加え、本曲を歌う松原、ホシ★ミナト、999人のエキストラが参加しており、全員が浴衣を着用している。ロケは埼玉県寄居町で行われた。

挿入歌
「セイ・ザ・キュウレンジャー〜宇宙をとりもどせ!」（Space.5,12,14,24,29,42）
作詩・作曲：YOFFY / 編曲：大石憲一郎（Project.R） / 歌：サイキックラバー（Project.R）
「キューレットザチャンス」（Space.4 - 7,32,38）
作詩：八手三郎 / 作曲・編曲：園田健太郎（Project.R） / 歌：Project.R（Sister MAYO、高取ヒデアキ）
番組内ではキューレットによる抽選を行う際のBGMとして使用される。バンダイより発売された「キュータマルーレット DXキューレット」でも劇中同様の遊びが再現されており、音声ギミックとして本曲が収録されている。
また、「ラッキーキュータマ 運だめし!」のコーナーBGMとしても使用されている。
「キュウレンオー 銀河無敵伝説」（Space.6,15,34,44）
作詩：八手三郎 / 作曲：山下康介 / 編曲：亀山耕一郎（Project.R） / 歌：松原剛志（Project.R）
「究極! 無敵!! キュウレンジャー」（Space.25,39,45）
作詩：歌菜子、原田謙太 / 作曲・編曲：山田信夫（Project.R） / 歌：幡野智宏（Project.R）
「伝説のホウオウソルジャー」（Space.21,22）
作詩：マイクスギヤマ / 作曲：山下康介 / 編曲：籠島裕昌（Project.R） / 歌：石原慎一（Project.R） / 演奏：Z旗
Space.21ではカラオケ版と併用された。
「正義の兵（つわもの）リベリオン」
作詩：マイクスギヤマ / 作曲・編曲：谷本貴義（Project.R） / 歌：魂の三兄弟（串田アキラ、MoJo、宮内タカユキ）
Space.40ではインストゥルメンタル版が使用された。
「ミラクルスター! シシレッドオリオン」（Space.30,36,41）
作詩：マイクスギヤマ / 作曲・編曲：高木洋（Project.R） / 歌：高橋秀幸（Project.R）
「巨大宇宙戦艦バトルオリオンシップ」（Space.33）
作詩：マイクスギヤマ / 作曲・編曲：山下康介（Project.R） / 歌：Project.R（石原慎一、NoB、高取ヒデアキ、うちやえゆか）
「EXCITE」（Space.7）
作詞：Kanata Okajima、Daichi Miura / 作曲：Carpainter、Kanata Okajima / 編曲：UTA、Carpainter / 歌：三浦大知
『仮面ライダーエグゼイド』主題歌。DVDならびに東映特撮ファンクラブにおける配信では楽曲が差し替えられており、使用されていない。
「特捜戦隊デカレンジャー 10 YEARS AFTERS」（Space.18）
作詩：吉元由美 / 作曲：宮﨑歩 / 編曲：京田誠一 / 歌：サイキックラバー
『特捜戦隊デカレンジャー 10 YEARS AFTER』挿入歌。
「宇宙刑事ギャバン -Type G-」（Space.18）
作詞： 山川啓介 / 作曲： 渡辺宙明 / 編曲：和田耕平 / 歌：串田アキラ
『宇宙刑事ギャバン THE MOVIE』挿入歌。

キャラクターソング
「ラッキー SMILE」
作詩：井上望 / 作曲：間瀬公司 / 編曲：中畑丈治（Project.R） / 歌：シシレッド/ラッキー（岐洲匠）
「サソリ座の歌」（Space.21）
作詩：藤林聖子 / 作曲：岸洋佑 / 編曲：中畑丈治（Project.R） / 歌：サソリオレンジ/スティンガー（岸洋佑）
Space.16ではスコルピオの口笛に合わせてスティンガーが歌唱する劇中歌として使用された。
「AGEPOYO☆DANCE!!」
作詩：坂井竜二 / 編曲・作曲：村井大（Project.R） / 歌：テンビンゴールド/バランス（小野友樹）、ヘビツカイシルバー/ナーガ・レイ（山崎大輝）
「からっきし」（Space.35）
作詩：下山健人 / 作曲：鈴木盛広 / 編曲：安岡洋一郎（Project.R） / 歌：カメレオングリーン/ハミィ（大久保桜子）
劇中歌として使用。Space.35ではホシ★ミナトによるギターの弾き語り曲としても使用された。
「夢見るアンドロイド」
作詩：井上望 / 作曲：高取ヒデアキ / 編曲：籠島裕昌（Project.R） / 歌：ワシピンク/ラプター283（M・A・O）
「ブラボー! イエロー!」
作詩・作曲：Raizo.W / 編曲：中畑丈治（Project.R）/ 歌：カジキイエロー/スパーダ（榊原徹士）
「リュウコマンダー龍の道」（Space.9,38）
作詩：マイクスギヤマ / 作曲：大西洋平 / 編曲：梅村建太（Project.R） / 歌：リュウコマンダー/ショウ・ロンポー（神谷浩史）
「BLUE SKY BOY」
作詩：藤林聖子 / 作曲・編曲：谷本貴義（Project.R）/ 歌：コグマスカイブルー/佐久間小太郎（田口翔大）
「I'M LEGEND」
作詩：マイクスギヤマ / 作曲・編曲：柴田尚（Project.R） / 歌：ホウオウソルジャー/鳳ツルギ（南圭介）
「ラッキー ミラクル パラダイス」（Space.2,35）
作詩：井上望 / 編曲・作曲：大石憲一郎（Project.R） / 歌：ホシ★ミナト（松本寛也）
劇中歌として使用。
「贅沢HEAVEN! 宇宙竜宮城」（Space.14）
作詩・編曲・作曲：岩崎貴文（Project.R） / 歌：ホシ★ミナト（松本寛也）
劇中のCMソングとして使用。

## 制作
タイトルでもある「キュウレンジャー」は、シリーズ第1作目である『秘密戦隊ゴレンジャー』に倣っての命名であり、また「初心に戻って次世代を切り開く」という意味合いも込められたものとなっているほか、東映プロデューサーの望月卓は、モチーフである「球」や星座を意味する「宮」なども挙げている。
物語の舞台は「遥か遠い未来の宇宙」に設定され、ヒーローのモチーフには宇宙と星座が採用されている。本作品の制作については、プロデューサーの望月卓がSFや宇宙ものが好きであることが始まりとなっている。だが宇宙といっても漠然としているため、どのようなモチーフにするか打ち合わせていく中で、星座が選ばれていった。モチーフとなる星座の選定については、『聖闘士星矢』など星座をモチーフとした他作品との差別化から、メンバーを黄道十二星座で揃えるなどの重複する要素は避けている。
シリーズ第35作記念の『海賊戦隊ゴーカイジャー』の次作『特命戦隊ゴーバスターズ』は改革を目指した作品だったが、当時プロデューサー補を務めた望月としては「変えすぎてしまった」という反省もあった。そのため、40作記念の『動物戦隊ジュウオウジャー』の次作である本作品は、シリーズの良さを残しつつ、変えるべき点には思い切ってメスを入れている。
そのうちの1つの変化が9人戦隊であり、シリーズ伝統のチーム感を強く押し出したものとなっている。またシリーズ全体に共通するコンセプトの一つである「複数のヒーローによる連携」という部分を踏襲しつつも、これまでのシリーズのように「全員が力を合わせてようやく敵に勝てる」というのではなく、1人1人がスーパースター、9人揃ってオールスターというコンセプトのもと、本作品では「とにかく強く、とにかくカッコよい戦隊」が志向されている。単なる色分けだけに留まらず、造形面においてもメンバー1人1人により強烈な個性を持たせたヒーローデザインや、「敵の侵略に立ち向かう」という従来の作品に多く見られたフォーマットに対し、逆に「侵略された宇宙を自分たちから仕掛けて解放していく」という能動的なヒーロー像が志向されているのも、その一環である。キャラクター分けを明確にするため、企画段階でメンバー一人一人の設定書が用意されている。
一方で、設定やビジュアル面で冒険していることからストーリーは王道のものとすることが目指されている。シリーズ構成としては、1年間の起承転結よりも各話ごとのインパクトを重視しており、視聴者を飽きさせず先が予想できない展開としている。
また9人で戦うことに正当性を持たせるため、敵側の内情は描写せず、勧善懲悪の「悪役」として描写されている。これは敵側の描写に時間を割くことができないという判断もあり、ドラマ上必要なキャラクターはヒーロー側の関係者となっている。
第1話の時点でメンバー全員は揃っておらず、序盤ではメンバーが揃う過程を描く。また第4話から各回の戦闘は5名の選抜メンバーにより行われる。その後はメンバーが一時離脱したり、チームが二手に分かれるなど、描写する人数を絞る工夫がなされた。
望月は監督を務める柴﨑貴行に対し、柴﨑が過去にメインで監督を務めた、革新の『特命戦隊ゴーバスターズ』と王道の『ジュウオウジャー』を経て、本作品が「柴﨑三部作」最終章のハイブリッド戦隊となるような撮影を頼んでいる。また望月は監督陣に対し、『ガーディアンズ・オブ・ギャラクシー』のような陽気な作品にしたいとも話している。
望月は番組終盤でのインタビューで、人数の多さなどから描きたいことの20パーセント程度しか描けなかったと感じているが、キュウレンジャーのチーム感は表現することができたとしている。一方、メインライターの毛利亘宏は中盤で想定した通りの着地点を向かえることができ、満足がいく作品になったと述べている。

## その他
『爆竜戦隊アバレンジャー』以降の作品で恒例となっていたプレミア発表会に代わり、本作品では1月22日に日本武道館にて開催されたイベント『仮面ライダー生誕45周年×スーパー戦隊シリーズ40作品記念 45×40 感謝祭 Anniversary LIVE & SHOW』内にて詳細が発表され、同日に記者会見が開かれるという形式が取られた。
撮影用カメラは『侍戦隊シンケンジャー』より使用されていたレッドワンから、4K以上の解像度に対応した上位機種であるEPIC-Wヘリウム8Kへ切り替えられた。撮影技師の松村文雄は、使い勝手がよく撮影が迅速になったことを証言している。

## 放送日程
- 話数のカウントは「Space.○」と表記。

| 放送日         | 放送回 | サブタイトル                        | 登場怪人 | 脚本     | 監督     |
| -------------- | ------ | ----------------------------------- | --- | -------- | -------- |
| 2017年02月12日 | 1      | 宇宙一のスーパースター              | - | 毛利亘宏 | 柴﨑貴行 |
| 2月19日        | 2      | いくぜっ! 怪盗BN団                  | - ガメッツイ（声 - 石川英郎） | 毛利亘宏 | 柴﨑貴行 |
| 2月26日        | 3      | 砂漠の星から来た男                  | - モーレツヨインダベー（声 - 奥畑幸典）                                                                                                | 毛利亘宏 | 柴﨑貴行 |
| 3月05日        | 4      | 夢みるアンドロイド                  | - ユメパックン（声 - 近藤浩徳） | 毛利亘宏 | 杉原輝昭 |
| 3月12日        | 5      | 9人の究極の救世主                   | - エリードロン - ユメパックン | 毛利亘宏 | 杉原輝昭 |
| 3月19日        | 6      | はばたけ! ダンシングスター!         | - デンビル（声 - 粟津貴嗣） | 毛利亘宏 | 加藤弘之 |
| 3月26日        | 7      | 誕生日をとりもどせ!                 | - トゥーミー（声 - 伊藤健太郎） - スペースイカデビル（声 - 関智一）                                                                    | 毛利亘宏 | 加藤弘之 |
| 4月02日        | 8      | 司令官ショウ・ロンポーの秘密        | - メシウバインダベー（声 - 村岡弘之） - メガツヨインダベー（声 - 坂井易直） - マモリツヨインダベー（声 - 坂井易直）                    | 毛利亘宏 | 竹本昇   |
| 4月09日        | 9      | 燃えよドラゴンマスター              | - メッチャツヨインダベー - ムッチャツヨインダベー                                                                                      | 毛利亘宏 | 竹本昇   |
| 4月16日        | 10     | 小さな巨人、ビッグスター！          | - モズマ（声 - 飛田展男） | 毛利亘宏 | 柴﨑貴行 |
| 4月23日        | 11     | 宇宙を救う3つのキュータマ           | - デスワーム | 毛利亘宏 | 柴﨑貴行 |
| 4月30日        | 12     | 11人の究極のオールスター            | - イカーゲン | 毛利亘宏 | 柴﨑貴行 |
| 5月07日        | 13     | スティンガー、兄への挑戦            | - モンドムヨインダベー（声 - 大泊貴揮）                                                                                                | 毛利亘宏 | 杉原輝昭 |
| 5月14日        | 14     | おどる！宇宙竜宮城！                | - ユーテルジャン（声 - 江川央生） | 下山健人 | 杉原輝昭 |
| 5月21日        | 15     | 海の惑星ベラの救世主                | - ゴネーシ（声 - 津久井教生） | 毛利亘宏 | 加藤弘之 |
| 5月28日        | 16     | スティンガー、兄との再会            | - デスワーム | 毛利亘宏 | 加藤弘之 |
| 6月04日        | 17     | 闇のドームを照らしタイヨウ!         | - シャイドス（声 - 上田燿司） | 荒川稔久 | 竹本昇   |
| 6月11日        | 18     | 緊急出動!スペースヒーロー!          | - デスワーム | 荒川稔久 | 竹本昇   |
| 6月25日        | 19     | 森の惑星キールの精霊                | - オメーガ（声 - 飯島肇） | 毛利亘宏 | 杉原輝昭 |
| 7月02日        | 20     | スティンガーVSスコルピオ            | - | 毛利亘宏 | 杉原輝昭 |
| 7月09日        | 21     | さらばスコルピオ!アルゴ船、復活の時 | - スコルピオ | 毛利亘宏 | 杉原輝昭 |
| 7月23日        | 22     | 伝説の救世主の正体                  | - マナビル（声 - 沼田祐介） | 毛利亘宏 | 加藤弘之 |
| 7月30日        | 23     | 俺様の盾になれ                      | - メディアツヨインダベー（声 - 大山鎬則） - メタルデスワーム                                                                           | 毛利亘宏 | 加藤弘之 |
| 8月06日        | 24     | 俺は戦う盾になる！                  | - ギャブラー（声 - 小形満） | 毛利亘宏 | 竹本昇   |
| 8月13日        | 25     | 惑星トキ 少年の決意                 | - テッチュウ | 毛利亘宏 | 竹本昇   |
| 8月20日        | 26     | 闇の戦士、 ヘビツカイメタル         | - | 毛利亘宏 | 柴﨑貴行 |
| 8月27日        | 27     | オリオン号でインダベーパニック!?    | - インダ - ダベレッド（声 - 白鳥哲） - ダベブルー（声 - 松島昭浩） - ダベブラック - ダベイエロー（声 - 下和田ヒロキ） - ダベコマンダー | 井上テテ | 須上和泰 |
| 9月03日        | 28     | 怪盗BN団 解散...                    | - | 毛利亘宏 | 柴﨑貴行 |
| 9月10日        | 29     | オリオン座、最強の戦士              | - | 毛利亘宏 | 杉原輝昭 |
| 9月17日        | 30     | ヨッシャ！奇跡のキュータマ          | - | 毛利亘宏 | 杉原輝昭 |
| 9月24日        | 31     | ナーガ奪還大作戦!                   | - ミクロツヨインダベー（声 - 太田哲治）                                                                                                | 毛利亘宏 | 加藤弘之 |
| 10月01日       | 32     | オリオン号よ、永遠に                | - ドーギュン（声 - 水内清光） - 液状生命体マトリック                                                                                   | 井上テテ | 加藤弘之 |
| 10月08日       | 33     | 発進！バトルオリオンシップ！        | - マゲラー（声 - こねり翔） | 毛利亘宏 | 竹本昇   |
| 10月15日       | 34     | 謎の覆面戦士、現る                  | - 牛型汎用破壊兵器ゼロ号 | 毛利亘宏 | 竹本昇   |
| 10月22日       | 35     | 宇宙No.1アイドルの秘密              | - アキャンバー | 下山健人 | 竹本昇   |
| 10月29日       | 36     | ラッキーの故郷に眠る伝説            | - ウンジェット（声 - 高城元気） | 毛利亘宏 | 柴﨑貴行 |
| 11月12日       | 37     | ラッキー、父との再会                | - ククルーガ - ジューモッツ（声 - 辻親八）                                                                                             | 毛利亘宏 | 柴﨑貴行 |
| 11月19日       | 38     | おっタマげ！危機9連発！             | - デスゴン（声 - 松尾まつお） | 毛利亘宏 | 加藤弘之 |
| 11月26日       | 39     | ペルセウス座の大冒険                | - 牛型汎用破壊兵器ゼロ号 | 毛利亘宏 | 加藤弘之 |
| 12月03日       | 40     | 開幕！地獄のデースボール            | - グローブン（声 - 落合福嗣） - 審判インダ（声 - 相沢まさき）                                                                          | 毛利亘宏 | 須上和泰 |
| 12月10日       | 41     | 突入！惑星サザンクロス              | - サザンキング（声 - 浜田賢二） - 牛型汎用破壊兵器ゼロ号                                                                               | 毛利亘宏 | 須上和泰 |
| 12月17日       | 42     | 父か？宇宙か？ラッキーの覚悟        | - アキャチューガ | 毛利亘宏 | 竹本昇   |
| 12月24日       | 43     | 聖夜に誓うヨッシャ、ラッキー        | - メカマーダッコ | 毛利亘宏 | 竹本昇   |
| 2018年01月07日 | 44     | ドン・アルマゲの正体                | - ボスワーム | 毛利亘宏 | 加藤弘之 |
| 1月14日        | 45     | ツルギの命とチキュウの危機          | - アントンゼロ | 毛利亘宏 | 加藤弘之 |
| 1月21日        | 46     | 希望と絶望のはざまで                | - | 毛利亘宏 | 柴﨑貴行 |
| 1月28日        | 47     | 救世主たちの約束                    | - | 毛利亘宏 | 柴﨑貴行 |
| 2月04日        | Final  | 宇宙に響け！ヨッシャ、ラッキー      | - ドン・アルマゲ（最終形態） | 毛利亘宏 | 柴﨑貴行 |

## 放送局・インターネット配信
放送局
| 放送対象地域              | 放送局                                                            | 放送期間                                             | 系列           | 放送時間                              | 備考        |
| ------------------------- | ----------------------------------------------------------------- | ---------------------------------------------------- | -------------- | ------------------------------------- | ----------- |
| 日本全域 （一部地域除く） | テレビ朝日（制作局）をはじめとする テレビ朝日系列フルネット全24局 | 2017年2月12日 - 9月24日 2017年10月1日 - 2018年2月4日 | テレビ朝日系列 | 日曜 7:30 - 8:00 日曜 9:30 - 10:00    | [ 1 ] [ 2 ] |
| 宮崎県                    | 宮崎放送                                                          | 2017年2月22日 - 3月29日 2017年4月5日 ‐ 2018年2月14日 | TBS系列        | 水曜 15:25 - 15:55 水曜 16:20 - 16:50 |             |
| 山梨県                    | 山梨放送                                                          | 2017年2月26日 - 2018年2月18日                        | 日本テレビ系列 | 日曜 5:30 - 6:00                      |             |
| 福井県                    | 福井テレビ                                                        | 2017年2月26日 - 2018年2月18日                        | フジテレビ系列 | 日曜 5:30 - 6:00                      |             |
| 高知県                    | テレビ高知                                                        | 2017年2月26日 - 2018年2月18日                        | TBS系列        | 日曜 6:15 - 6:45                      |             |
| 富山県                    | 北日本放送                                                        | 2017年2月26日 - 2018年2月25日                        | 日本テレビ系列 | 日曜 6:30 - 7:00                      |             |
| 徳島県                    | 四国放送                                                          | 2017年3月3日 - 2018年2月16日                         | 日本テレビ系列 | 金曜 10:55 - 11:25                    |             |
| 島根県・鳥取県            | 山陰中央テレビ                                                    | 2017年3月3日 - 2018年2月16日                         | フジテレビ系列 | 金曜 16:20 - 16:50                    |             |

インターネット配信
| 配信対象地域 | 配信先               | 更新期間                                             | 更新時間                           | 備考                |
| ------------ | -------------------- | ---------------------------------------------------- | ---------------------------------- | ------------------- |
| 日本全域     | 東映特撮ファンクラブ | 2017年2月12日 - 9月24日 2017年10月1日 - 2018年2月4日 | 毎週日曜8:30更新 毎週日曜10:00更新 | 配信後は常時配信    |
| 日本全域     | auビデオパス         | 2017年2月12日 - 9月24日 2017年10月1日 - 2018年2月4日 | 毎週日曜8:30更新 毎週日曜10:00更新 | 放送後1週間限定配信 |

## 他媒体展開

### 映画
それまで恒例となっていたスーパー戦隊祭のうち、前作の戦隊（『動物戦隊ジュウオウジャー』）との共演作は本作品では制作されていない。詳細は当該項目を参照。
『劇場版 動物戦隊ジュウオウジャーVSニンニンジャー 未来からのメッセージ from スーパー戦隊』
2017年1月14日公開。前作『動物戦隊ジュウオウジャー』と前々作『手裏剣戦隊ニンニンジャー』によるクロスオーバー作品。テレビシリーズ放送に先駆けてキュウレンジャーが登場。
『仮面ライダー×スーパー戦隊 超スーパーヒーロー大戦』
2017年3月25日公開。本作品を含む仮面ライダーシリーズとスーパー戦隊シリーズのクロスオーバー作品。公開時期にあたるテレビシリーズSpace.7からSpace.10まで、同作品の映像がオープニングに使用された。
『宇宙戦隊キュウレンジャー THE MOVIE ゲース・インダベーの逆襲』
2017年8月5日公開。公開時期にあたるテレビシリーズSpace.23からSpace.27まで、同作品の映像がOPに使用された。
『機界戦隊ゼンカイジャー THE MOVIE 赤い戦い! オール戦隊大集会!!』
2021年2月20日公開。シシレッド、エリードロン、インダベーが登場。
『セイバー+ゼンカイジャー スーパーヒーロー戦記』
2021年7月22日公開。仮面ライダー50周年×スーパー戦隊45作品記念作品。
ラプター283 / ワシピンク、ショウ・ロンポー / リュウコマンダー、シシレッドが出演。

### テレビシリーズ
『仮面ライダーエグゼイド』
「超スーパーヒーロー大戦」映画公開記念スペシャルとしてラッキー / シシレッドが第24話にゲスト出演。同日放送の『キュウレンジャー』Space.7には同作品より宝生永夢 / 仮面ライダーエグゼイドがゲスト出演している。
『4週連続スペシャル スーパー戦隊最強バトル!!』
スーパー戦隊シリーズ初のオリジナルストーリーテレビスペシャル。サソリオレンジ / スティンガーが出演。

### Webムービー

#### 変身講座
『宇宙戦隊キュウレンジャー 変身講座 〜君も一緒にスターチェンジ！〜』
YouTubeバンダイ公式チャンネルで配信。全6話+SP。各話ともテレビシリーズの放送週の内容に連動した、サイドストーリー仕立ての内容となっている。Blu-ray COLLECTION3に収録。
| 話数  | サブタイトル                          | 配信日         |
| ----- | ------------------------------------- | -------------- |
| 第1話 | シシレッド&カメレオングリーン編       | 2017年02月11日 |
| 第2話 | テンビンゴールド&ヘビツカイシルバー編 | 2月18日        |
| 第3話 | オオカミブルー&オウシブラック編       | 2月25日        |
| 第4話 | ワシピンク&カジキイエロー編           | 3月05日        |
| 第5話 | サソリオレンジ編                      | 3月12日        |
| 第6話 | ペガサスシシレッド編                  | 3月19日        |
| 第7話 | スペシャルエピソード                  | 8月5日         |

#### ハイスクールウォーズ
『from Episode of スティンガー 宇宙戦隊キュウレンジャー ハイスクールウォーズ』
2017年9月9日より東映特撮公式ファンクラブで配信される後述のVシネマのスピンオフムービー。
登場人物
スクールインダベー一家
チョウ一族の者たち。ジャークマター学園都市に強制連行した宇宙中の秀才たちをチャイムの音で洗脳教育する。

コウチョウインダベー
ジョウギ座系惑星スリービー担当のダイカーン。コンパス座系惑星エイトゴールド出身。武器はユルシワ竹刀（）。
『Episode of スティンガー』
モライマーズロボを操縦し、キュウレンオー（01,02,05,07,09）と対決するが、最期はキュウレンオー（01,06,07,09,11）のキュウレンオーメテオブレイクを受け、爆死する。

セイトカイチョウインダベー
コウチョウインダベーの息子で、美術が得意。
キョウトウインダベー
コウチョウインダベーの妻で、88星座に詳しい。
リジチョウインダベー
チョウ一族の長。

キャスト
- ラッキー / シシレッド - 岐洲匠
- スティンガー / サソリオレンジ - 岸洋佑
- ナーガ・レイ / ヘビツカイシルバー - 山崎大輝
- ハミィ / カメレオングリーン - 大久保桜子
- スパーダ / カジキイエロー - 榊原徹士
- 佐久間小太郎 / コグマスカイブルー - 田口翔大
- ホシ★ミナト - 松本寛也
- 惑星スリーピー・理事長 / リジチョウインダベー - 山本康平
- 教官たち - 福沢博文、高田将司、下園愛弓、五味涼子、草野伸介、神尾直子

声の出演
- ガル - 中井和哉
- バランス - 小野友樹
- チャンプ / オウシブラック - 大塚明夫
- ラプター283 - M・A・O
- ショウ・ロンポー / リュウコマンダー - 神谷浩史
- セイトカイチョウインダベー、コウチョウインダベー - 伊藤陽佑
- キョウトウインダベー - 宮島咲良

スタッフ
- 原作・脚本 - 八手三郎
- 監督 - 坂本浩一

| 話数  | サブタイトル | 配信日        |
| ----- | ------------ | ------------- |
| 第1話 | 1時間目 朝礼 | 2017年 9月9日 |
| 第2話 | 2時間目 美術 | 9月18日       |
| 第3話 | 3時間目 理科 | 10月1日       |
| 第4話 | 4時間目 体育 | 10月15日      |
| 第5話 | 5時間目 追試 | 映像特典      |

#### 救世主の記憶
『宇宙戦隊キュウレンジャー 救世主の記憶』
2018年1月14日より東映特撮YouTube Officialで配信のキャラクターソングPV。Blu-ray COLLECTION4に収録。
| 話数 | サブタイトル                     | 曲目                   | 歌唱                                                       | 配信日         |
| ---- | -------------------------------- | ---------------------- | ---------------------------------------------------------- | -------------- |
| 1    | メモリー・オブ・怪盗BN団         | AGEPOYO☆DANCE!!        | 怪盗BN団 （バランス（小野友樹）&ナーガ・レイ（山崎大輝）） | 2018年 1月14日 |
| 2    | メモリー・オブ・ラッキー         | ラッキー SMILE         | ラッキー（岐洲匠）                                         | 1月15日        |
| 3    | メモリー・オブ・佐久間小太郎     | BLUE SKY BOY           | 佐久間小太郎（田口翔大）                                   | 1月16日        |
| 4    | メモリー・オブ・スティンガー     | サソリ座の歌           | スティンガー（岸洋佑）                                     | 1月17日        |
| 5    | メモリー・オブ・スパーダ         | ブラボー!イエロー!     | スパーダ（榊原徹士）                                       | 1月18日        |
| 6    | メモリー・オブ・ラプター283      | 夢見るアンドロイド     | ラプター283（M・A・O）                                     | 1月19日        |
| 7    | メモリー・オブ・ハミィ           | からっきし             | ハミィ（大久保桜子）                                       | 1月20日        |
| 8    | メモリー・オブ・ショウ・ロンポー | リュウコマンダー龍の道 | ショウ・ロンポー（神谷浩史）                               | 1月21日        |
| 9    | メモリー・オブ・鳳ツルギ         | I'M LEGEND             | 鳳ツルギ（南圭介）                                         | 1月22日        |

#### その他のスピンオフ
『王様戦隊キングオージャー IN SPACE』
2024年11月10日に東映特撮ファンクラブで配信された『王様戦隊キングオージャー』のスピンオフ作品。鳳ツルギが登場。
『爆上戦隊ブンブンジャー formation lap 始末屋 オブ ギャラクシー』
2025年7月13日に東映特撮ファンクラブで配信された『爆上戦隊ブンブンジャー』のスピンオフ作品。ショウ・ロンポー / リュウコマンダー、鳳ツルギが登場。

### Vシネマ
『宇宙戦隊キュウレンジャー Episode of スティンガー』
Blu-ray / DVDの2形態で2017年10月25日発売。スティンガー / サソリオレンジを主人公としたスピンオフ作品であり、テレビシリーズ第14話の半年前の出来事が描かれている。スーパー戦隊シリーズとしては、初めてメンバー1人に焦点を当てたスピンオフVシネマである。59分。
- 監督の坂本は本作品は『帰ってきたウルトラマン』第33話「怪獣使いと少年」が元となったという。
- 監督の坂本浩一とプロデューサーの望月卓は、坂本が監督の1人を、望月がアシスタントプロデューサーをそれぞれ務めていた『仮面ライダーW』のころに望月の初チーフ作品で坂本が監督を務めることを約束しており、同作品でそれを叶える形となった。またゲストヒロインの間宮夕貴は、坂本の希望により起用された。
- 主題歌・挿入歌はスティンガー役の岸が担当する。両曲とも、岸がマシコタツロウのプロデュースで音楽活動していた時代の楽曲を、マシコ自身が本作品に合わせて歌詩を変更したものである。

登場人物
ミカ・レーツ
チキュウ人とイッカクジュウ座系宇宙人のハーフで、右手がイッカクジュウ座特有の殻のように硬質な皮膚で覆われた鋭い爪ミカクローになっており、それが理由で生まれ故郷の町民たちから「化け物」呼ばわりされ、迫害を受けていた。その後、ザンダバルドに拾われジャークマターへと入るも、自身に似たスティンガーと交流を深めていくことで改心するが、再び町民たちから迫害を受けたことで町民を虐殺してしまう。そして、キョダインロウを渡されたことでチキュウ担当のダイカーンとなり、スティンガーとチャンプに襲い掛かるが敗北。用済みとなったことでザンダバルドの攻撃を受け致命傷を負い、スティンガーの腕の中で息絶える。唯一の救いであったカモミールの花は彼女の墓標にも植えられた。

ミカ・レーツ（怪人態）
ドン・アルマゲから青い炎の剣を胸に刺され強化されたミカが変身した戦闘生命体。分類は元・チキュウ人。
頭部から上半身に掛けてのみが硬質な皮膚に覆われており、他の部分は生身のままとなっている。武器は右手のミカクロー。
- デザインは久正人が担当。モチーフは人体発火現象。一角獣の特徴となっている角を、角が成長しているイメージで、頭部だけでなく、右手にも頭から伝わって繋がっているようにしてアンモナイトのように渦を巻いて描いている。アンモナイトの意匠や頭部には炎を入れ込むことでミカの怒りを表わしている。異形な姿に変化していることを強調するため、アクターの口を露出したデザインとなっている。

ザンダバルド
ジョウギ座系担当のダイカーン→カロー。ワシ座系惑星トテム出身。分類は甘言宇宙人。
武器は電撃状のエネルギー波を飛ばすザンダーバー刀（）。また、微細な電気振動を利用した低音のボルトンボイスによって怒りに我を忘れた相手に直接精神に響かせて聞かせる。冷酷非道な性格で、町民を痛めつけることで、「異形な者」への憎悪を根付かせ、罪なき異形の者のミカを迫害させることで、彼女に憎悪と復讐心を植え付けさせることで彼女を利用し、ダイカーンからカローへと上り詰めた。最期は、サソリオレンジイッカクジュウアームのユニコーンアンタレスを受け、爆死した。
- デザインはK-SuKeが担当。出世欲の強いキャラクターのため、「上昇志向」のイメージから積み重なった柱や鳥を連想し、UMAのサンダーバードがモチーフとなった。

戦力
サソリオレンジイッカクジュウアーム
サソリオレンジがイッカクジュウキュータマを使用して変身した姿。右腕がユニコーンの角に似た炎状のドリル型の武器となっており、必殺技のユニコーンアンタレスは、ドリル状の衝撃波を発射する。
後にテレビシリーズSpace.39、44に登場。
- デザインはK-SuKeが担当。二の腕の青い部分はユニコーンの鬣をイメージしており、ミカの怪人態が人体発火現象がモチーフであったため、燃え上がる炎が意匠に取り込まれている。

キャスト
- スティンガー / サソリオレンジ - 岸洋佑
- ナーガ・レイ / ヘビツカイシルバー - 山崎大輝
- ハミィ / カメレオングリーン - 大久保桜子
- スパーダ / カジキイエロー - 榊原徹士
- 佐久間小太郎 / コグマスカイブルー - 田口翔大
- ミカ・レーツ - 間宮夕貴
- スコルピオ - 久保田悠来
- タナカ - 島津健太郎
- 町人 - キャッチャー中澤、人見早苗
- ラッキー / シシレッド - 岐洲匠

声の出演
- チャンプ / オウシブラック - 大塚明夫
- ショウ・ロンポー - 神谷浩史
- ザンダバルド - 磯部勉
- コウチョウインダベー - 伊藤陽佑
- セイザブラスター音声 - 木村昴

スーツアクター
- 今井靖彦
- 岡元次郎
- 高田将司
- 矢部敬三
- 下園愛弓
- 草野伸介
- 神尾直子
- 日下秀昭
- 人見早苗
- ザンダバルド - 坂井良平
- スティンガー（吹き替え） - 伊藤茂騎

スタッフ
- エグゼクティブプロデューサー - 加藤和夫（東映ビデオ）
- プロデューサー - 中野剛（東映ビデオ）、望月卓（東映）、矢田晃一・深田明宏（東映エージエンシー）
- 原作 - 八手三郎
- 脚本 - 下山健人
- 音楽 - 山下康介
- 製作プロダクション - 東映テレビ・プロダクション
- 製作 - 東映ビデオ、東映、東映エージエンシー
- 監督 / アクション監督 - 坂本浩一

主題歌「見えない絆」
作詩・作曲 - マシコタツロウ / 編曲 - ha-j / 歌 - 岸洋佑
挿入歌
「サソリ座の歌(acoustic ver.)」
作詩 - 藤林聖子 / 作曲 - 岸洋佑 / 編曲 - 中畑丈治 / 歌 - スティンガー / サソリオレンジ（岸洋佑）
「一輪の影」
作詩・作曲・編曲 - マシコタツロウ / 歌 - 岸洋佑
- 宇宙戦隊キュウレンジャー Episode of スティンガー 通常版（1枚組）
  - 映像特典
    - メイキング
    - サソリ座の歌PV
    - 特報
    - PR集
    - リベリオンデータファイル
    - ポスタービジュアル

  - 音声特典（Blu-ray版のみ）
    - オーディオコメンタリー（岸洋佑×間宮夕貴×監督・アクション監督：坂本浩一×プロデューサー：望月卓）

- 宇宙戦隊キュウレンジャー Episode of スティンガー イッカクジュウキュータマ版（1枚組・初回生産限定）
  - セット内容
    - 宇宙戦隊キュウレンジャー Episode of スティンガー（通常版と共通）
    - DXキュータマシリーズ イッカクジュウキュータマ
    - ライナーカード
    - キュウレンジャーライセンス2種（スティンガー、チャンプ）

### Vシネクスト
以下3作は従来の『東映Vシネマ』から新レーベル『Vシネクスト』として展開。
『宇宙戦隊キュウレンジャーVSスペース・スクワッド』
2018年6月30日先行劇場公開、同年8月8日Blu-ray&DVD発売。『スペース・スクワッド』とのクロスオーバー作品で、テレビシリーズの後日譚としての性質も備えた作品となっている。
『ルパンレンジャーVSパトレンジャーVSキュウレンジャー』
『快盗戦隊ルパンレンジャーVS警察戦隊パトレンジャー』とのクロスオーバー作品。2019年5月3日に劇場公開および、同年8月21日Blu-ray&DVD発売。
『機界戦隊ゼンカイジャーVSキラメイジャーVSセンパイジャー』
2022年4月29日期間限定劇場上映、同年9月28日にBlu-ray&DVD発売。シシレッド、メーバが登場。

### ドラマCD
『宇宙戦隊キュウレンジャー 泣かせろ! タマキュウ一座大一番!』
2018年1月26日発売の長編ドラマCD。現行放送中のスーパー戦隊シリーズとしては初となる。2018年1月24日開催イベント超英雄祭で先行販売。脚本は下山健人。
キャスト
- ラッキー - 岐洲匠
- ナーガ・レイ - 山崎大輝
- スパーダ - 榊原徹士
- ラプター283 / ワシピンク - M・A・O
- ショウ・ロンポー - 神谷浩史
- チュウネンシャチュー - 鈴木達央

### 漫画
『THE NINE SHOT -ナイショの話-』
2017年9月13日から発売されるBlu-ray COLLECTION全4巻にそれぞれ封入されるオリジナル漫画。本作品でキャラクターデザインを担当している久正人が描き下ろし、全巻購入者対象の最終巻を合わせた全5巻で構成される。
3話では、チャンプとハミィの出会いが描かれるエピソードゼロとなっており、4話ではドン・アルマゲを倒してから2年後までのメンバーたちの日常が描かれる。

### その他の番組
『余計なお世話かもしれませんが…』
2017年3月10日にテレビ朝日で放送されたバラエティ番組。東映全面協力のもと、父が変身ヒーローになる企画にシシレッドがゲスト出演した。
出演
- 威厳戦士パーパ
- シシレッド - 岐洲匠（声）
- ツヨインダベー
- インダベー

スタッフ
- 監督 - 須上和泰
- アクション監督 - おぐらとしひろ
- スーツアクター - 浅井宏輔、早川桂
- 撮影協力 - 東映

『日曜もアメトーーク!』
2017年7月30日にテレビ朝日で放送されたバラエティ番組。企画「スーパー戦隊大好き芸人」の終盤に、キュウレンジャーの出演キャストが登場。それに先駆け、番組内では『秘密戦隊ゴレンジャー』の巨大化した野球仮面がテレビ朝日周辺で暴れているところにメイプル超合金のカズレーザーがキュウレンオーに乗り込み、キュウレンジャーと共に撃破する完全新作の特別映像が公開された。